# Hôpital-Camfrout
Pour les articles homonymes, voir L'Hôpital.
L'Hôpital-Camfrout redirige ici.
Hôpital-Camfrout, couramment appelée L'Hôpital-Camfrout [lɔpital kɑ̃fʁut], est une commune française du département du Finistère, dans la région Bretagne.
Elle fait partie du parc naturel régional d'Armorique.

## Géographie

### Situation
La commune de l'Hôpital-Camfrout est située entre la rade de Brest et les monts d'Arrée.
Le bourg se trouve à 24 km à l'est de Brest, à 17 km au sud de Landerneau, à 48 km au nord de Quimper et 24 km au nord de Châteaulin.

### Communes limitrophes

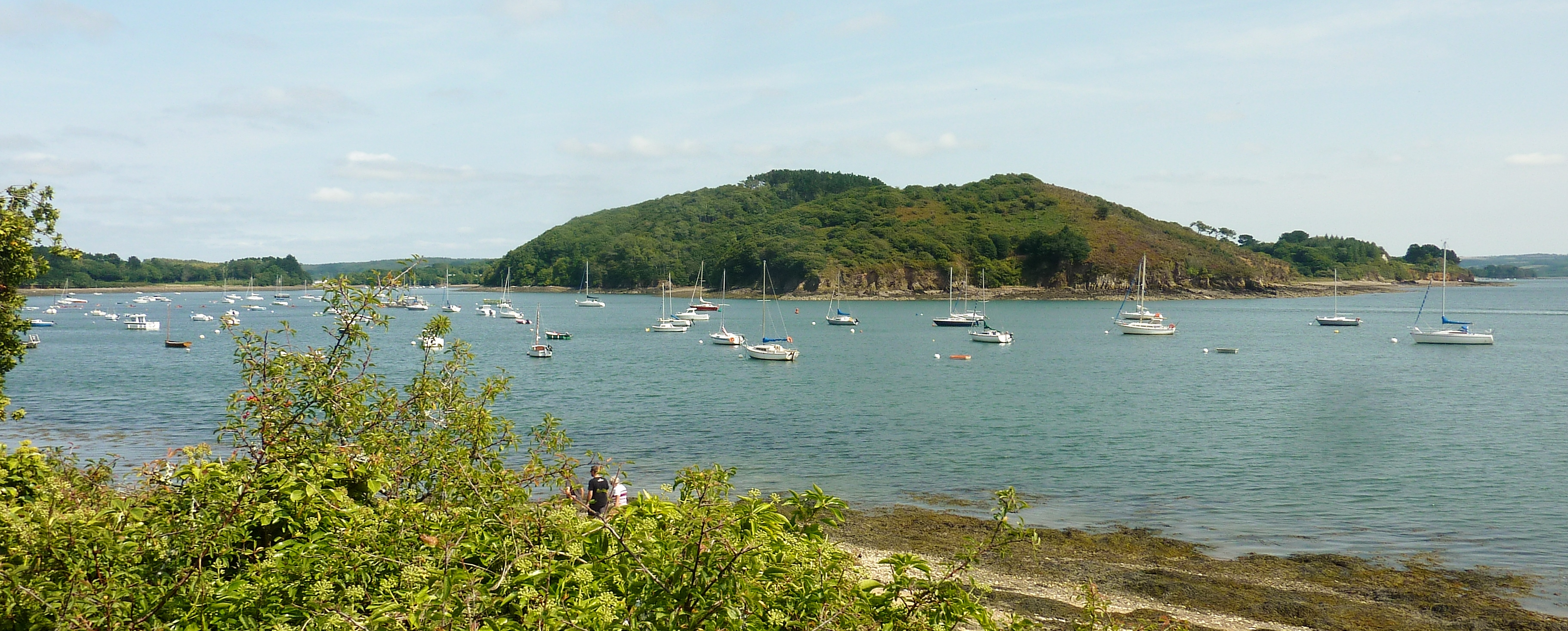
La presqu'île de Goasquellou à L'Hôpital-Camfrout vue depuis les environs de Moulin Mer à Logonna-Daoulas.

Les communes limitrophes sont  Daoulas, Hanvec, Irvillac et Logonna-Daoulas.
| Rade de Brest   | [Irvillac)         | Irvillac |
| Logonna-Daoulas | L'Hôpital-Camfrout | Hanvec   |
| Rade de Brest   | Aulne maritime     | Le Faou  |

### Relief
L'ouest du territoire communal est situé sur une presqu'île délimitée au nord par l'estuaire (une ria dénommée "Ria du Camfrout" ou "Rivière de l'Hôpital") du fleuve côtier Camfrout (face à Logonna-Daoulas) et au sud par l'anse (ria) de Keroullé et l'estuaire de l'Aulne (face à Landévennec). La partie intérieure de la commune se trouve sur les premières pentes des monts d'Arrée. La commune inclut aussi l'île de Tibidy.

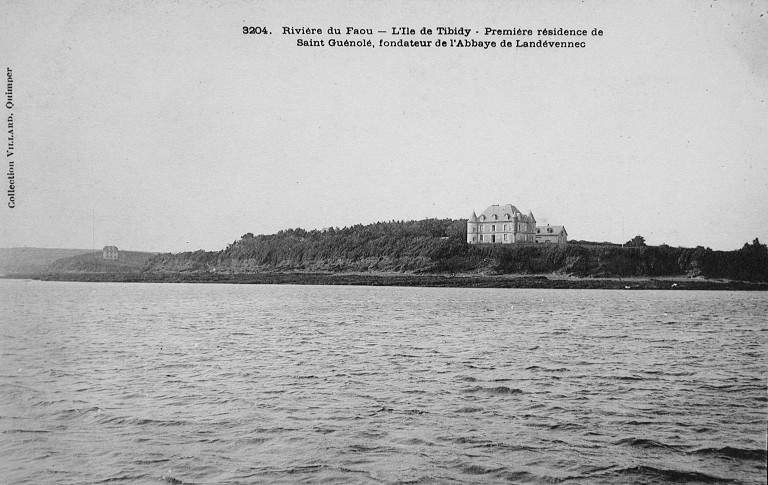
L'île de Tibidy et son château vers 1925 (carte postale).
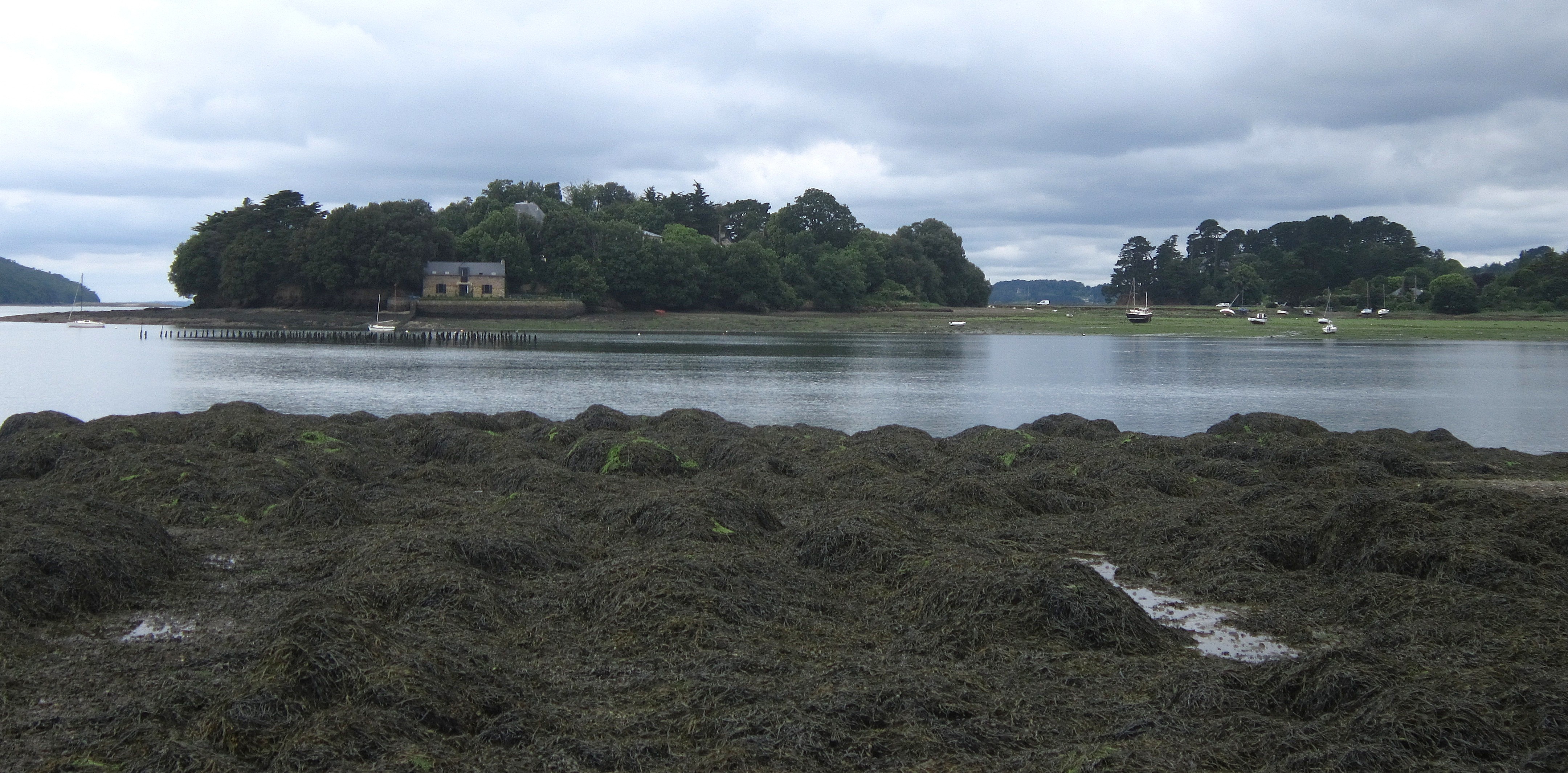
L'île de Tibidy vue depuis la pointe de Glugeau (en Hanvec).
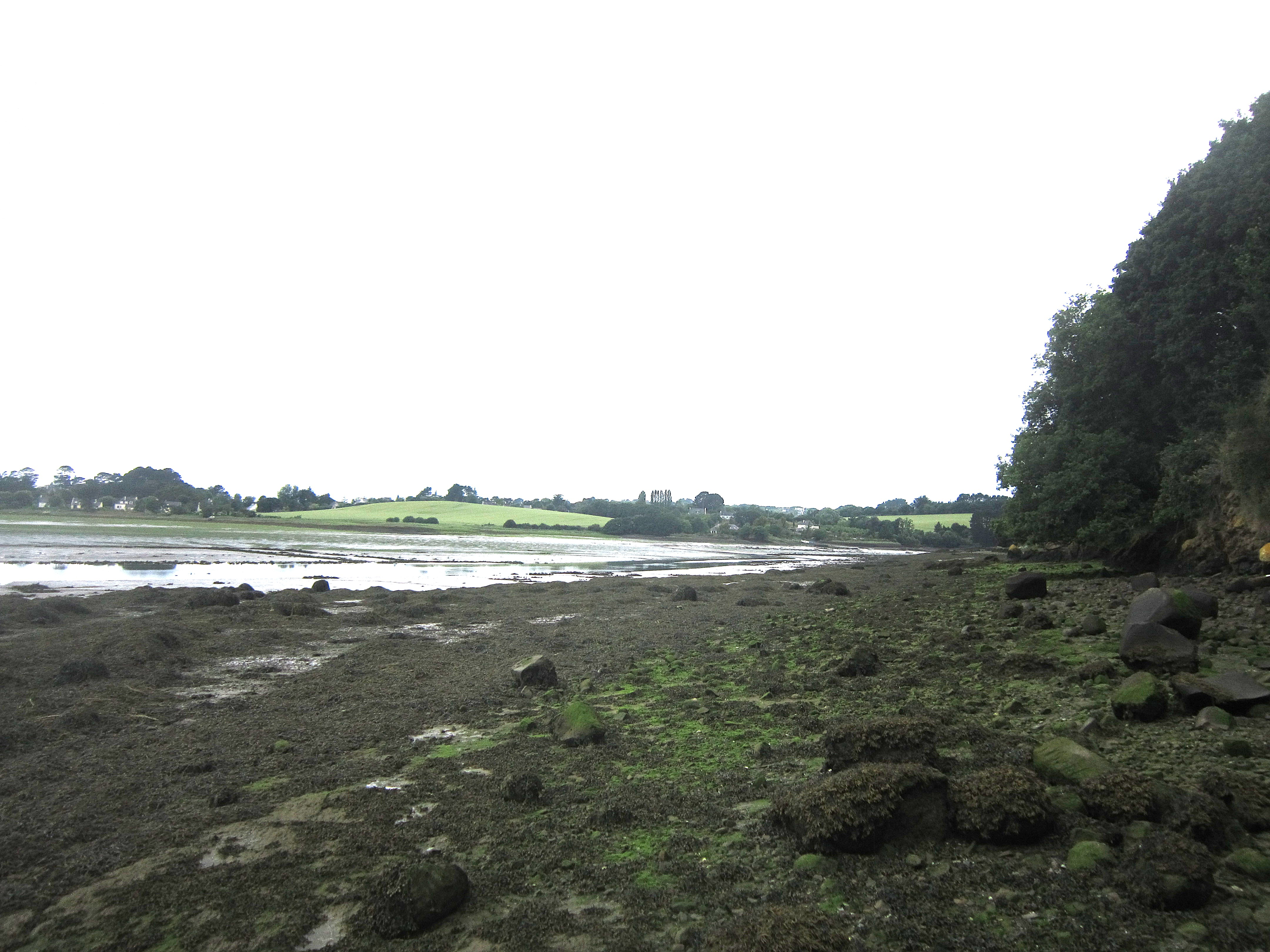
La Pointe du Glugeau (en Hanvec) et l'entrée de l'anse (ria) de Keroullé.
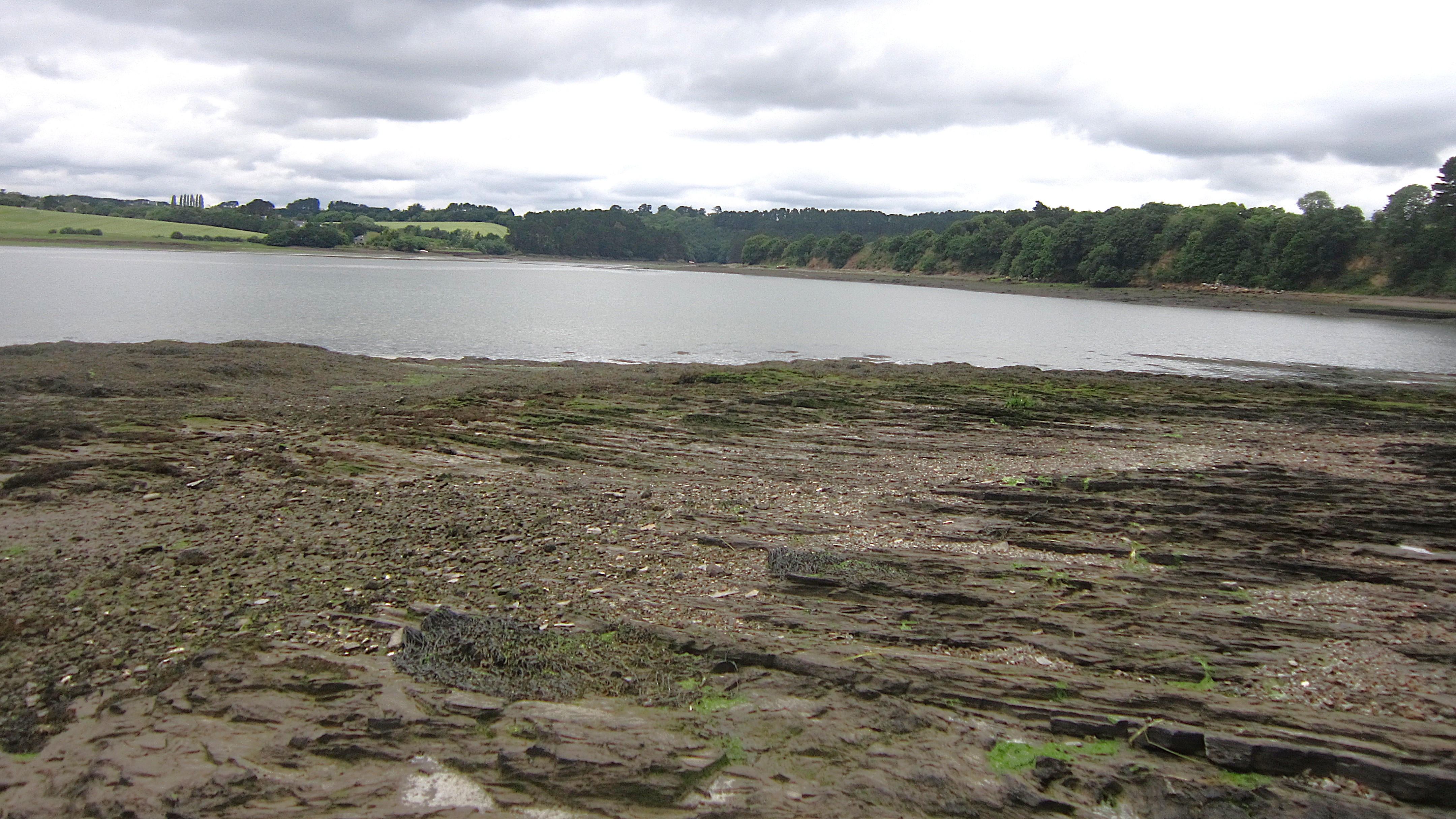
L'anse de Kéroullé vue depuis un point situé au nord de la Pointe du Glugeau.

Paul Joanne décrit ainsi la "Rivière de l'Hôpital" en 1890 : « L'estuaire de la Rivière de L'Hôpital est un bras de mer, orienté de l'Ouest-Sud-Ouest à l'Est-Nord-Est, ayant une longueur de 3 à 4 km ; il est accessible en marée de vive eau aux bâtiments de 5 m. de tirant d'eau, et à ceux de 4 m. en morte eau. Il est fréquenté par des caboteurs qui accostent la clé située près des carrières de Logonna. Sur la rive Nord-Ouest se trouve le moulin de mer de Logonna ».

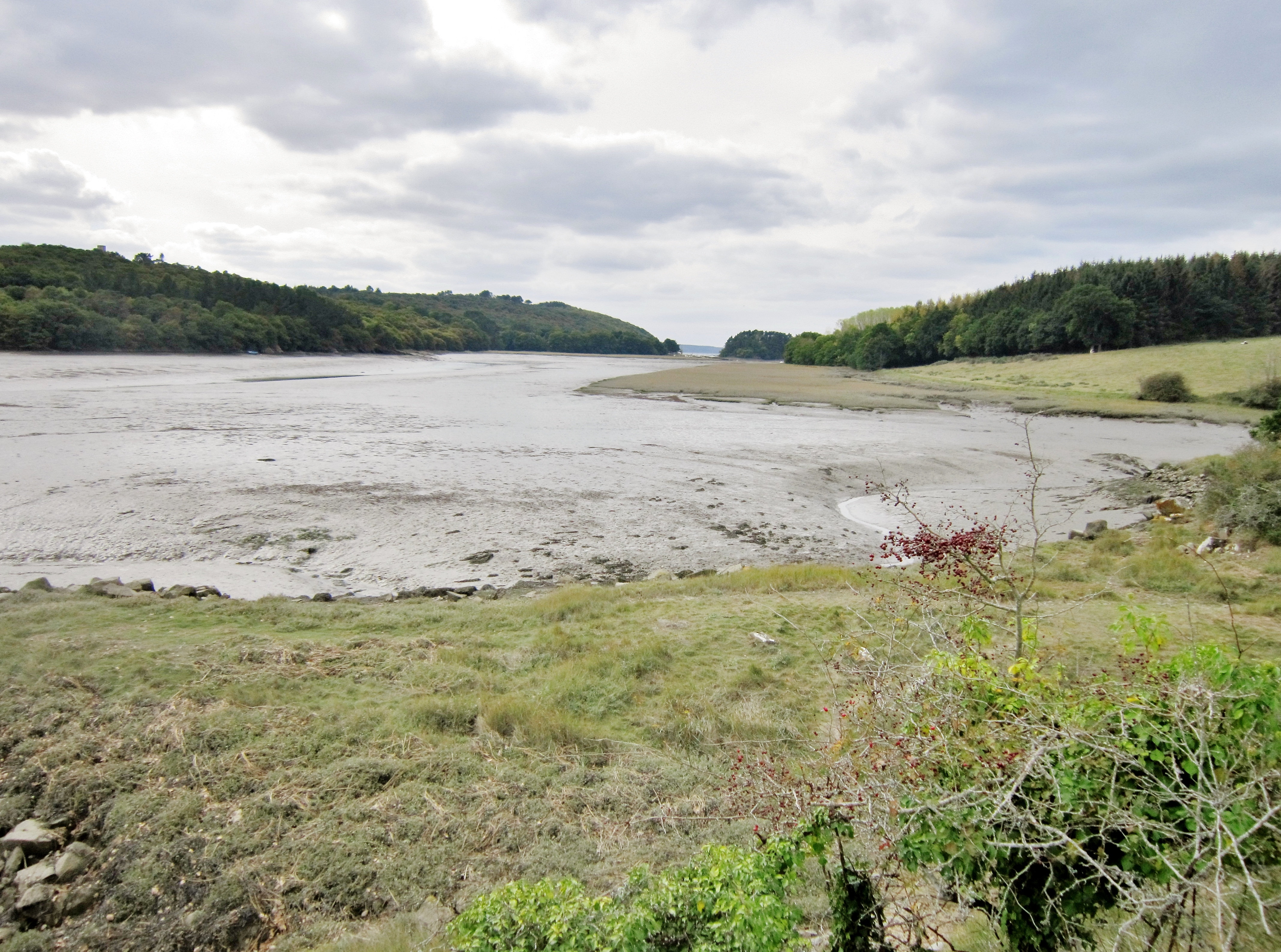
La ria du Camfrout à marée basse : vue vers l'aval en direction de Logonna-Daoulas depuis le sentier piétonnier de la rive nord.
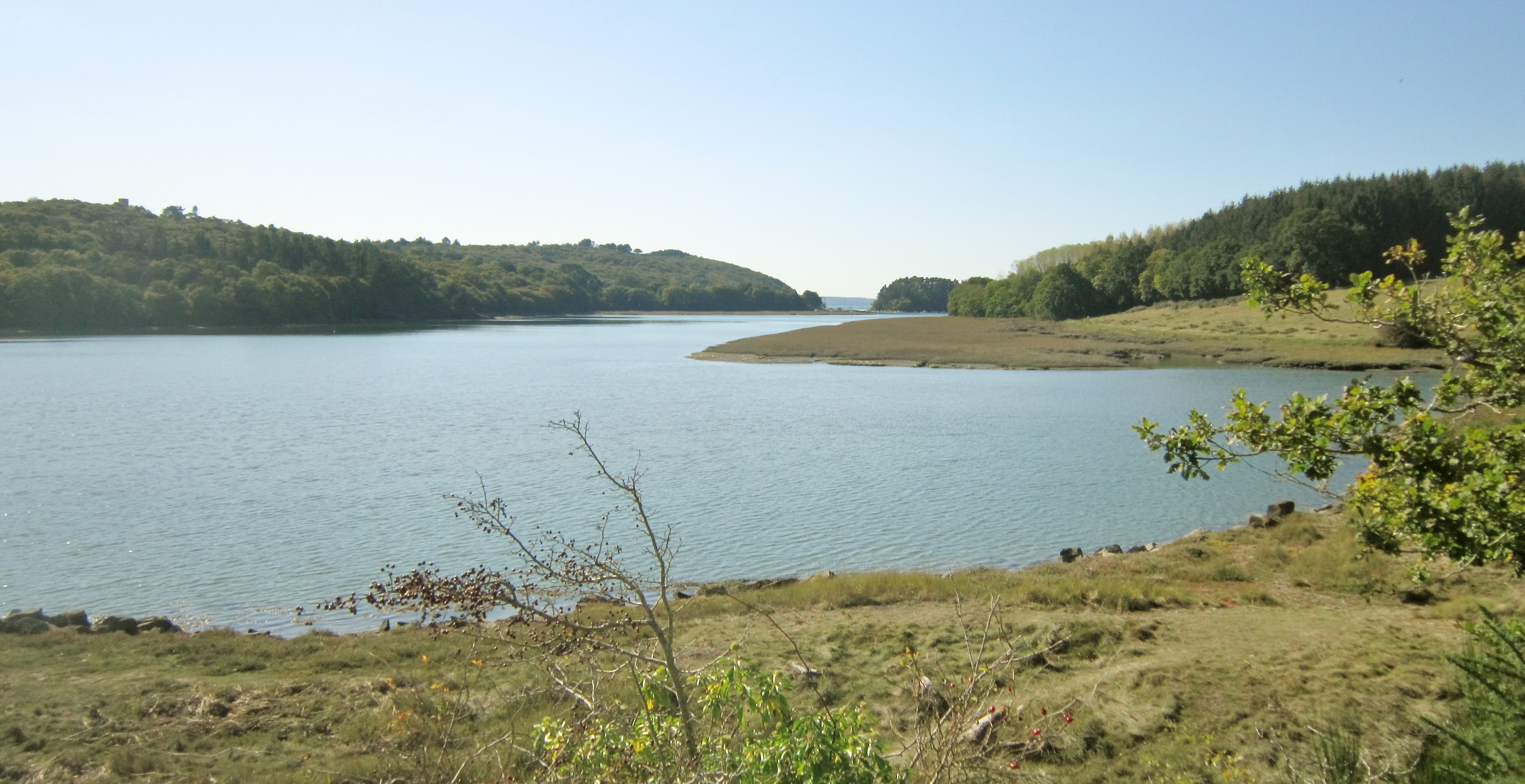
La ria du Camfrout à marée haute : vue vers l'aval en direction de Logonna-Daoulas depuis le sentier piétonnier de la rive nord.
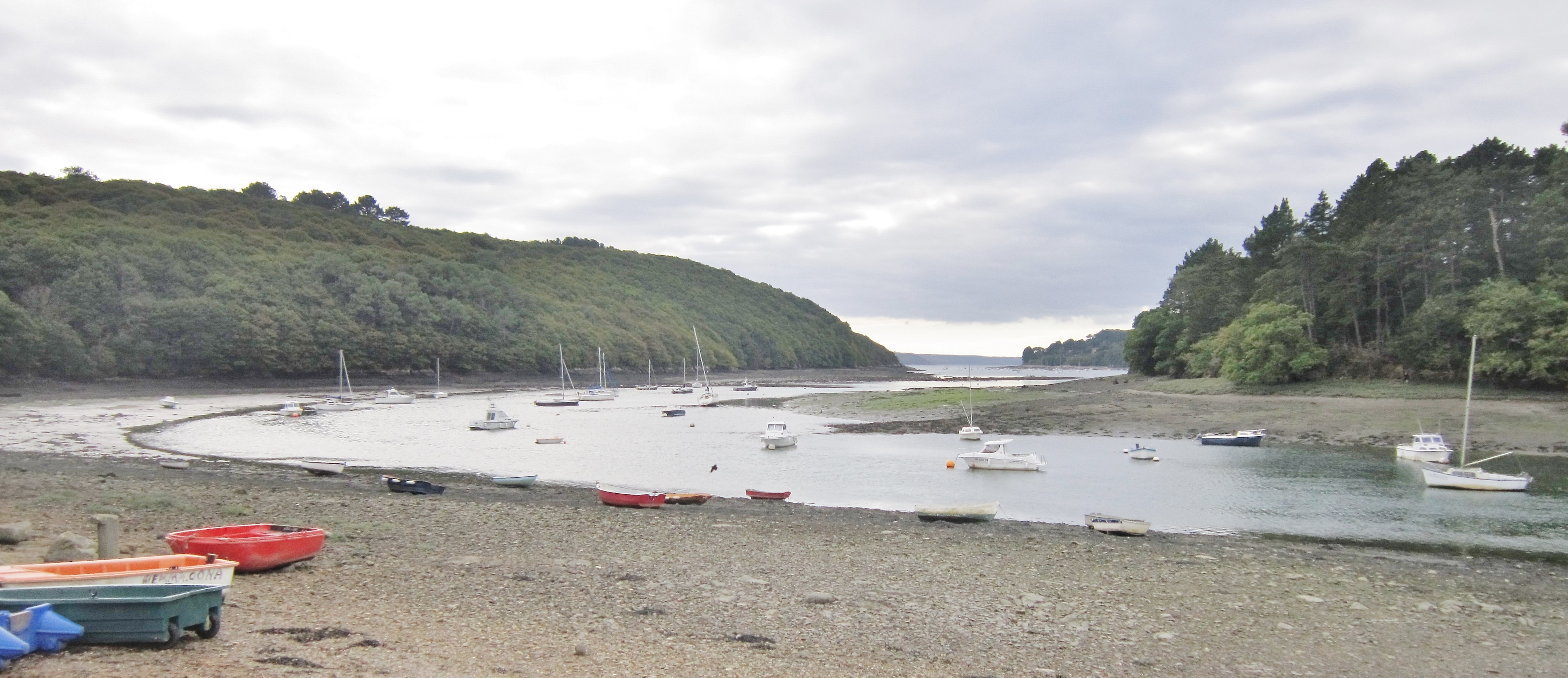
Hôpital-Camfrout : la ria du Camfrout vue vers l'aval depuis Kerascoët.
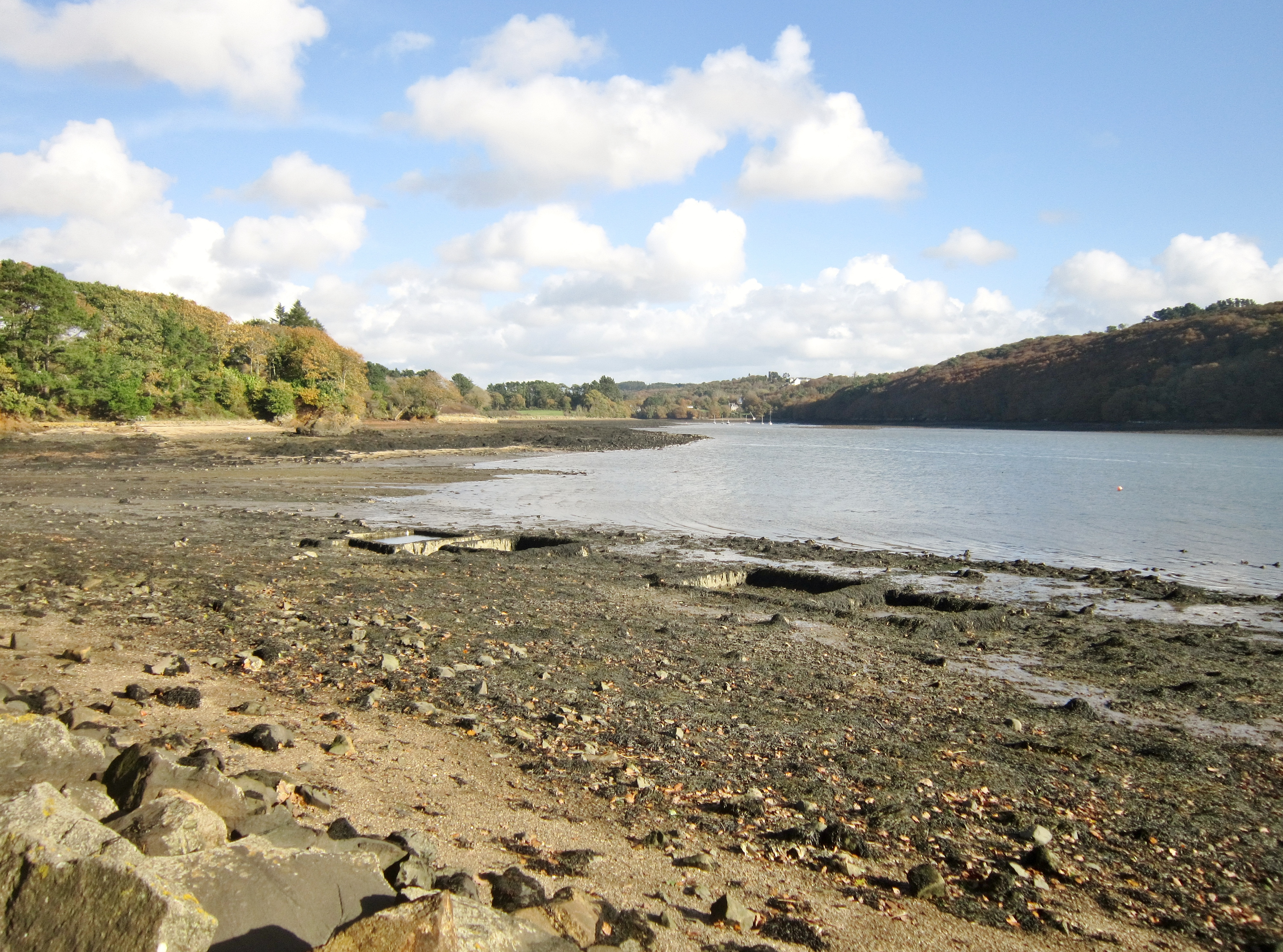
Logonna-Daoulas : la ria du Camfrout vue des environs de Kernisi.

Le relief de la commune est assez accidenté, les altitudes allant du niveau de la mer à 93 mètres. Le bourg est à 6 mètres d'altitude au fond de la estuaire du Camfrout, à l'endroit où s'arrête la navigation maritime et où se trouve le dernier pont sur le Camfrout.
Un gisement de kersantite est exploité par la carrière de Rhun Vras.

### La vie maritime

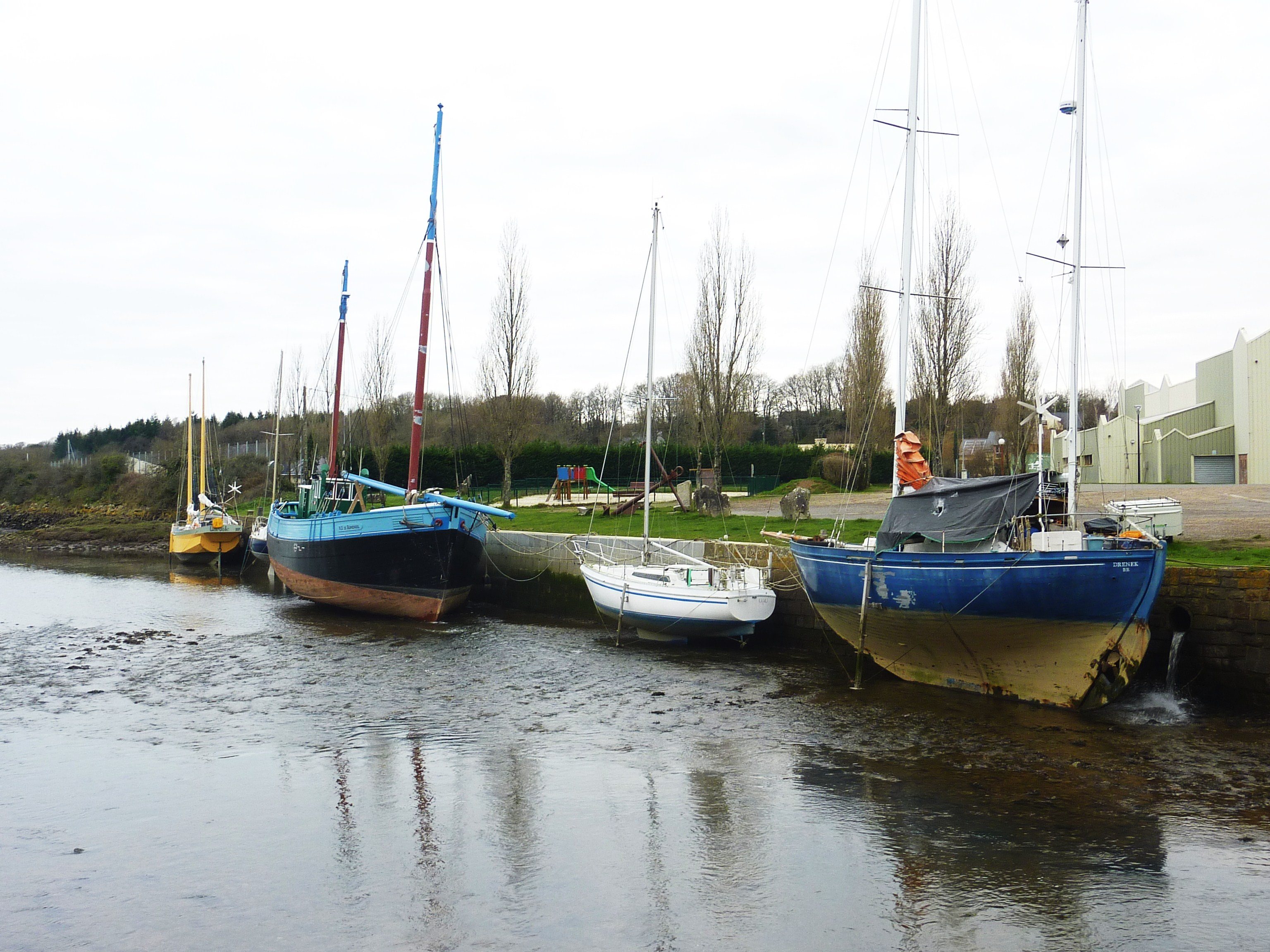
Bateaux à quai à L'Hôpital-Camfrout.

Le port de L'Hôpital-Camfrout fut un port de pêche actif par le passé : « les hardis pêcheurs de l'Hôpital-Camfrout n'hésitent pas à affronter impunément, dans leurs frêles embarcations, les redoutables courants de l'archipel ouessantin » écrit le journal L'Ouest-Éclair, mais aussi un port de commerce fréquenté par les gabares desservant la rade de Brest et s'aventurant en mer jusqu'à Nantes ou Rouen. Mais le port connaît son lot de drames de la mer : par exemple le 6 octobre 1924 trois noyés lorsqu'une barque de pêche de L'Hôpital-Camfrout chavire au large de la pointe Saint-Mathieu ; le 1er octobre 1927 une barque de pêche chavire à la suite d'un coup de vent subit, dans l'anse de Pontigou faisant trois morts ; le 25 novembre 1929, les trois marins-pêcheurs à bord du Trois-Frères, barque de pêche de L'Hôpital-Camfrout, sont enlevés par la mer à Brest et le patron René Floc'h, 65 ans, se noie ; dans la nuit du 12 au 13 janvier 1932 le sloop Gabrielle, basé à L'Hôpital-Camfrout, jaugeant 50 tonnes en lourd, qui pratiquait le petit cabotage, transportant entre autres des boîtes de conserve, et était armé de trois hommes fit naufrage au large d'Audierne, faisant un mort (le patron Rosuel, 45 ans), deux marins étant sauvés. Le même jour, le sloop Alliance, de L'Hôpital-Camfrout aussi, trouve son salut en se réfugiant dans le port de Bénodet. Le Reine-de-l'Odet, autre caboteur de 35 tonneaux, basé aussi à L'Hôpital-Camfrout, échappe à ce naufrage, mais sombre à son tour, près des Tas de Pois, victime d'une voie d'eau, le 8 octobre 1936 (l'équipage est sauf car il s'est réfugié dans le canot de sauvetage) alors qu'il transportait des marchandises diverses entre Douarnenez et Brest. D'autres caboteurs, également à voiles, toujours pendant la décennie 1930, se nommaient Goéland, Louise-Anaïs, Mimosa, Saint-André, Espoir, Georges, etc.
Ces naufrages ont bien sûr eu lieu à toutes les époques, mais les documents manquent avant le XXe siècle : le hasard d'un article de presse fait part du naufrage d'une embarcation de pêche montée par deux hommes, le Deux-Frères en 1860 dans la baie de Lauberlac'h, naufrage qui fit un mort.
Un article de presse de 1901 évoque « les rudes marins de Daoulas, du Faou, de l'Hôpital-Camfrout, de Logonna et de Plougastel qui déchargent sur ses quais [ceux de Port-Launay] le maërl et le sable du Minou, récompense de leurs pénibles dragages ».

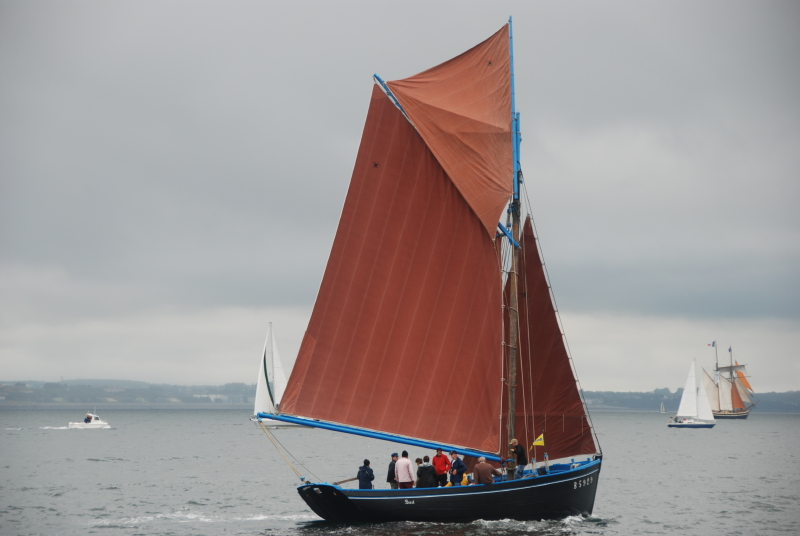
Bergère de Domrémy, sloop coquillier de 1936, propriété de l'association An Test.

Des habitants de la commune étaient aussi marins d'État : parmi eux, par exemple le naufrage du sous-marin Pluviôse le 26 mai 1910 au large de Calais provoque la mort de 27 marins dont un originaire de L'Hôpital-Camfrout, le quartier-maître Le Moal.
Des chantiers navals existaient aussi à L'Hôpital-Camfrout au début du XXe siècle, par exemple le chantier Jacq construisait des bateaux de pêche.

### Le bois du Gars
Ce bois, qui est à cheval sur les communes d'Hanvec et de L'Hôpital-Camfrout, coïncide avec les dernières hauteurs occidentales des monts d'Arrée et est désormais coupé en deux par la voie expresse route nationale 165. Ce bois fait l'objet d'une légende, rapportée par Anatole Le Braz :

« Selon la légende, saint Conval s'établit d'abord dans le Bois du Gars, entre Hanvec et L'Hôpital-Camfrout. Désirant y construire son oratoire, il coupa des pieds de chêne que le seigneur du lieu gardait pour en faire des timons de charrettes. Celui-ci, furieux, le chassa. Tout en quittant les lieux, le saint annonça que, désormais, on ne trouverait plus dans le bois du Gars de quoi façonner un timon. Cette malédiction s'est réalisée : on n'y trouve plus que taillis et fourrés. Saint Conval se réfugia alors dans le quartier du Cranou, dont le seigneur, qui avait l'âme compatissante, l'autorisa à disposer de tous les arbres qui lui plaisaient. En récompense, le saint déclara que, dans la forêt du Cranou, jamais le bois ne manquerait. Ce qui, jusqu'à présent, s'est vérifié. »

Ce vaste espace forestier de 200 hectares, qui était propriété privée, a été racheté par l'État et la région Bretagne en 1991.

### Hydrographie
Pour un article plus général, voir Réseau hydrographique du Finistère.
La commune est située dans le bassin Loire-Bretagne. Elle est drainée par le Camfrout, la rivière du Faou et divers autres petits cours d'eau,.
Le Camfrout, un petit fleuve côtier, d'une longueur de 22 km, prend sa source dans la commune de Hanvec et se jette dans la rade de Brest sur la commune et de Logonna-Daoulas.

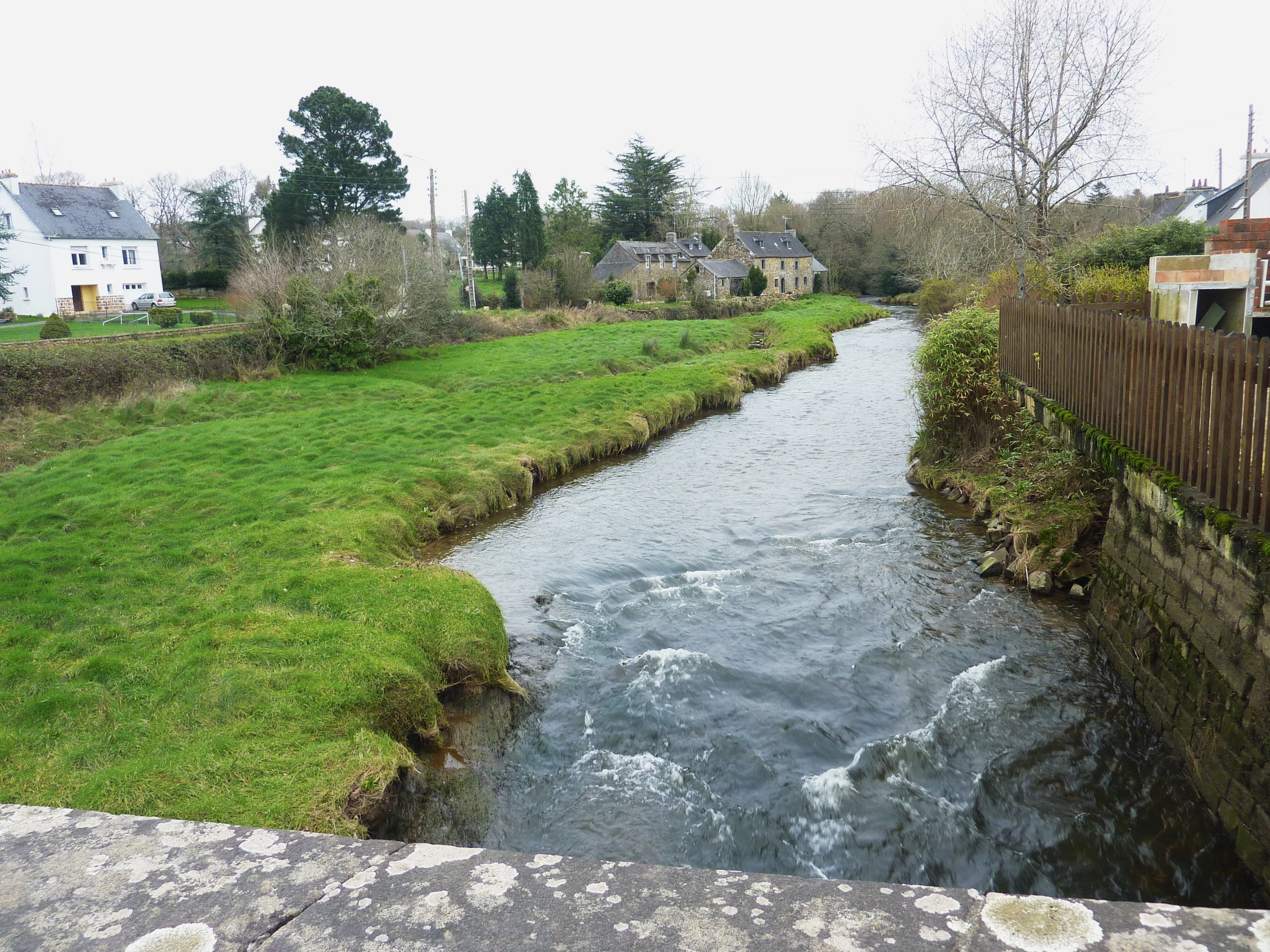
Le Camfrout (vue vers l'amont à partir du pont).
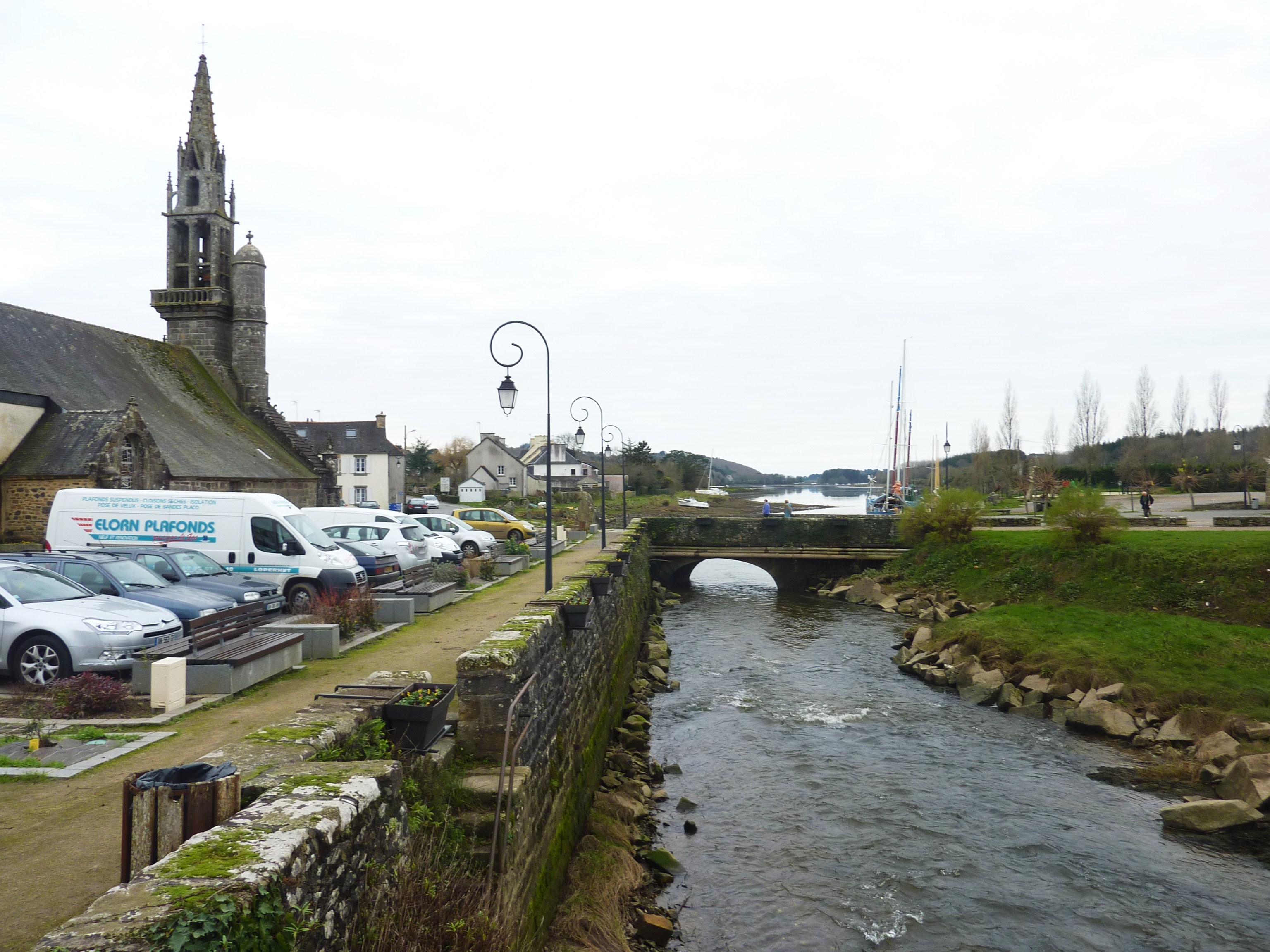
Le Camfrout (vue vers l'aval à partir du pont).
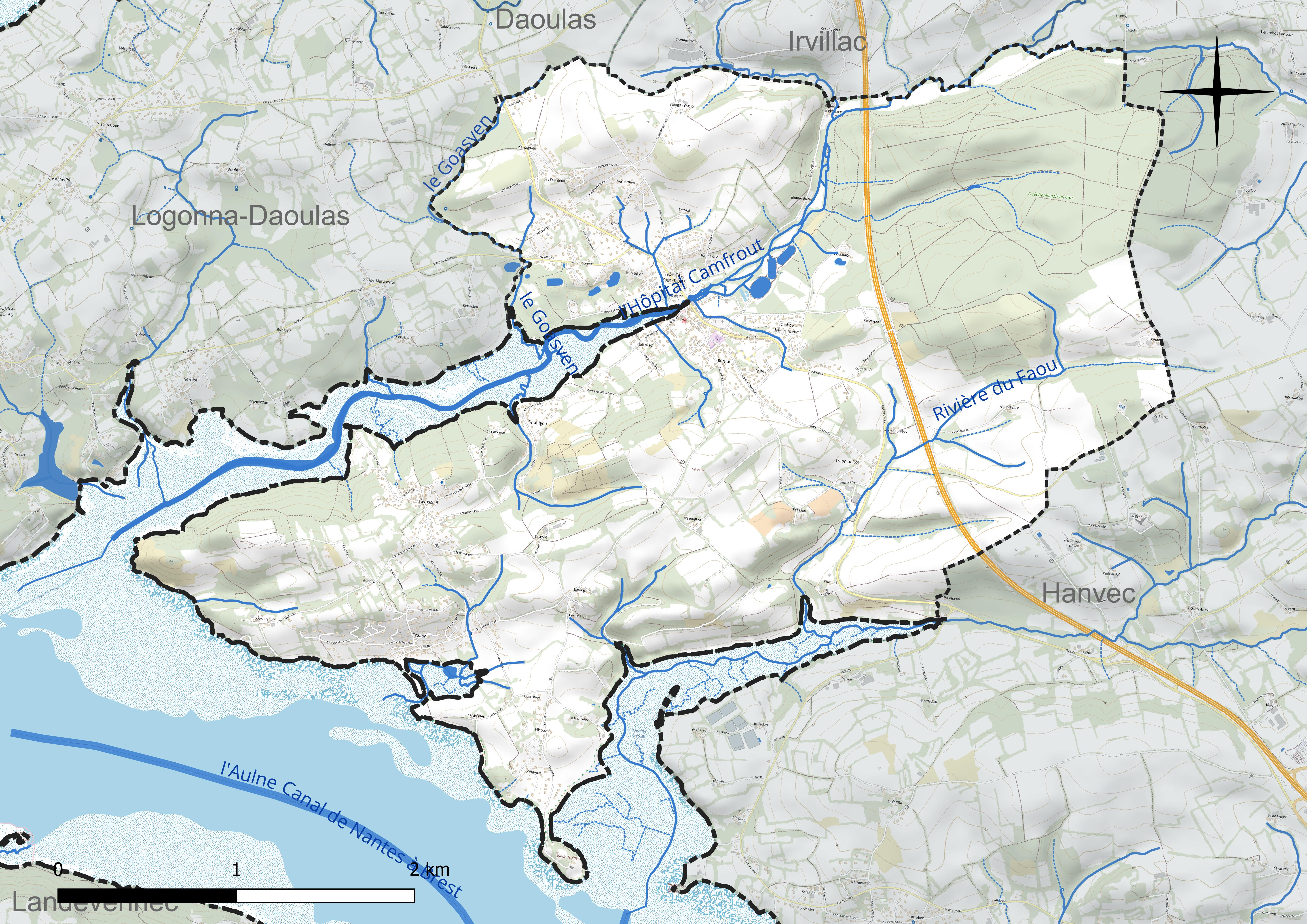
Réseau hydrographique d'Hôpital-Camfrout.

### Climat
Pour des articles plus généraux, voir Climat de la Bretagne et Climat du Finistère.
En 2010, le climat de la commune est de type climat océanique franc, selon une étude du CNRS s'appuyant sur une série de données couvrant la période 1971-2000. En 2020, Météo-France publie une typologie des climats de la France métropolitaine dans laquelle la commune est exposée à un climat océanique et est dans la région climatique  Finistère nord, caractérisée par une pluviométrie élevée, des températures douces en hiver (6 °C), fraîches en été et des vents forts. Parallèlement l'observatoire de l'environnement en Bretagne publie en 2020 un zonage climatique de la région Bretagne, s'appuyant sur des données de Météo-France de 2009. La commune est, selon ce zonage, dans la zone « Littoral », exposée à un climat venté, avec des étés frais mais doux en hiver et des pluies moyennes.
Pour la période 1971-2000, la température annuelle moyenne est de 11,7 °C, avec une amplitude thermique annuelle de 9,9 °C. Le cumul annuel moyen de précipitations est de 963 mm, avec 16,4 jours de précipitations en janvier et 7,3 jours en juillet. Pour la période 1991-2020, la température moyenne annuelle observée sur la station météorologique la plus proche, située sur la commune de Sizun à 14 km à vol d'oiseau, est de 11,2 °C et le cumul annuel moyen de précipitations est de 1 345,3 mm,. Pour l'avenir, les paramètres climatiques de la commune estimés pour 2050 selon différents scénarios d'émission de gaz à effet de serre sont consultables sur un site dédié publié par Météo-France en novembre 2022.

## Urbanisme

### Typologie
Au 1er janvier 2024, Hôpital-Camfrout est catégorisée bourg rural, selon la nouvelle grille communale de densité à 7 niveaux définie par l'Insee en 2022.
Elle appartient à l'unité urbaine de Hôpital-Camfrout, une unité urbaine monocommunale constituant une ville isolée,. Par ailleurs la commune fait partie de l'aire d'attraction de Brest, dont elle est une commune de la couronne,. Cette aire, qui regroupe 68 communes, est catégorisée dans les aires de 200 000 à moins de 700 000 habitants,.
La commune, bordée par la mer d'Iroise, est également une commune littorale au sens de la loi du 3 janvier 1986, dite loi littoral. Des dispositions spécifiques d'urbanisme s'y appliquent dès lors afin de préserver les espaces naturels, les sites, les paysages et l'équilibre écologique du littoral, tel le principe d'inconstructibilité, en dehors des espaces urbanisés, sur la bande littorale des 100 mètres, ou plus si le plan local d'urbanisme le prévoit.

### Occupation des sols

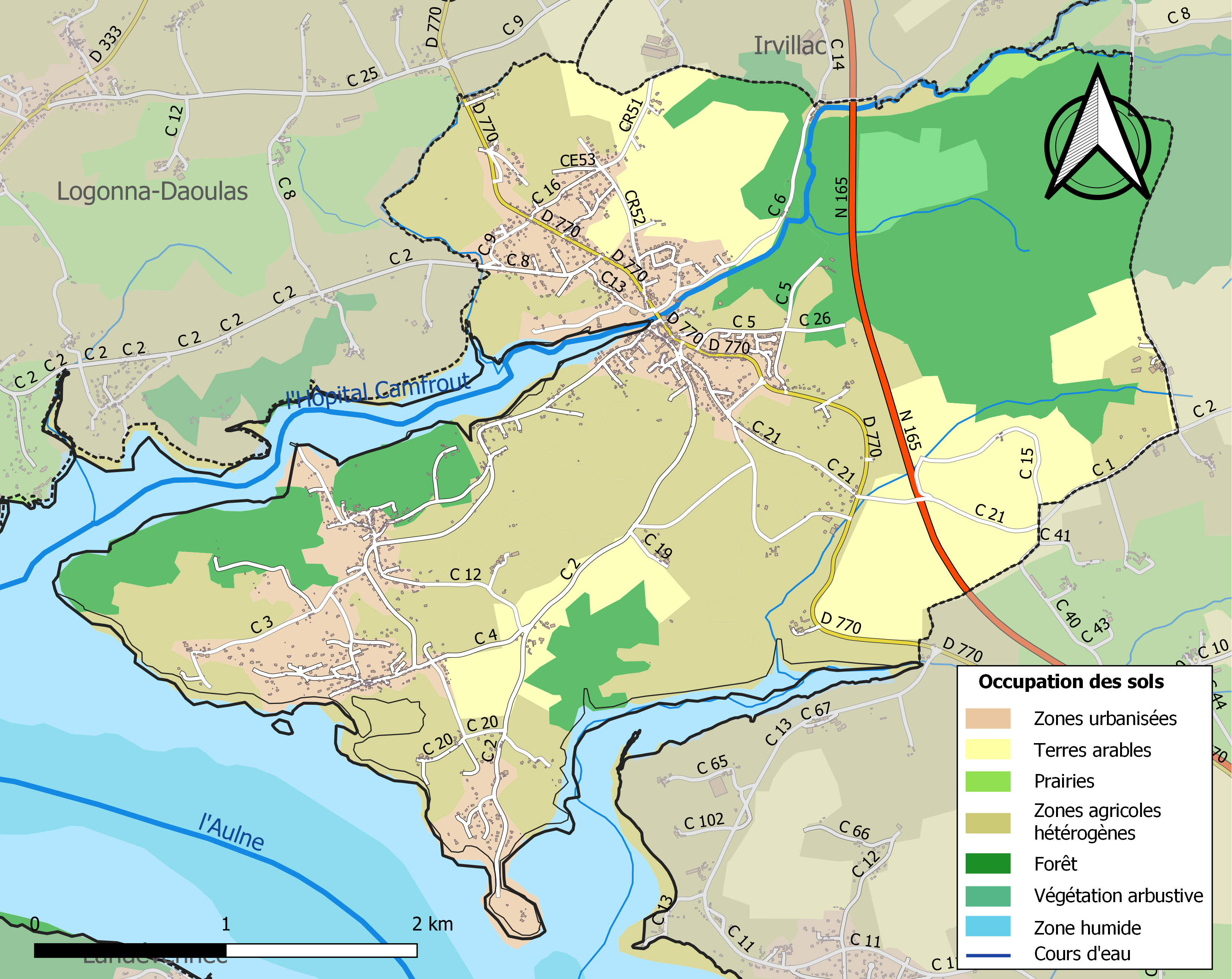
Carte des infrastructures et de l'occupation des sols de la commune en 2018 (CLC).

L'occupation des sols de la commune, telle qu'elle ressort de la base de données européenne d'occupation biophysique des sols Corine Land Cover (CLC), est marquée par l'importance des territoires agricoles (56 % en 2018), en diminution par rapport à 1990 (57,7 %). La répartition détaillée en 2018 est la suivante :
zones agricoles hétérogènes (37,5 %), forêts (27,2 %), terres arables (18 %), zones urbanisées (14,4 %), milieux à végétation arbustive et/ou herbacée (1,9 %), prairies (0,4 %), zones humides côtières (0,4 %). L'évolution de l'occupation des sols de la commune et de ses infrastructures peut être observée sur les différentes représentations cartographiques du territoire : la carte de Cassini (XVIIIe siècle), la carte d'état-major (1820-1866) et les cartes ou photos aériennes de l'IGN pour la période actuelle (1950 à aujourd'hui).

### Hameaux

#### Kerascoët

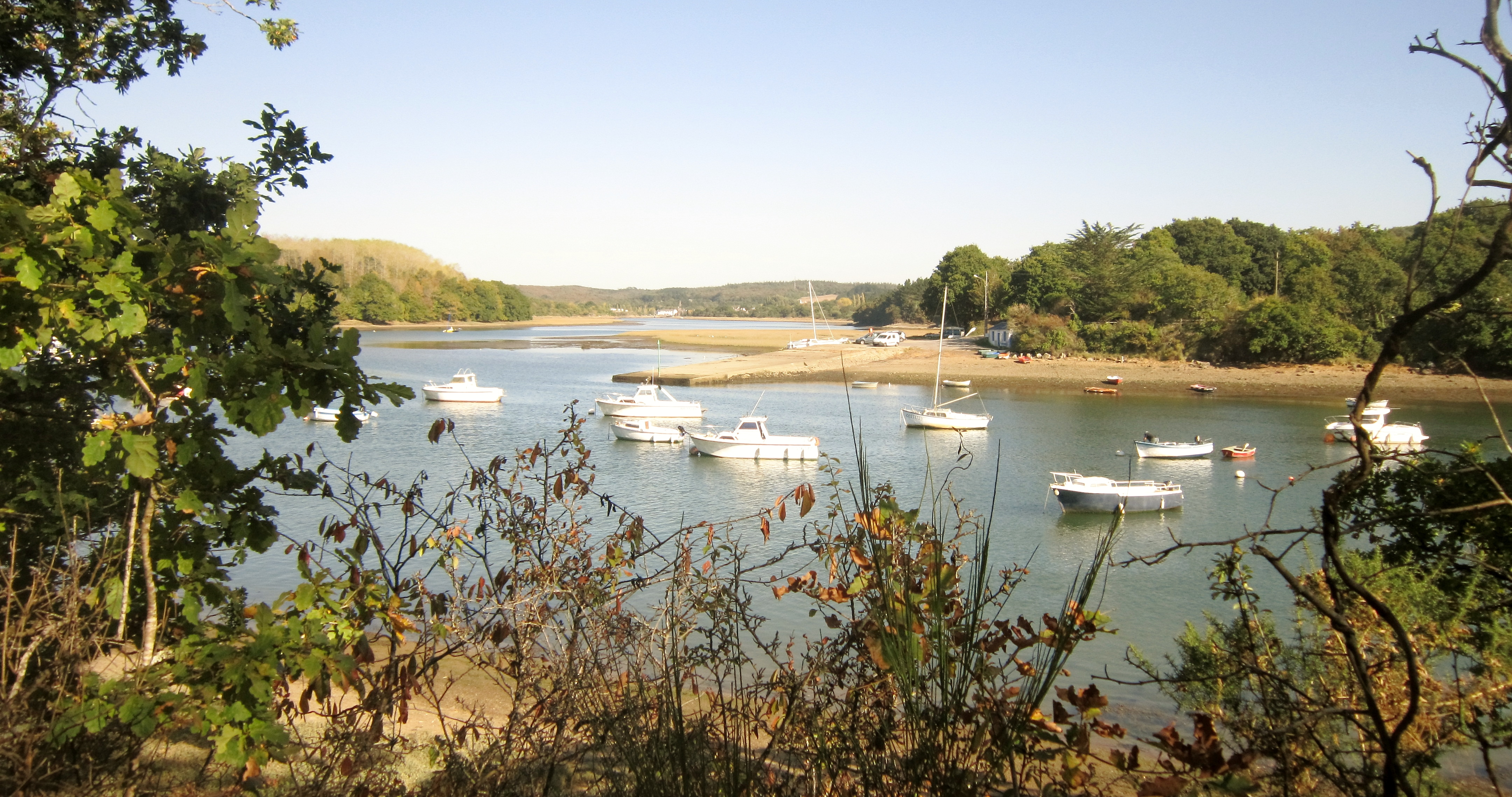
La ria du Camfrout et le port de Kerascoët (en L'Hôpital-Camfrout) vus depuis l'anse de Kernisi (en Logonna-Daoulas).

Hameau dépendant de L'Hôpital-Camfrout, mais port situé plus en aval sur la rive gauche du Camfrout, Kerascoët concentre désormais l'essentiel des activités maritimes de la commune. C'est désormais un port de plaisance disposant de mouillages pour soixante bateaux et géré par l'Association des usagers du port de Kerascoët, créée fin 2010. La commune est aussi le port d'attache de deux vieux gréements, la gabare Notre-Dame de Rumengol et le coquillier Bergère de Domrémy ; ces deux bateaux sont la propriété d'An Test (le témoin), association pour la sauvegarde et la promotion du patrimoine maritime de la rade de Brest ; le port abrite aussi des plates, quelques voiliers et des bateaux pêche-promenades.
Un visage de christ est placé dans le pignon de la maison Le Gall où il prend l'allure d'une œuvre surréaliste mais ce n'est pas la seule.

#### Troaon [Traon]
Troaon est, avec Kerascoët, l'un des deux plus gros villages dépendant de la commune. Ce village est situé au sud-ouest du bourg, face à Landévennec ; c'est un village de pêcheurs, disposant aussi d'une plage, à l'embouchure d'un petit cours d'eau, le Vorlenn se terminant en zone humide protégée d'un cordon dunaire appelé Ner(h)u, qui cache une petite plante rare : la frankenia lævis, et qui accueillait il n'y a pas si longtemps les campeurs. En 1846 le Traon comptait 55 habitants et 9 maisons ; en 1911 121 habitants pour 25 maisons.
La chapelle Sainte-Anne de Troaon a été construite en 1950 à la demande du curé de l'époque, l'abbé Paul Le Pape ; elle possède une statue (récente) de saint Guénolé. Un pardon se déroule à cet endroit tous les ans au mois de juillet avec la traditionnelle bénédiction de la mer sur la grève de Troaon, port tout proche.

### Voies de communication et transports
La principale route desservant la commune est la voie express reliant Nantes à Brest via Quimper et le pont de l'Iroise (route nationale 165), dont le tracé passe à 1 km l'est du bourg de L'Hôpital-Camfrout à travers le bois du Gars. Les entrées les plus proches sont à Hanvec et à Daoulas.
Le bourg est traversé par la route départementale 770, antérieurement route nationale 170, itinéraire ancien reprenant le tracé d'une voie romaine, puis d'une route royale allant de Quimper à Brignogan par Landerneau. Les autres routes sont d'intérêt local.
La localité se trouvait aussi autrefois sur l'itinéraire menant au « passage de Plougastel » permettant de franchir l'estuaire de l'Élorn pour rejoindre Brest ou le Léon sans faire le détour par Landerneau.
En ce qui concerne le chemin de fer, le tracé à voie unique de la ligne de Savenay à Landerneau via Quimper passe à l'est de la commune. Les gares les plus proches sont celles d'Hanvec et de Daoulas (située sur la commune d'Irvillac). Après une interruption de trafic pour modernisation de 2016 à 2017, les circulations ont repris.

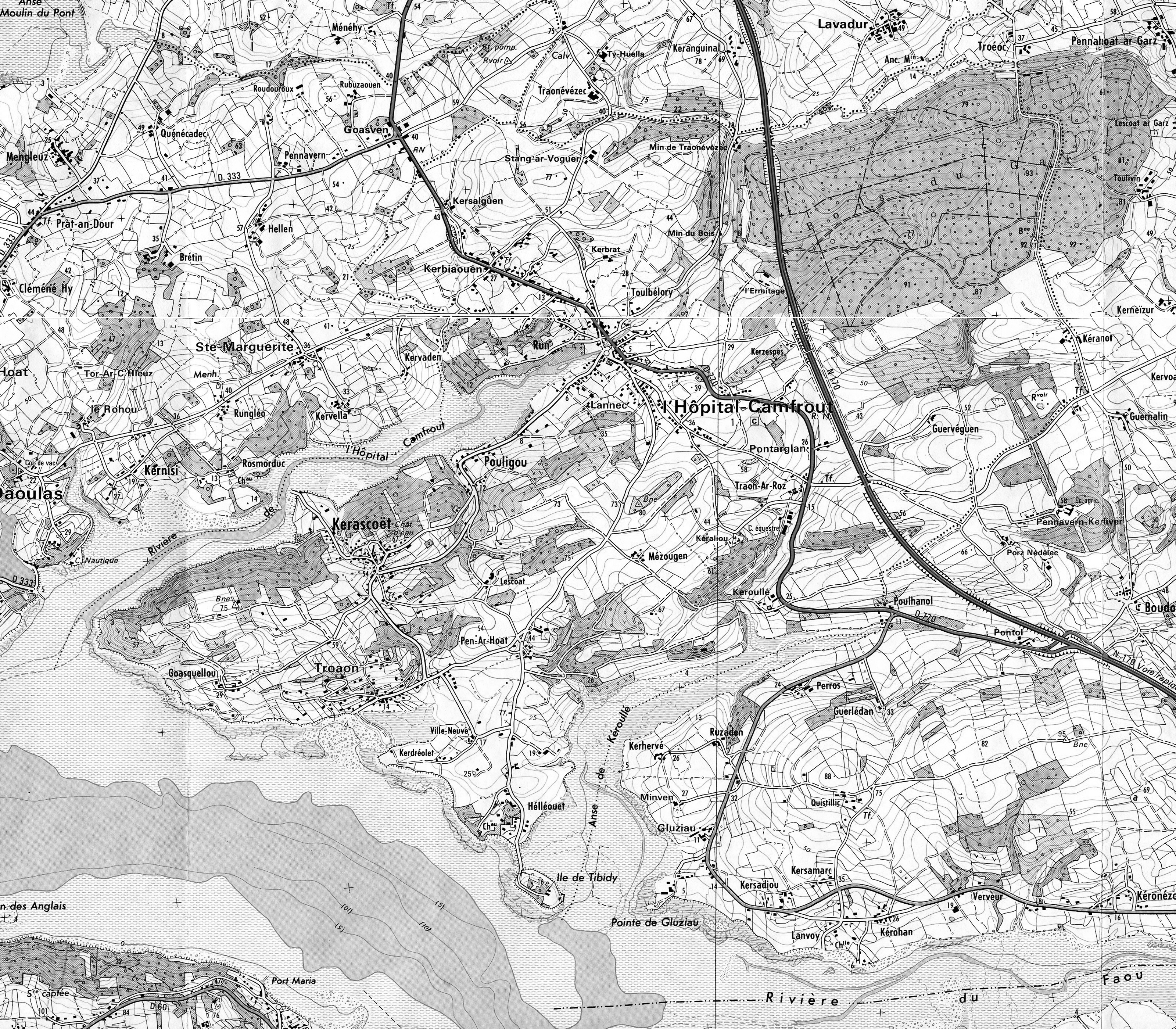
Carte topographique de la région de L'Hôpital-Camfrout de 1977.
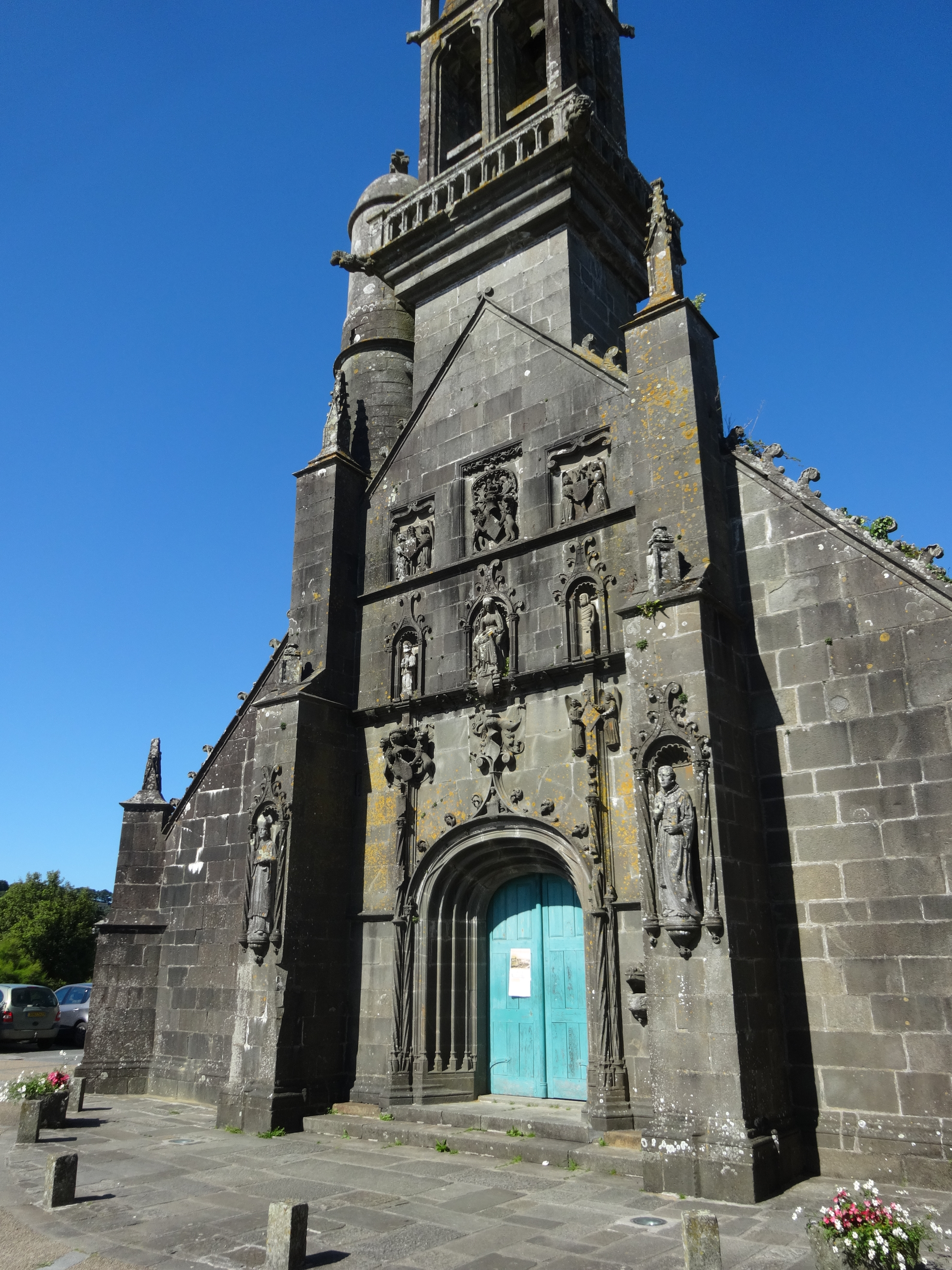
Façade de l'église Notre-Dame-de-Bonne-Nouvelle de l'Hôpital-Camfrout.
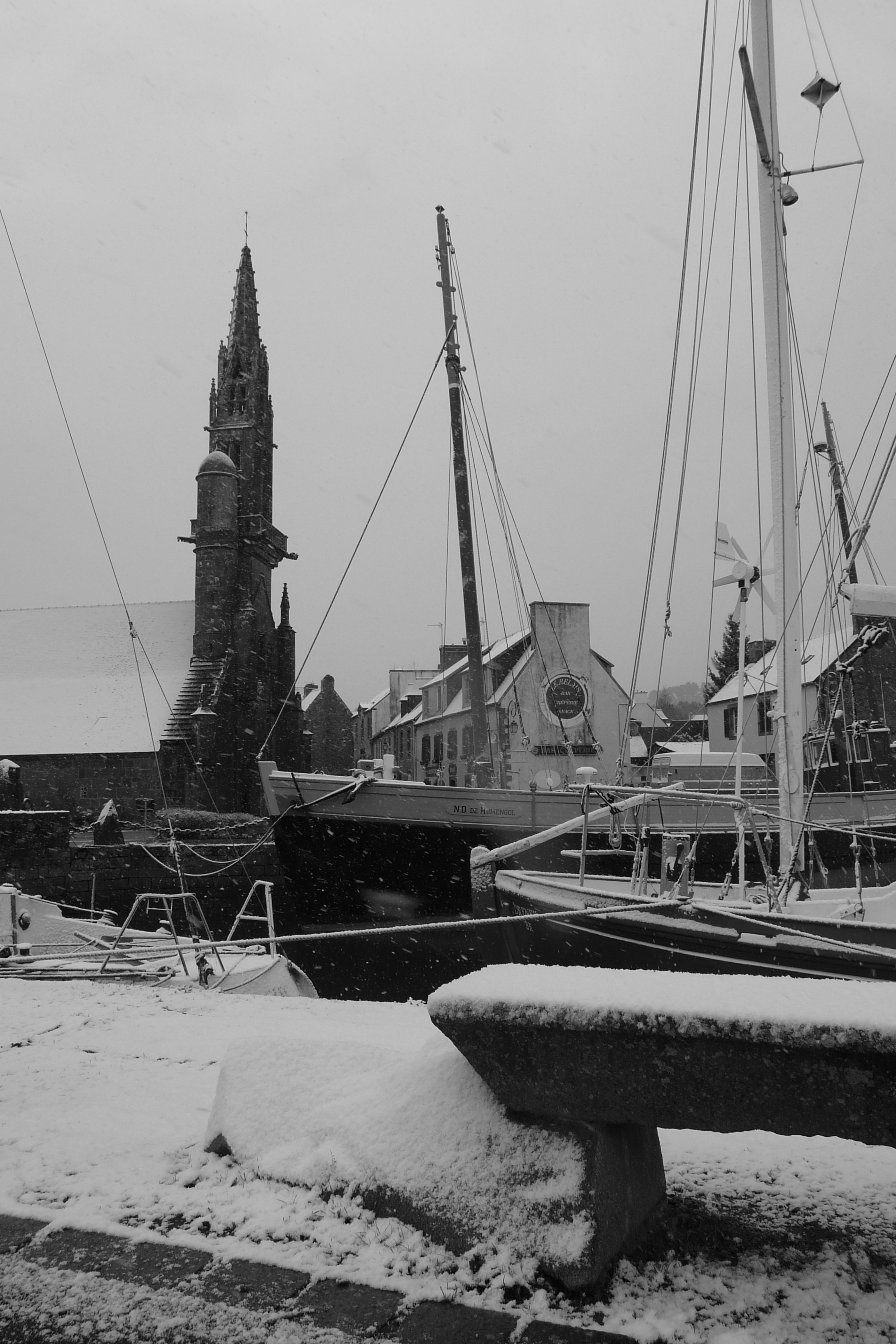
L'Hôpital-Camfrout sous la neige (rare).
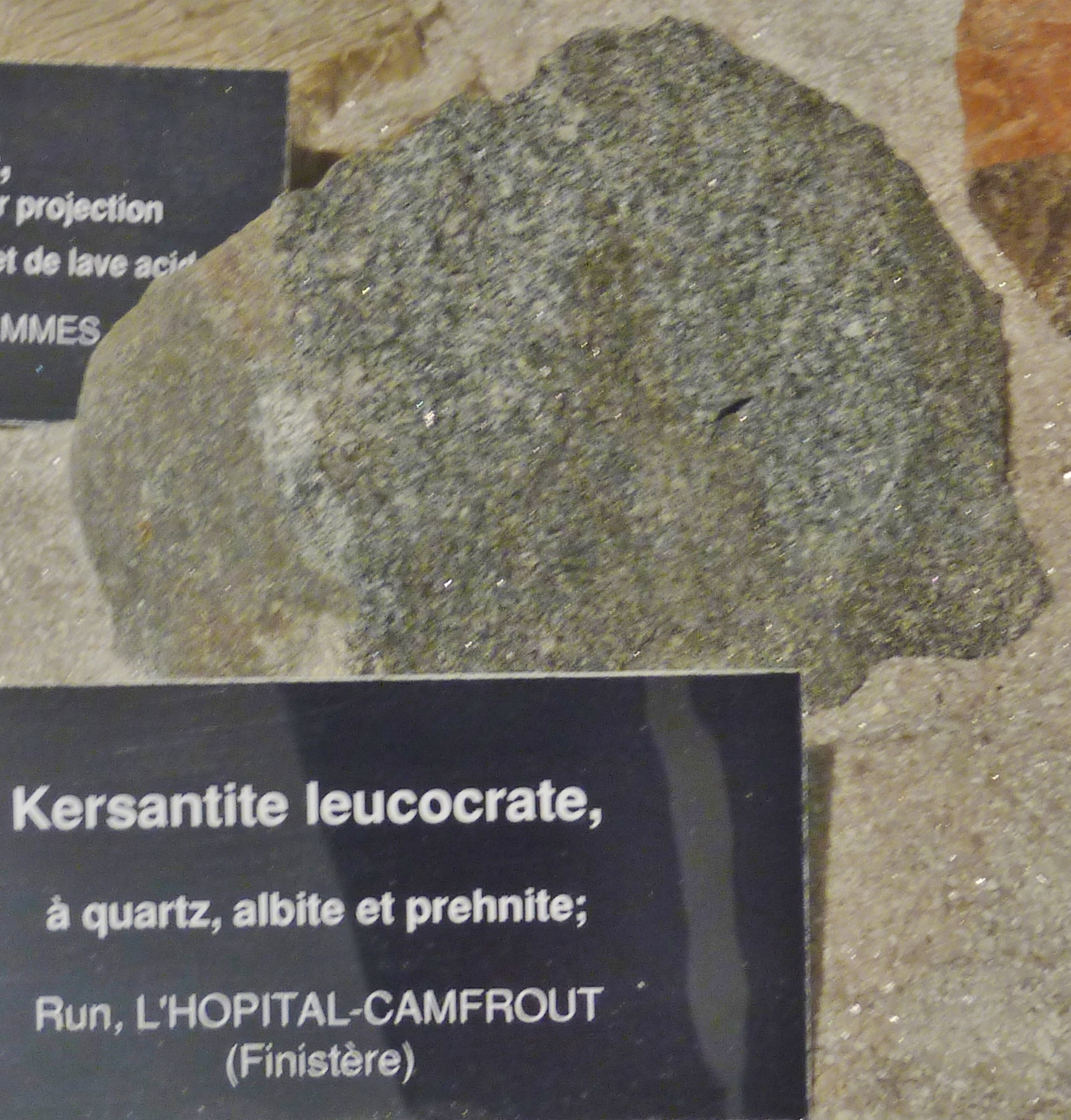
Kersantite trouvée au Run en L'Hôpital-Camfrout.

## Toponymie

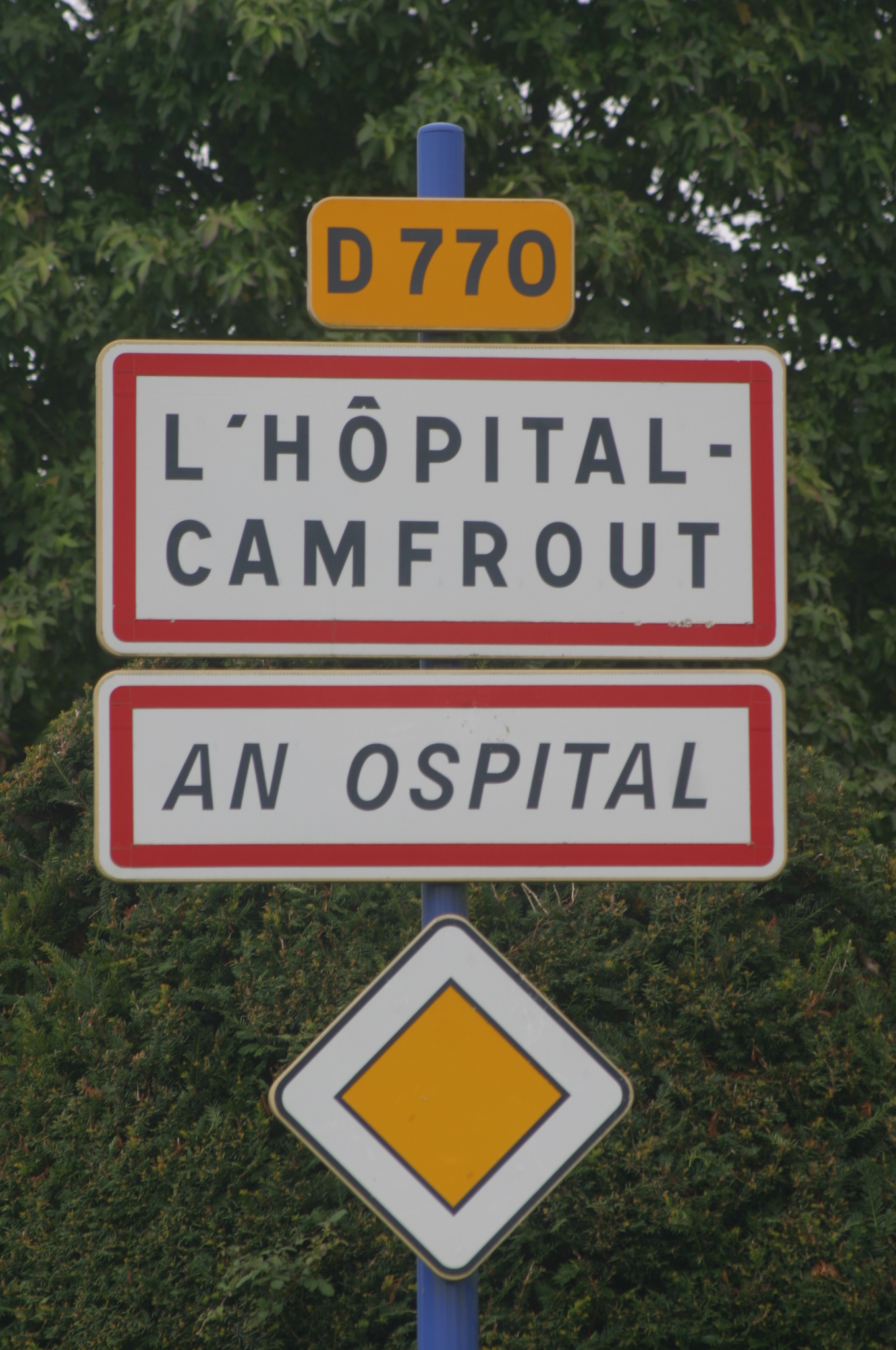
Panneau bilingue français-breton.

Le nom de la localité est attesté sous les formes Gamfrout en 1394, Galfrout entre 1489 et 1574, L'Hospital Galfrout en 1543, L'Hospital Canfrout en 1625, L'Hôpital du Frout en 1645, Notre-Dame de Galfrout en 1701.
Le toponyme de la commune nous indique une référence à l'Hôpital depuis au moins le XIVe siècle. C'est pourtant de longue date un tout petit bourg où il n'y a jamais eu le moindre hôpital rural (une maladrerie a toutefois existé) ; ce nom provient de son église qui fut autrefois celle d'un communauté  d'Hospitaliers de Saint-Jean de Jérusalem.
Pour ce qui est de Camfrout, il s'agit soit d'un homonyme de Galvrout (Galfrot en 1273), soit de la rivière, le Camfrout, qui, en breton, signifie kamm (courbe) et frout (courant, cours d'eau),.

## Histoire

### Origines
L'Hôpital-Camfrout fut d'abord un prieuré dépendant de l'abbaye Saint-Guénolé de Landévennec possédant hôpital (= asile de charité) et aumônerie créés en 1072 par Justinius, abbé de Landévennec, sous le nom de Notre-Dame de Caristan. Les moines fondèrent sans doute un genre d'hostellerie pour héberger les voyageurs qui depuis l'abbaye Saint-Mathieu de Fine-Terre se rendaient à Landévennec et à Saint-Jacques-de-Compostelle. Au XIIe siècle, les hospitaliers de Saint-Jean-de-Jérusalem, implantés dans leur commanderie de La Feuillée seraient venus assurer l'ordre et bénéficier du profit. L'Hôpital-Camfrout est une ancienne trève d'Hanvec et dépendait de l'ancien évêché de Cornouaille. La paroisse est officiellement créée en 1821 seulement.
L'église paroissiale possède une petite relique de saint Idunet, un des compagnons de saint Guénolé.

### Moyen Âge
Saint Conval aurait installé son ermitage dans l'actuel Bois du Gars.
L'Hôpital-Camfrout a été un lieu de passage pour les légions, les pillards, les colons, les pèlerins, les commerçants qui empruntaient, au fil des siècles, les voies maritimes et terrestres permettant de passer par là. Les Bretons, dont saint Jaoua, le fondateur légendaire de l'abbaye de Daoulas et saint Guénolé, fondateur de celle de Landévennec auraient débarqué à proximité au VIe siècle. Les Normands ont aussi débarqué là au Xe siècle.
Un texte du XIe siècle nous apprend qu'un asile de charité, le prieuré de Notre-Dame-de-Caristan a été construit à l'Hôpital-Camfrout par Justinius, abbé de Landévennec, pour les pèlerins venus d'Hibernia (Irlande) et d'Écosse en pèlerinage à l'abbaye de Landévennec.

#### Le prieuré de Camfrout et l'hôpital de Treisquinet
Un hôpital (une maladrerie en fait semble-t-il) aurait existé à l'emplacement actuel de L'Hôpital-Camfrout (des ruines de l'ancienne léproserie sont encore discernables juste au sud de l'église actuelle et une porte des lépreux existe dans ladite église paroissiale), liée à celle existant au passage de Treisquinet (ou passage de Treisquinec), dirigée par les Hospitaliers de Saint-Jean de Jérusalem, dans le prieuré de Camfrout qui dépendait de l'abbaye Notre-Dame de Daoulas, situé dans la commune actuelle du Relecq-Kerhuon, au niveau de l'anse de Camfrout et la localité actuelle de L'Hôpital-Camfrout se trouvait sur le chemin menant vers le sud à partir de ce passage permettant de franchir l'Élorn, dénommé aussi passage de Plougastel. Ce serait là l'origine du nom « L'Hôpital ». En 1507, il devient la propriété de Jacques de Guengat, seigneur de Lossulien (alors en Guipavas, désormais dans la commune du Relecq-Kerhuon).
Une liste partielle des prieurs de Camfrout est disponible sur un site Internet.

### Temps modernes
Camfrout (An Hospital) est alors une simple trève de Hanvec.

#### L'église à l'époque moderne
Le frère Mars de Landévennec écrit en 1640 :

« Ce prieuré est bien gentil à une bonne lieue de Landévennec et en l'évesché de Kemper Corentin. L'on y peut aller par la mer jusqu'à la porte de l'église, laquelle est des mieux ornée de Bretagne tant en calices d'argent dorrez [dorés] qu'en ornements. Il y a une fort belle croix d'argent et une très belle bannière pour aller en procession. L'église est fort bien bastie [bâtie], il y a un beau portail en pierre de taille, lequel fut faict environ l'an 1490 par la noblesse de la alentour, comme il paroist avec leurs armes, à savoir de messieurs de Keriver qui sont du costé droict, celles de Keroulay au costé gauche et celles de Keralliou dans le milieu. L'on y voit aussy les armes de Rohan, avec un bastion de mestre de camp, et ce, comme je croy qu'il est seigneur de Daoulas et des environs. Jean du Vieux Chatel, qui en estoit prieur en 1490, obtint des indulgences de Rome [par une bulle du pape Innocent VIII en date du 10 juin 1490] pour ce prieuré, à scavoir le lendemain de Pasques [Pâques] (auquel jour il y a un grand concours de peuple), le premier dimanche de may, le premier après la fête de la madeleine, le jour de la présentation de Nostre Dame et le jour de la dédicasse [dédicace] de la même église, qui est le premier jour de septembre, auxquels jours est donné cent jours de pardon à perpétuité à ceux et celles qui visiteront la dicte église et donneront dequoy entretenir les bâtiments dudict prieuré (...). »

En 1736 est démoli le grenier à grains qui couvrait la nef centrale de l'église ; son existence passée explique sans doute l'existence d'une chatière dans la porte de la sacristie.

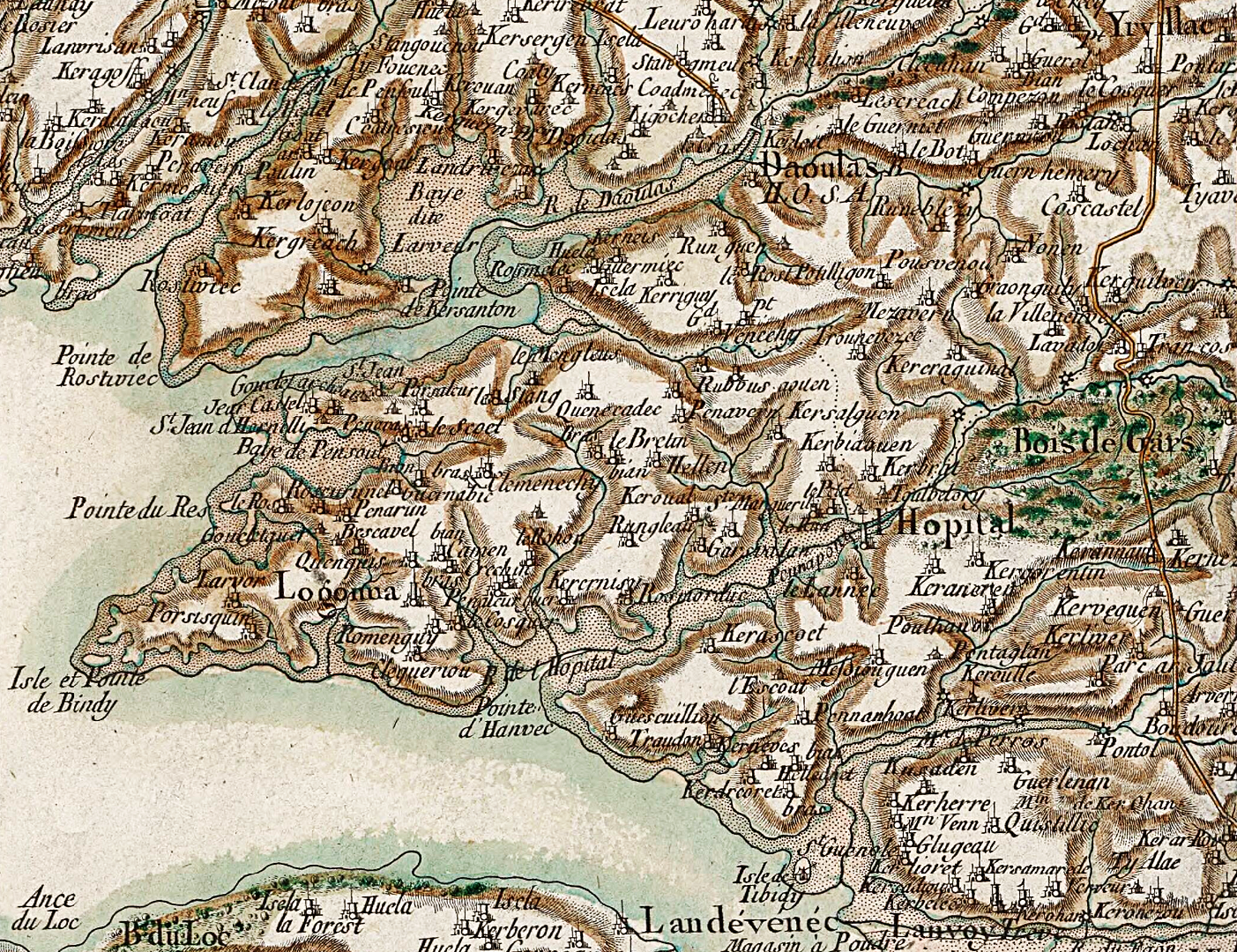
Carte de Cassini de Daoulas, Hôpital-Camfrout et Logonna-Daoulas (1784).

#### L'activité toilière
Même si L'Hôpital-Camfrout est alors une trève essentiellement maritime, on y trouve des traces de la culture du lin (par exemple dans un inventaire après décès de 1773) et de son travail (34 % des inventaires après décès recensés au XVIIIe siècle contiennent des métiers à tisser ; dans un autre datant de 1756 on recense « trois crées de fil ourdies dans le métier », etc.). Le chanvre était aussi cultivé et travaillé, ainsi que la laine (l'élevage des moutons était aussi pratiqué : par exemple 27 brebis recensées en 1724 dans un inventaire après décès à Keroullé.

### Révolution française
Selon le procès-verbal d'estimation des biens nationaux, en 1791 le "Pont Coz" est ruiné ; « une palue sert de passage ordinaire aux hommes, aux chevaux et même aux charrettes depuis que le pont de l'Hôpital est ruiné » ; il fallut attendre 1811 pour qu'il soit reconstruit, avant d'être à nouveau détruit par une crue en 1842.
La commune d'Hôpital-Camfrout fut constituée le 11 septembre 1791 autour de Camfrout, simple chapelle de Hanvec, en démembrant cette commune (rive gauche du Camfrout) et en absorbant un lambeau d'Irvillac (rive droite du Camfrout). La commune fait partie entre l'an III et l'an VIII du canton de Hanvec, avant d'être rattachée au canton de Daoulas jusqu'à la réforme administrative de 2014.

### LeXIXesiècle

#### L'Hôpital-Camfrout dans la première moitié duXIXesiècle
La commune dépend de la justice de paix de Daoulas. La paroisse est créée en 1821.
Dans la nuit du 11 au 12 février 1825, un incendie détruit une grande partie de la charpente et de la toiture de l'église paroissiale.
En 1833 sur les 25 garçons et 32 filles âgés de 5 à 12 ans que compte la commune, seuls 5 garçons et 3 filles sont scolarisés.
A. Marteville et P. Varin, continuateurs d'Ogée décrivent ainsi L'Hôpital-Camfrout en 1843 :

« Hôpital-Camfrout (l') : commune formée par démembrement de plusieurs paroisses limitrophes, et sur l'ancien prieuré du nom de Camfrout ; aujourd'hui succursale. (...) Principaux villages : Kerascouet [Kerascoët], la Villeneuve, Kéroulé, Kervéguen. Objet remarquable : le bois du Gars. Superficie totale : 1 077 hectares dont (...) terres labourables 313 ha, prés et pâtures 25 ha, bois 251 ha, vergers et jardins 3 ha, landes et incultes 451 ha (...). Moulins : 2. (...°. La route royale no 170, dite de Quimper à Lesneven, traverse la commune du sud au nord. Géologie : le beau granite dit de Kersanton a des gisements dans la commune. On parle le breton. »

#### L'exploitation de la kersantite
La pierre de Kersanton était exploitée depuis longtemps, notamment directement sur la grève à Kerascoët. Les principales carrières ouvrent à partir du début du XIXe siècle ; elles étaient situées sur la rive droite de la ria de la rivière de l'Hôpital où existait un chapelet de cinq exploitations (notamment à Run Vras et Menez Labous) exploitant la kersantite à ciel ouvert. Vers 1920, les principales étaient les carrières Omnès, Corre et Derrien (cette dernière fut achetée en 1973 par la famille Sanquer). Les pierres extraites, exportées traditionnellement par voie maritime en dépit des difficultés de navigation dans la ria, le furent par rail à partir de la mise en service de la voie ferrée Quimper-Landerneau qui passe par Daoulas, les pierres étant acheminées vers cette gare par des charrettes tirées par plusieurs chevaux.
En 1864, un propriétaire de carrière écrit :

« L'Hôpital est un pauvre village composé de 10 ou 12 maisons (...), sans commerce, sans industrie, ce village ne vit que de l'exploitation des carrières de Kersanton. Quelques barques de 10 à 15 tonneaux exportent du pays des bois de feu et rapportent en retour les quelques marchandises nécessaires à l'alimentation. L'exploitation des carrières appelle seule, pour l'exportation de la pierre, des navires d'un tonnage un peu élevé, ce sont des gabares de 30 tonneaux et de petits caboteurs, bricks, goélettes de 100 à 150 tonneaux. »

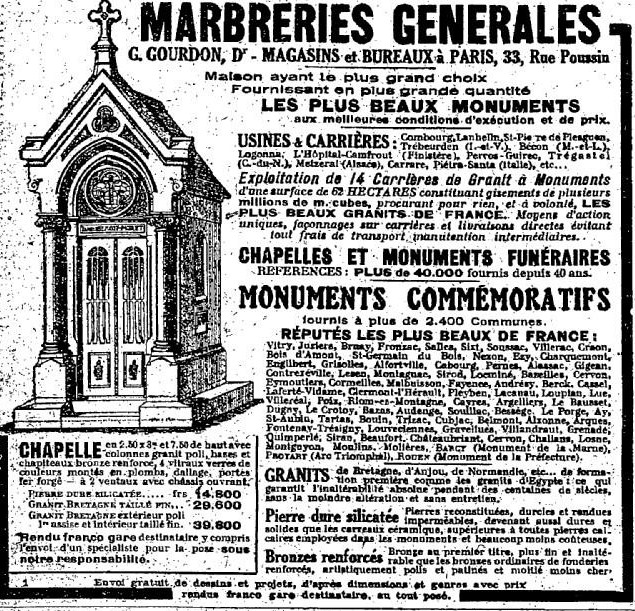
Publicité pour les Marbreries générales datant de 1923 et faisant référence aux carrières de L'Hôpital-Camfrout.

Camille Vallaux décrit ainsi l'activité en 1906 :

« En 1838, il n'y avait que deux carrières exploitées, l'une à Sainte-Marguerite en Logonna, l'autre à Kerascoët en L'Hôpital-Camfrout. Aujourd'hui, le centre de l'extraction s'est porté au grand et au petit Run dans la commune de Logonna [en fait en L'Hôpital-Camfrout], à 300 mètres à l'ouest du bourg de L'Hôpital. Là existent quatre carrières dont deux sont très étendues et parfaitement outillées, avec machines à vapeur pour l'extraction et l'épuisement [de l'eau], treuils, rails et wagonnets. Le chargement des pierres se fait à pied d'œuvre sur des gabares, qui remontent la Rivière de L'Hôpital et qui transportent la kersantite à Brest et dans tous les ports de la côte. (...) En août 1904, le nombre [des ouvriers] ne dépassait pas 120, dont 100 pour les deux principales carrières, mais aux périodes de grandes activités, on a compté jusqu'à 300 ouvriers. »

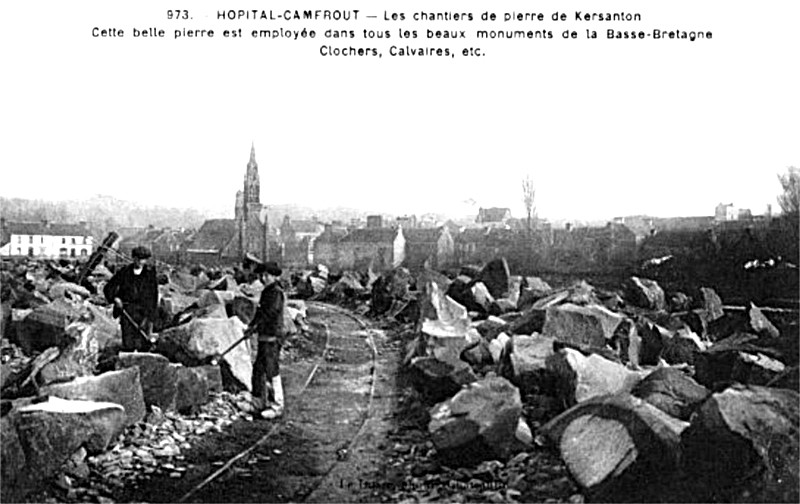
Les carrières de kersanton à L'Hôpital-Camfrout (vers 1910 ?).

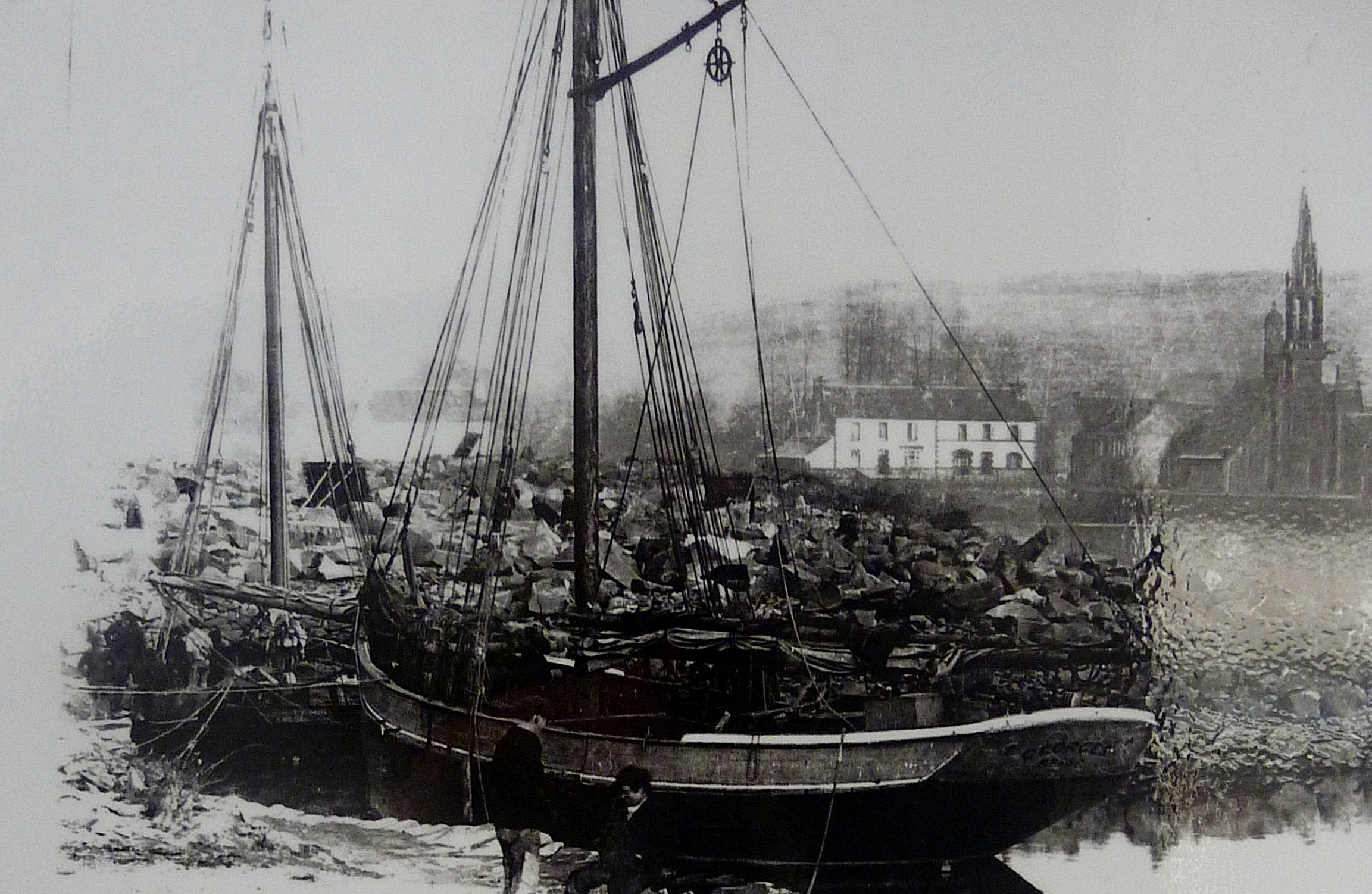
Le Georges en chargement de pierres des carrières de l'Hôpital-Camfrout vers 1900.

Les carriers travaillaient 12 heures par jour jusqu'à la grève qu'ils menèrent en 1900 (un syndicat dénommé "Chambre syndicale des ouvriers tailleurs de pierre de L'Hôpital-Camfrout et des environs" fut créé en 1898) qui eût pour résultat de ramener à 10 heures 30 la durée de la journée de travail, mais n'obtinrent pas satisfaction lors d'une autre grève en 1901 où ils réclamaient une augmentation de salaire. Le syndicat fut dissous en 1903.
Une des carrières de Rhun Bihan, appartenant à M. Omnès (trois autres carrières existaient à proximité), est décrite en 1897 lors d'un accident qui fit deux morts :  « 70 ouvriers environ y sont occupés (..) ; une tranchée, ouverte de la carrière au Rhun Bihan, sert à conduire, à l'aide de wagonnets, posés sur les rails, les pierres extraites. Ces pierres sont ensuite embarquées et amenées à Brest. La carrière est à ciel ouvert. Les pierres sont amenées du fond à la surface au moyen de wagonnets titrés par deux treuils, l'un à vapeur, et l'autre manœuvré par huit hommes. La pente des rails est de 15 à 20 cm par mètre, sur une longueur de 25 à 30 mètres ». Un article de 1888 du journal La Dépêche présente l'entrepreneur de carrières M. Omnès, de Brest, comme un « véritable bienfaiteur de ce pays », affrétant par exemple deux vapeurs pour acheminer le public depuis Brest lors des fêtes de l'L'Hôpital-Camfrout en juillet 1888.
Des accidents survenaient parfois : par exemple un éboulement survenu le 6 août 1888 dans la carrière de Run Vras fit 3 morts et deux blessés graves.

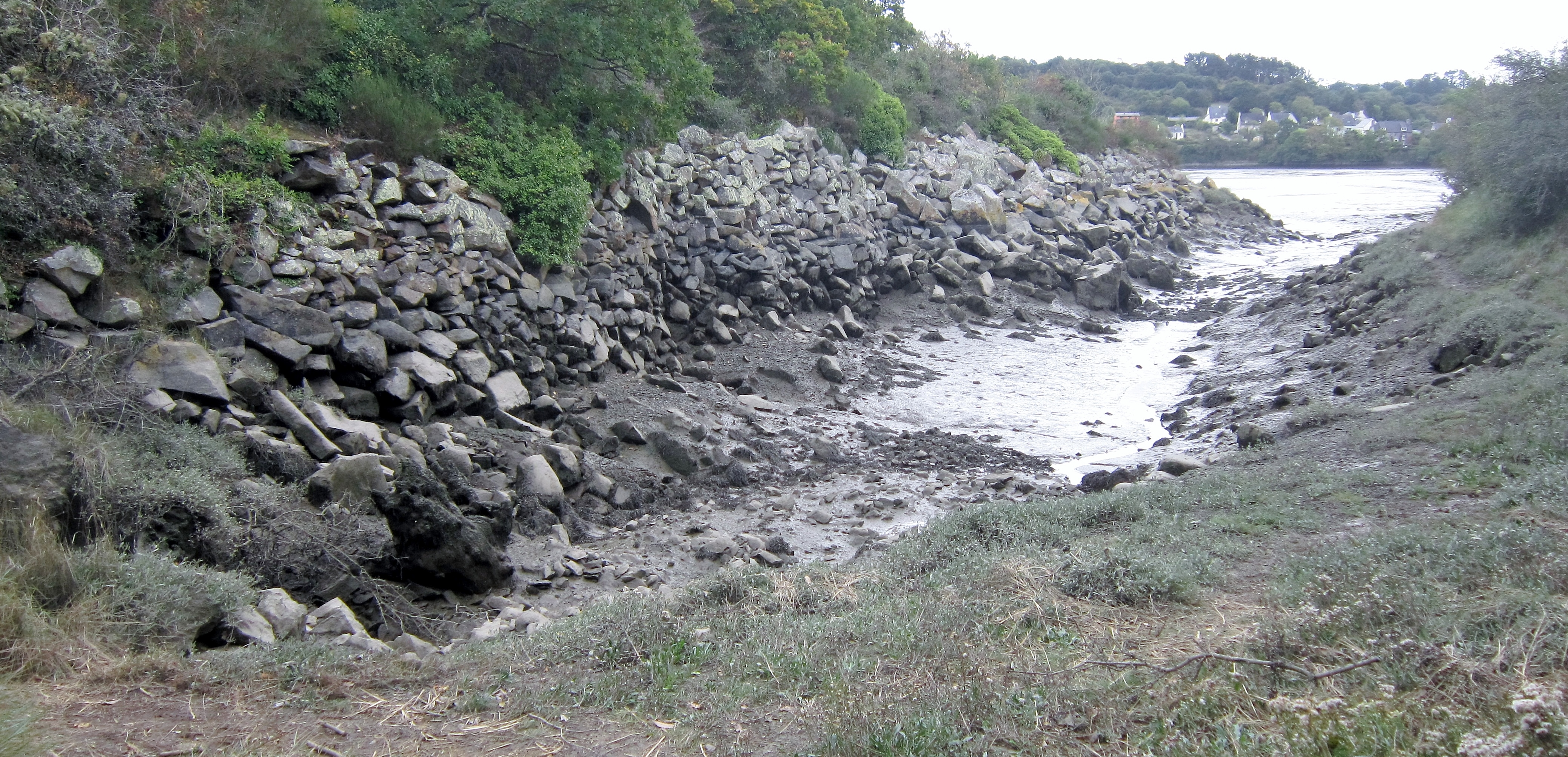
Murets de kersantite (résidus de carrière) abandonnés le long du sentier piétonnier longeant la rive nord de la ria du Camfrout près de Kersanton.

Les carriers étaient souvent propriétaires des navires qui amenaient les pierres à Brest. Chaque carrière disposait d'un droit d’usage du domaine public maritime, afin d’effectuer les chargements, créant au fil des ans, principalement au XIXe siècle, des cales en pierres sèches.
Le Phare d'Eckmühl fut construit en pierre de Kersanton : « La pierre de taille de Kersanton est transportée par mer de l'Hôpital-Camfrout (..) à Kérity-Penmarch. Les bateaux employés à ces transports sont des gabares gréées en cotres, chargeant de 15 à 20 m³, et qui ne peuvent effectuer  leurs voyages qu'à l'époque des vives eaux, à cause du peu de profondeur des ports de Kérity et de l'Hôpital ». Un autre article de 1894 écrit que sur les quais d'embarquement des carrières dans la rivière de L'Hôpital-Camfrout on charge journellement des navires de 100 à 170 tonneaux. 
L'exploitation a cessé progressivement à partir de 1950 et définitivement en 1984. De nos jours, des trous d'eau marquent l'emplacement des anciennes carrières, les fronts de taille étant encore visibles.
L'accumulation des déchets d'exploitation a entraîné un recul d'une centaine de mètres du rivage de la rive droite de la ria de la Rivière de L'Hôpital, où des restes de quais et de jetées sont encore visibles.

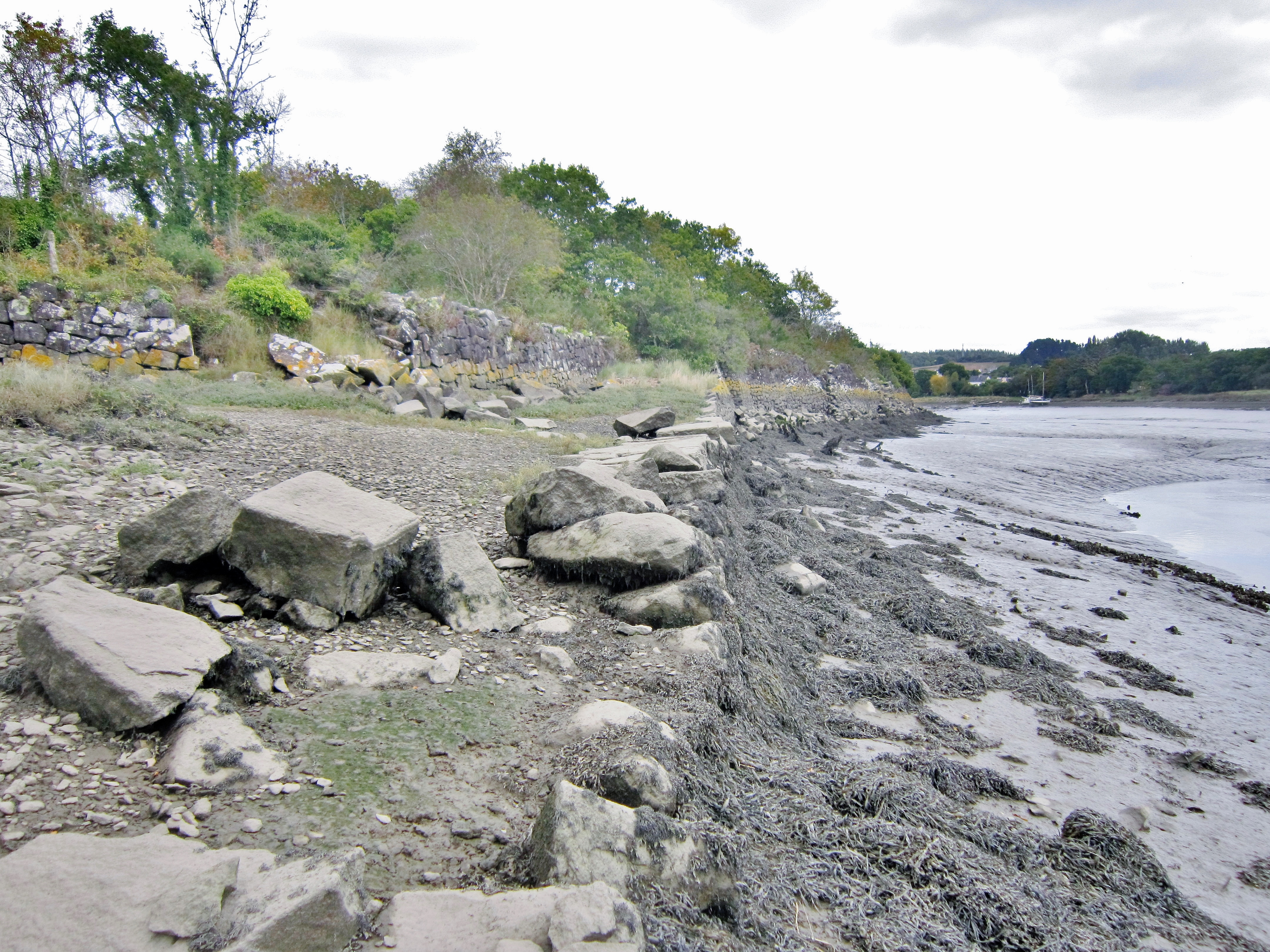
Ancien quai servant à l'exportation des blocs de kersantite le long de la rive nord de la ria du Camfrout près de Kersanton.
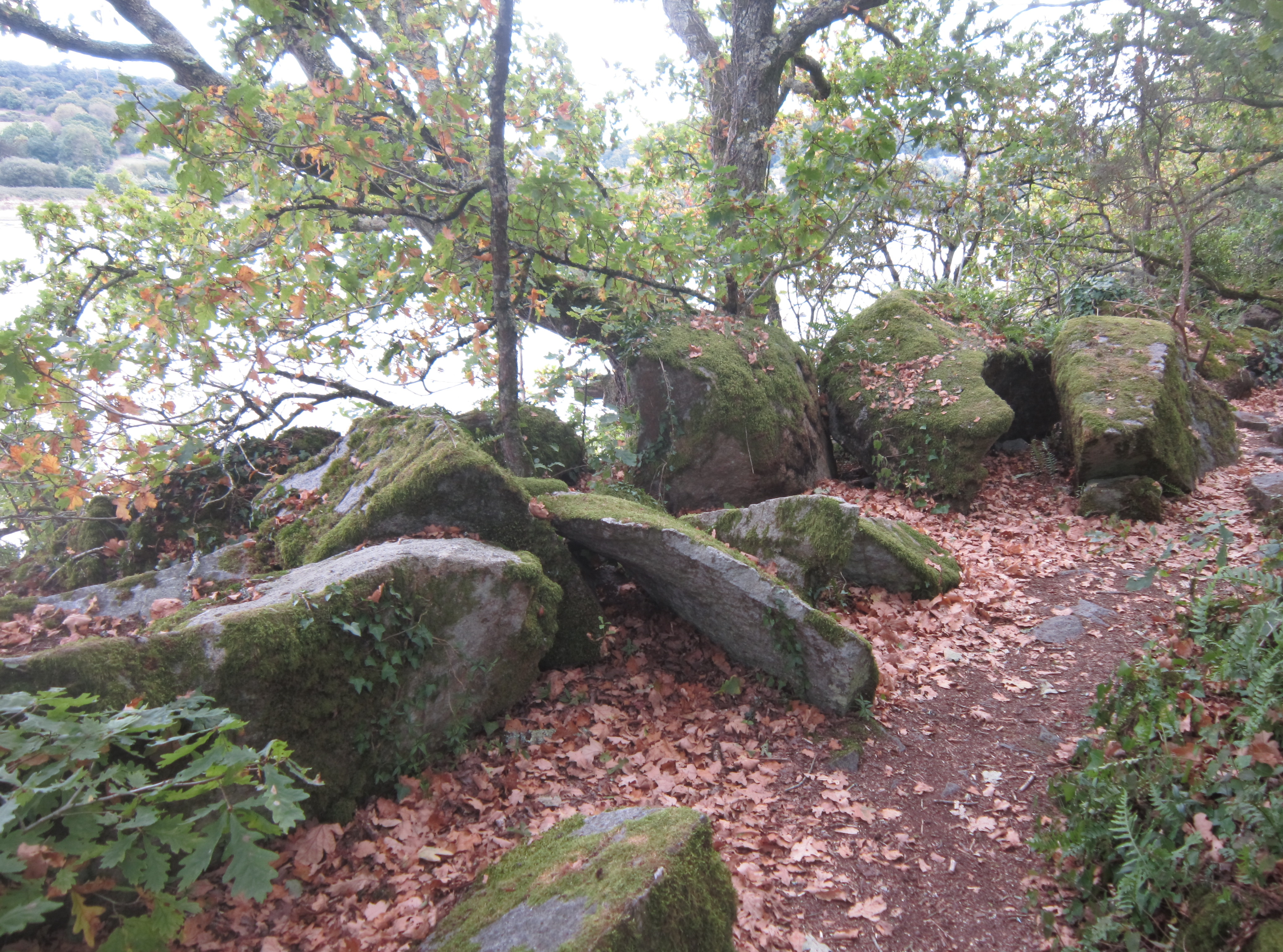
Blocs de kersantite (résidus de carrière) abandonnés le long du sentier piétonnier longeant la rive nord de la ria du Camfrout près de Kersanton.
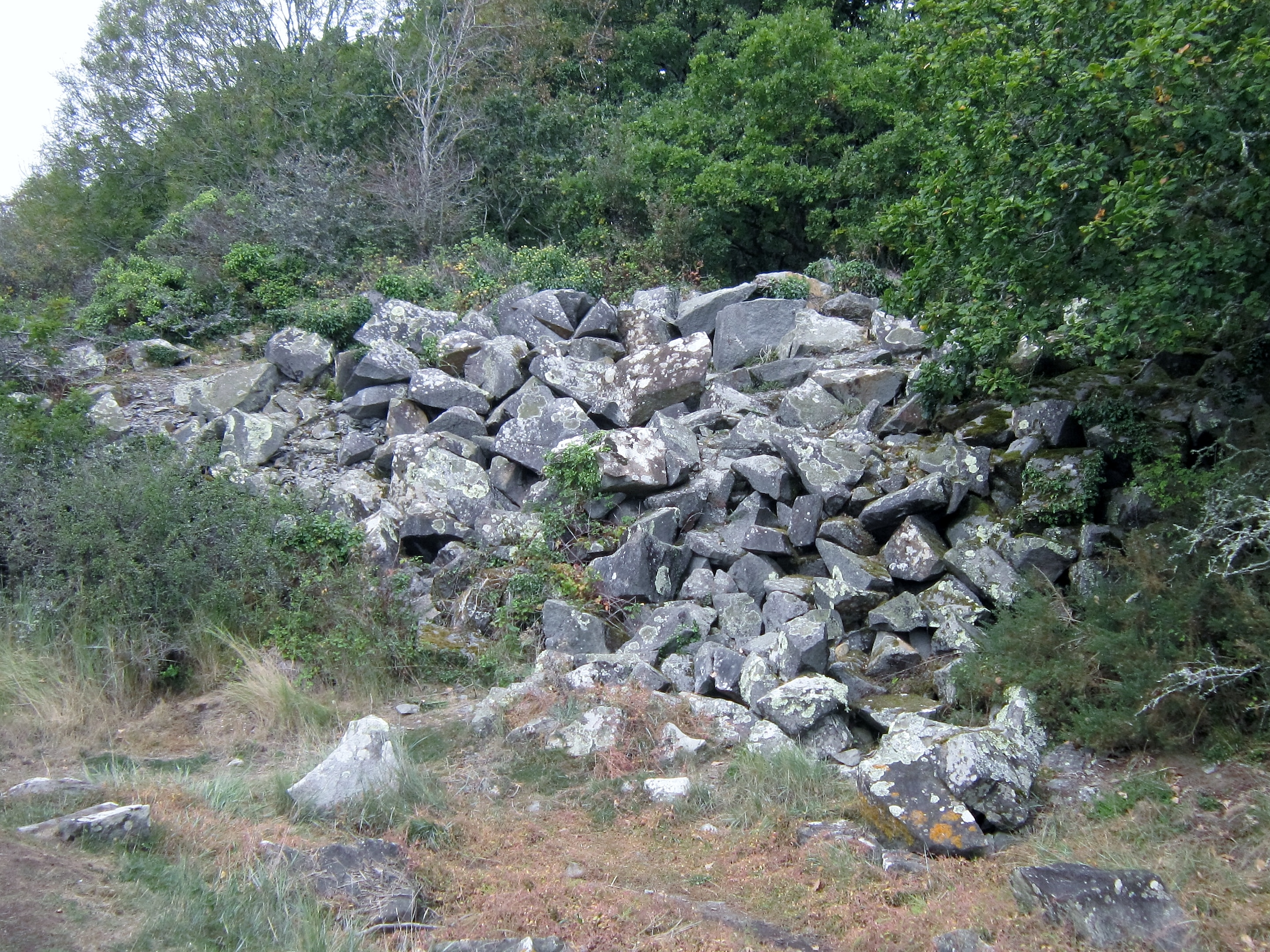
Blocs de kersantite (résidus de carrière) abandonnés le long du sentier piétonnier longeant la rive nord de la ria du Camfrout près de Kersanton.

#### L'aménagement de la route royale et le nouveau pont sur le Camfrout

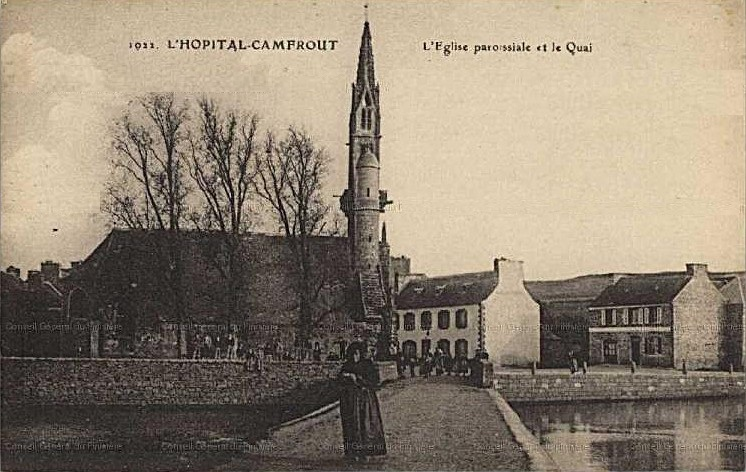
Hôpital-Camfrout ː le "Pont Coz" ("Vieux Pont") au début du XXe siècle (carte postale).

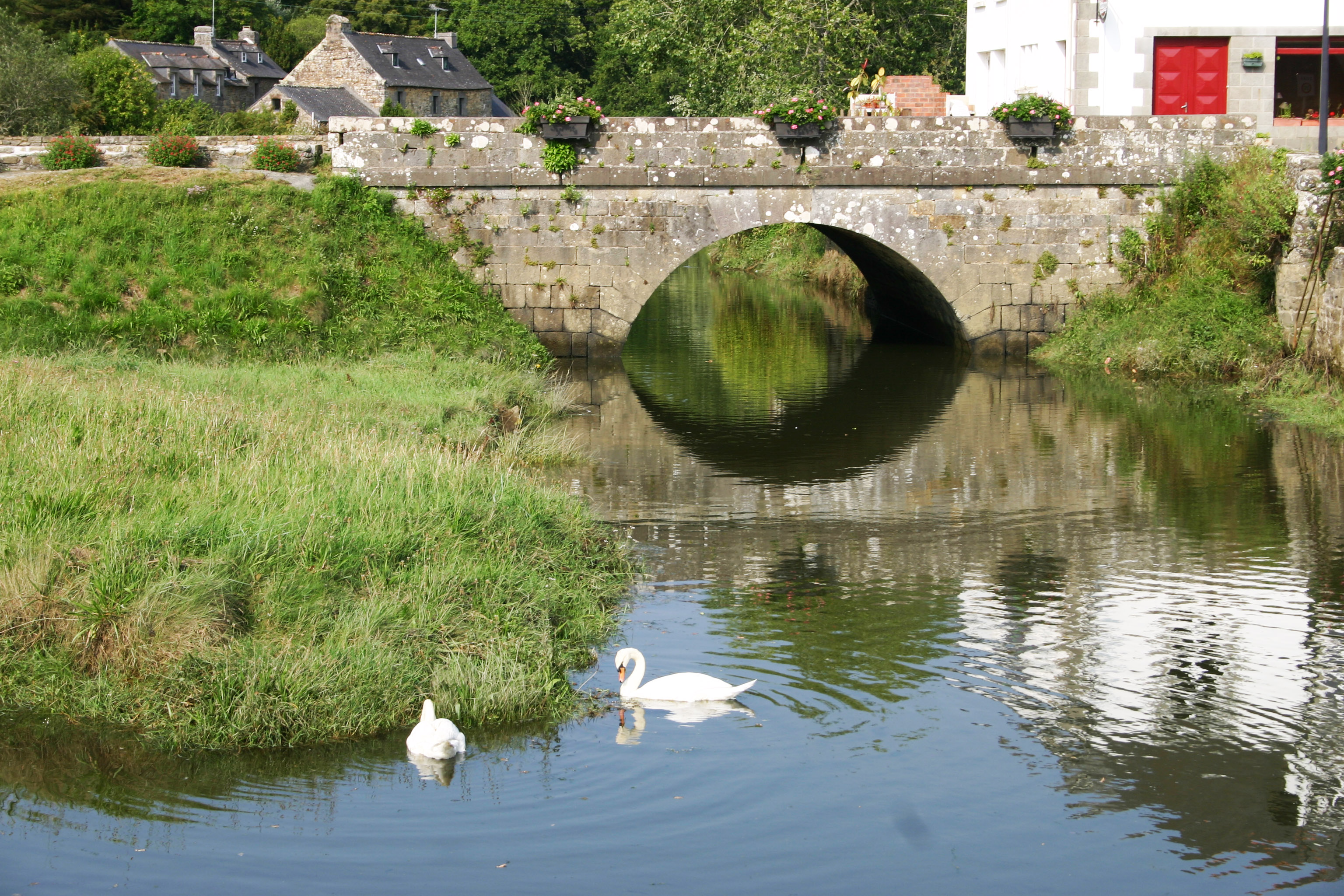
Le nouveau pont sur le Camfrout

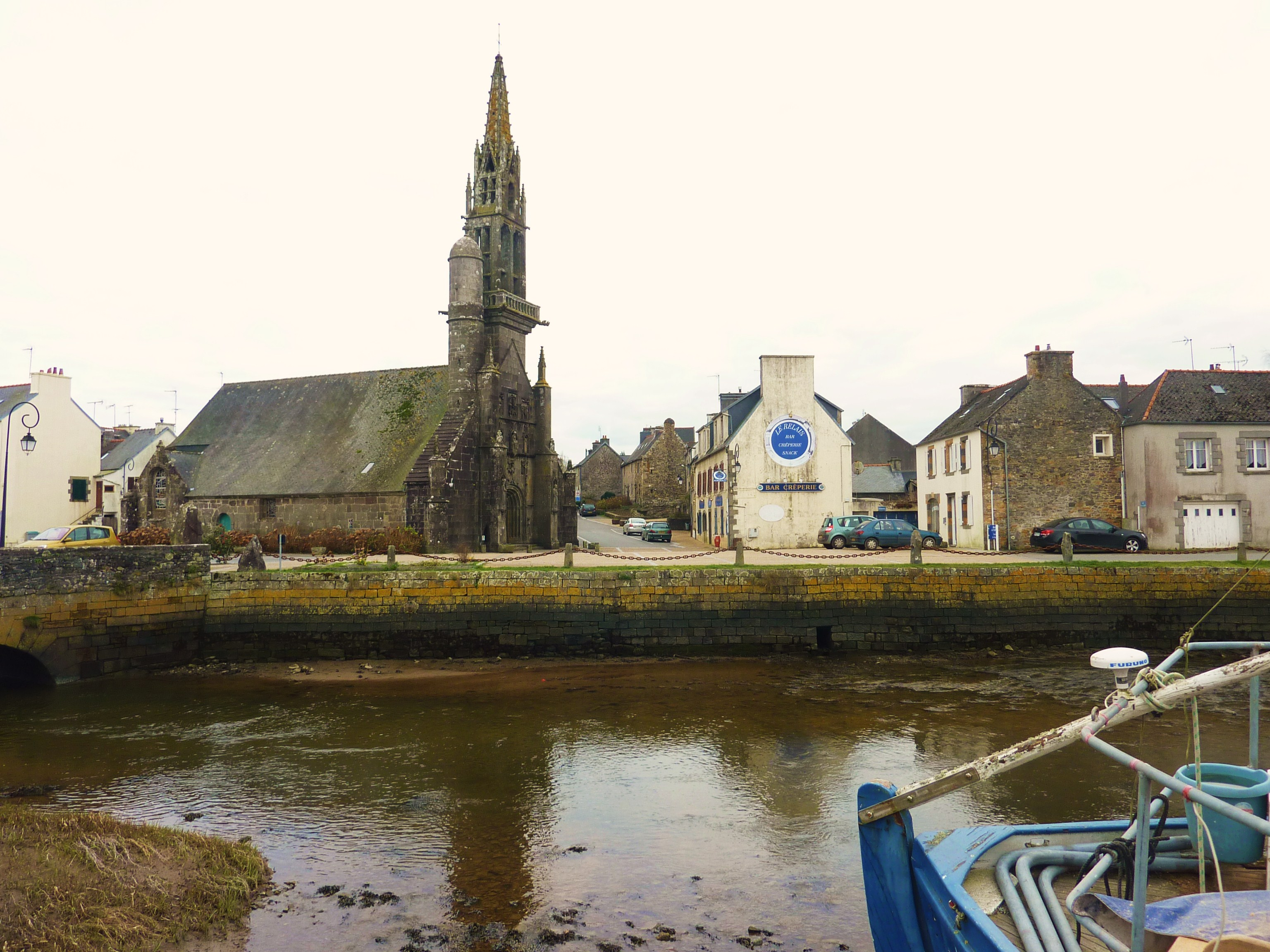
L'Hôpital-Camfrout vu de la rive droite du Camfrout.

La création du nouveau pont (pont en kersantite à une arche) sur le Camfrout en 1847 modifia le tracé de la route du Faou à Daoulas qui devint alors route royale du Faou à 
Landerneau dont l'ancien tracé par Keranot est alors abandonné (future Route nationale 170 [ancien tracé]) qui passait jusque-là par le "Pont Coz" ("Vieux Pont"), ou même antérieurement par un passage à gué, en passant devant l'église, située alors en bordure immédiate de la grève, ce qui rendit possible l'empierrement de l'espace compris entre les deux ponts, ce qui rendit possible la création en 1886 du champ de foire sur la rive gauche; le remblai est consolidé en 1891 par la construction d'un muret de soutènement en utilisant des pierres de l'ancien cimetière.
Ces aménagements, ainsi que l'essor des carrières 
de kersanton, entraînent un essor du bourg : la mairie-école est construite en 1870 (auparavant elle se trouvait chez le maire d'alors) ; de nouvelles écoles furent construites par la suite en 1886 et en 1916. En 1846 le bourg comptait 184 habitants (pour une population communale totale de 579 habitants) et 42 maisons alors qu'en 1911 il comptait 461 habitants (pour une population communale totale de 1 239 habitants) et 74 maisons. En 1866 la commune comptait 50 tailleurs de pierre (plus 4 chefs carriers), 14 cultivateurs (plus 15 journaliers), 15 marins, 25 artisans et commerçants.
Le terrain du nouveau cimetière est acheté par la commune en 1880 ; le calvaire, qui se trouvait auparavant près de l'église paroissiale, y est déplacé. De nombreuses tombes sont en kersanton.

#### L'Hôpital-Camfrout vers la fin duXIXesiècle

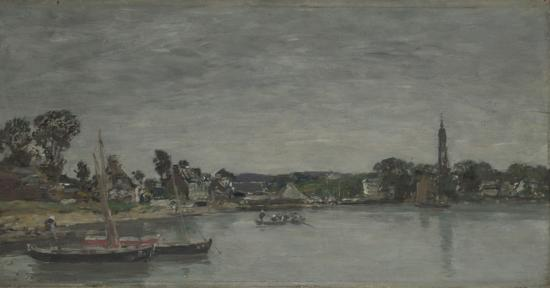
L'Hôpital-Camfrout vers 1870 (tableau d'Eugène Boudin, National Gallery).

Le cimetière, qui était situé au sud de l'église, ainsi que le grand calvaire du XVIe siècle, sont déplacés en 1884 à leur emplacement actuel.
Gustave Flaubert décrit ainsi L'Hôpital-Camfrout en 1886 : « Au haut d'une montée, nous aperçûmes le village de l'Hôpital couché dans une prairie où passait une rivière. Un pont la traverse ; sur ce pont, il y a un moulin qui tourne ; après la prairie, la colline remonte. »
Benjamin Girard décrit ainsi L'Hôpital-Camfrout en 1889 :

« Cette petite commune, formée aux dépens de la commune voisine de Hanvec, borde le littoral de la rade de Brest, entre la rivière de l'Hôpital et l'anse de Kéroulé. Le bourg, situé sur la rivière, est traversé par la route nationale 170 ; il a une population agglomérée de 425 habitants. L'Hôpital est une ancienne commanderie des Hospitaliers de Saint-Jean-de-Jérusalem. La façade de l'église, décorée d'ornements gothiques en pierre de kersanton est chargée des écussons blasonnés des commandeurs titulaires, avec casques, cimiers et lambrequins ; l'intérieur de l'église n'offre rien de remarquable. De nombreuses carrières de kersanton sont exploitées sur le territoire de la commune. »

Des foires étaient organisées à plusieurs reprises chaque année, attirant notamment de nombreux cultivateurs et des bouchers venant de Landerneau et de Brest. Un arrêté préfectoral du 28 octobre 1894 avait autorisé la tenue de 4 foires annuelles à Hôpital-Camfrout les premiers lundis des mois de janvier, mars, juin et septembre.

### LeXXesiècle

#### L'alcoolisme à L'Hôpital-Camfrout en 1901

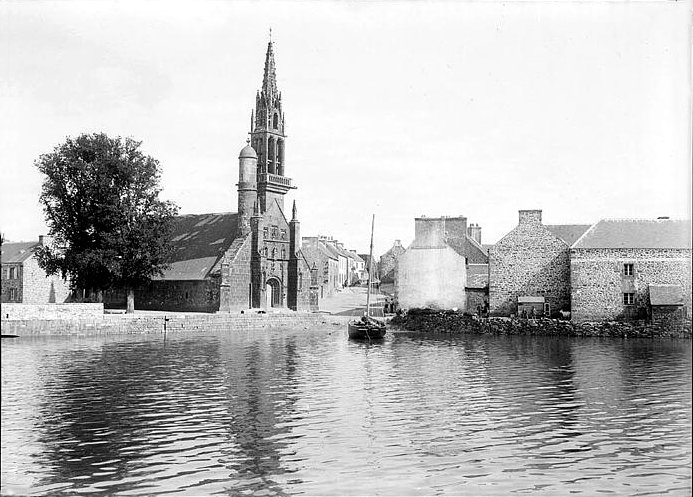
L'Hôpital-Camfrout en 1901 (photo de Lucien Roy).
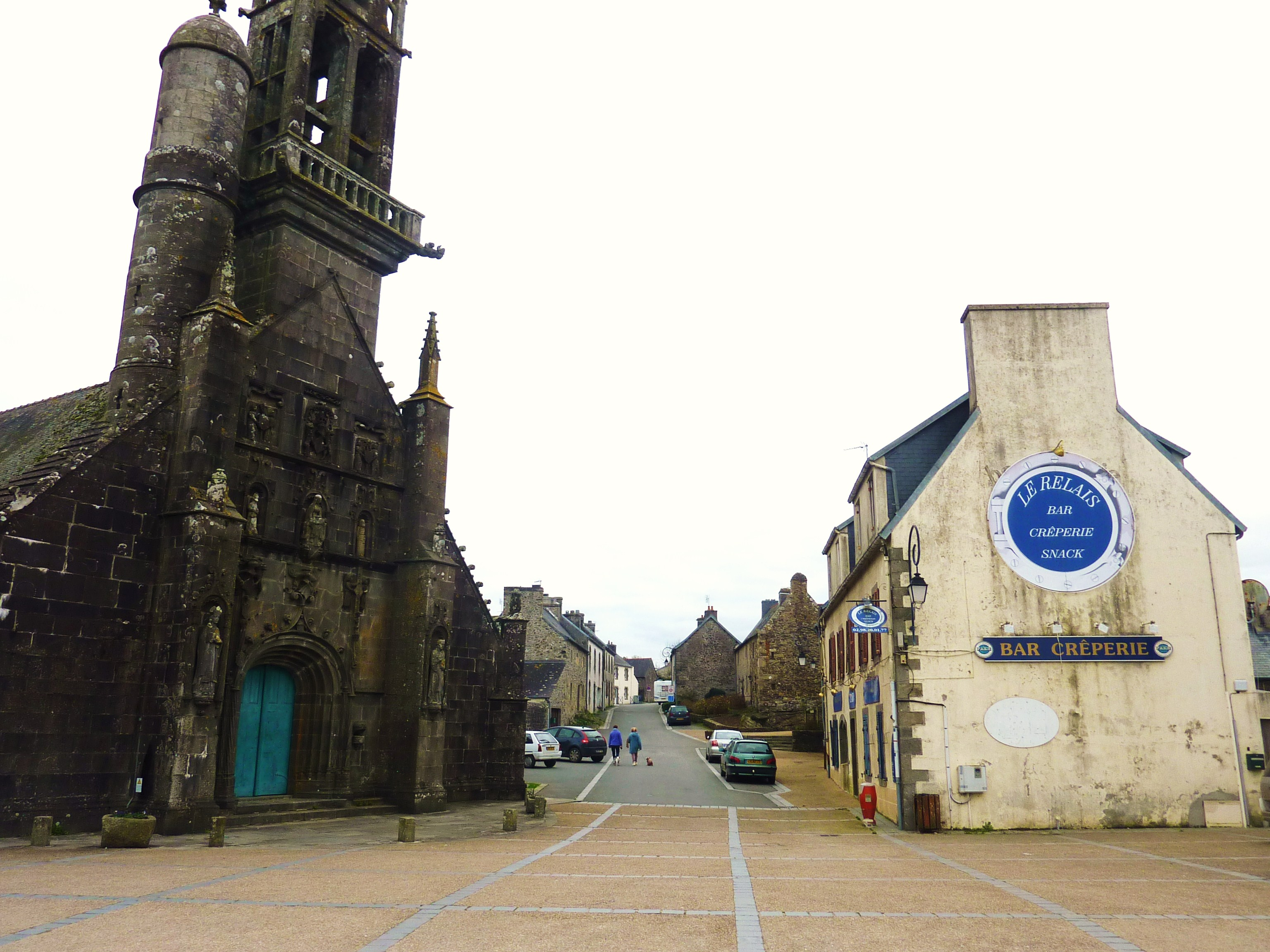
La rue ancienne principale de L'Hôpital-Camfrout.
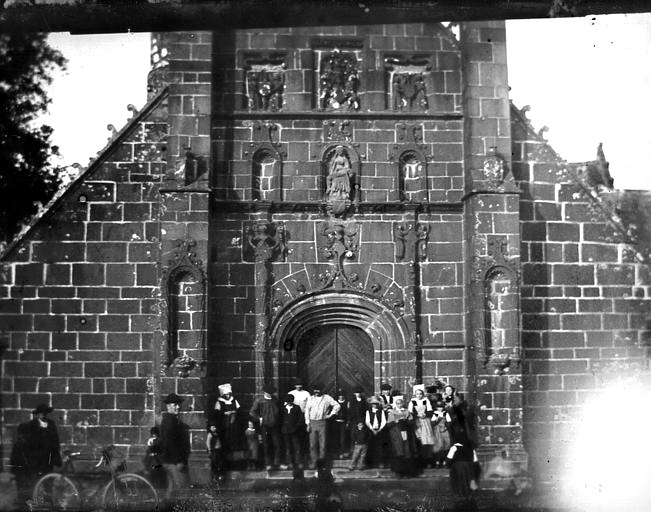
Personnages en costume breton devant l'église paroissiale vers 1900.
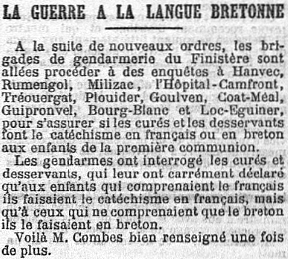
La lutte contre l'emploi de la langue bretonne par le clergé (journal La Croix du 25 novembre 1903).

L'Hôpital-Camfrout était, au même titre que les communes avoisinantes, confronté au problème de l'alcoolisme. Un texte datant de 1901 permet de l'illustrer dans le milieu des ouvriers carriers alors nombreux en raison de la proximité des carrières de pierres de Kersanton :

« La commune de L'Hôpital-Camfrout dont la population est de 1 142 habitants, est certainement une de celles du département du Finistère où l'alcoolisme fait le plus de ravages. Elle est composée en majeure partie d'ouvriers carriers dont le salaire varie de 2 à 5 francs par jour ; tous pourraient vivre aisément s'ils n'avaient la mauvaise habitude de se livrer à la boisson. Comment pourrait-il en être autrement ? Les entrepreneurs de carrières, étrangers au pays, ont confié leurs intérêts à des contremaîtres qui ne pensent qu'à s'enrichir en exploitant les ouvriers ; la plupart d'entre eux tiennent des débits de boissons ou des épiceries et malheur à qui ne s'approvisionne pas chez eux ! Les marchandises livrées consistent surtout en une mauvaise eau-de-vie blanche vendue 1,50 franc le litre. La paie a lieu une fois par mois dans le débit du contremaître bien entendu ; pendant trois ou quatre jours, ce cabaret regorge de monde et on ne rencontre surtout que des figures avinées d'hommes ivres. Pendant ce temps, la famille est dans la misère, car il n'est pas rare de voir des contremaîtres débitants refuser du pain à la mère, alors que le père s'enivre. Dans le but de remédier à cet état de choses, M. Drapfier, instituteur, encouragé par le docteur Queimé, médecin au Faou, a fondé une de nos sections. L'instituteur s'est plusieurs fois heurté à l'hostilité de contremaîtres qui sont très influents. Cependant l'idée fait son chemin : 38 jeunes gens ont fait le serment d'abstinence et ont adhéré à la section. Le 23 février, un contremaître étant mort, la section a décidé de profiter de cette circonstance pour faire des démarches auprès du patron en vue de faire cesser les abus commis jusqu'à ce jour. Voilà les points sur lesquels le Comité a obtenu satisfaction : le contremaître cessera d'être commerçant ; la paie mensuelle des ouvriers aura lieu dans le chantier par le patron même ; les bons de boissons sont supprimés ; les ouvriers seront absolument libres de s'approvisionner d'aliments où ils voudront. La première paie établie sur ces bases a eu lieu le 5 avril dernier. Certainement, tout n'est pas encore pour le mieux ; de nombreux cas d'ivresse ont encore été constatés, mais il paraît que les femmes des ouvriers ont pu cette fois recevoir une partie du salaire de leurs maris, ce qui ne s'était jamais vu jusqu'ici. »

#### La Belle Époque
Dans un rapport daté de décembre 1902, le préfet du Finistère indique qu'à L'Hôpital-Camfrout « presque la moitié » de la population sait le français.

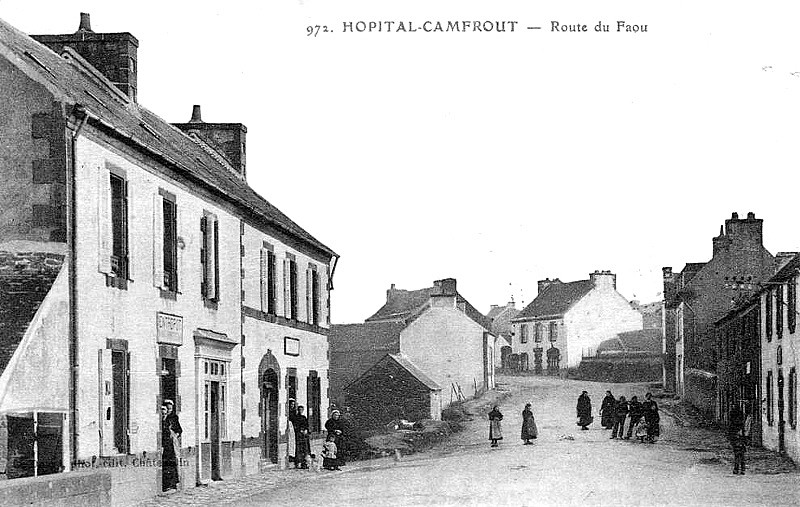
Hôpital-Camfrout ː la route du Faou au début du XXe siècle (carte postale).
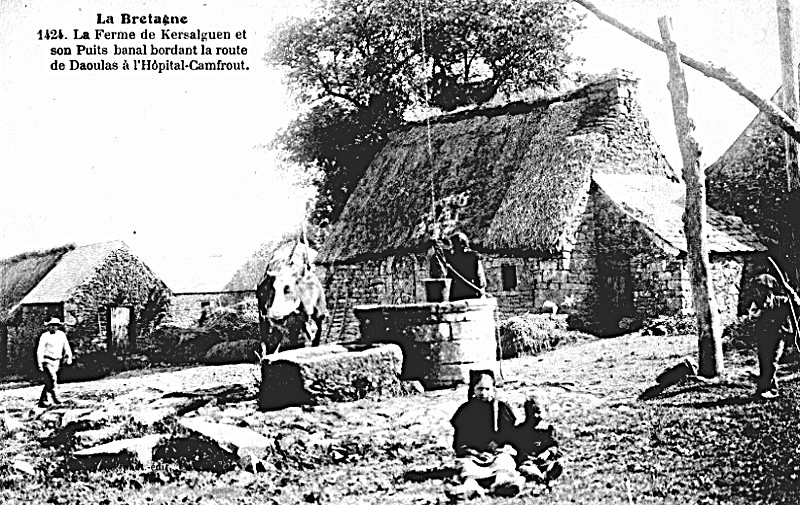
Hôpital-Camfrout (route de Daoulas) ː la ferme de Kersalguen et son ancien puits banal au début du XXe siècle (carte postale).

#### La Première Guerre mondiale

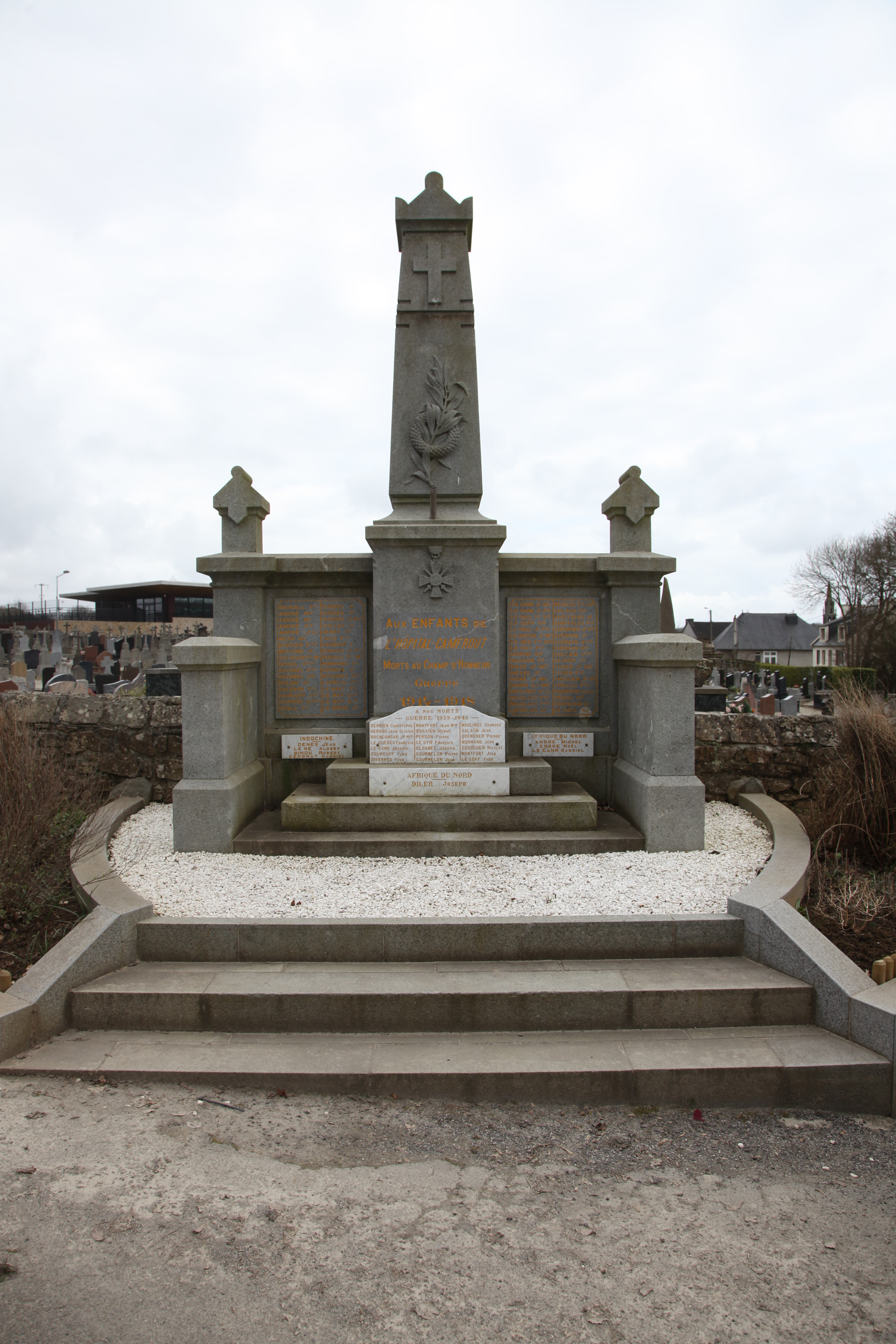
Le monument aux morts.

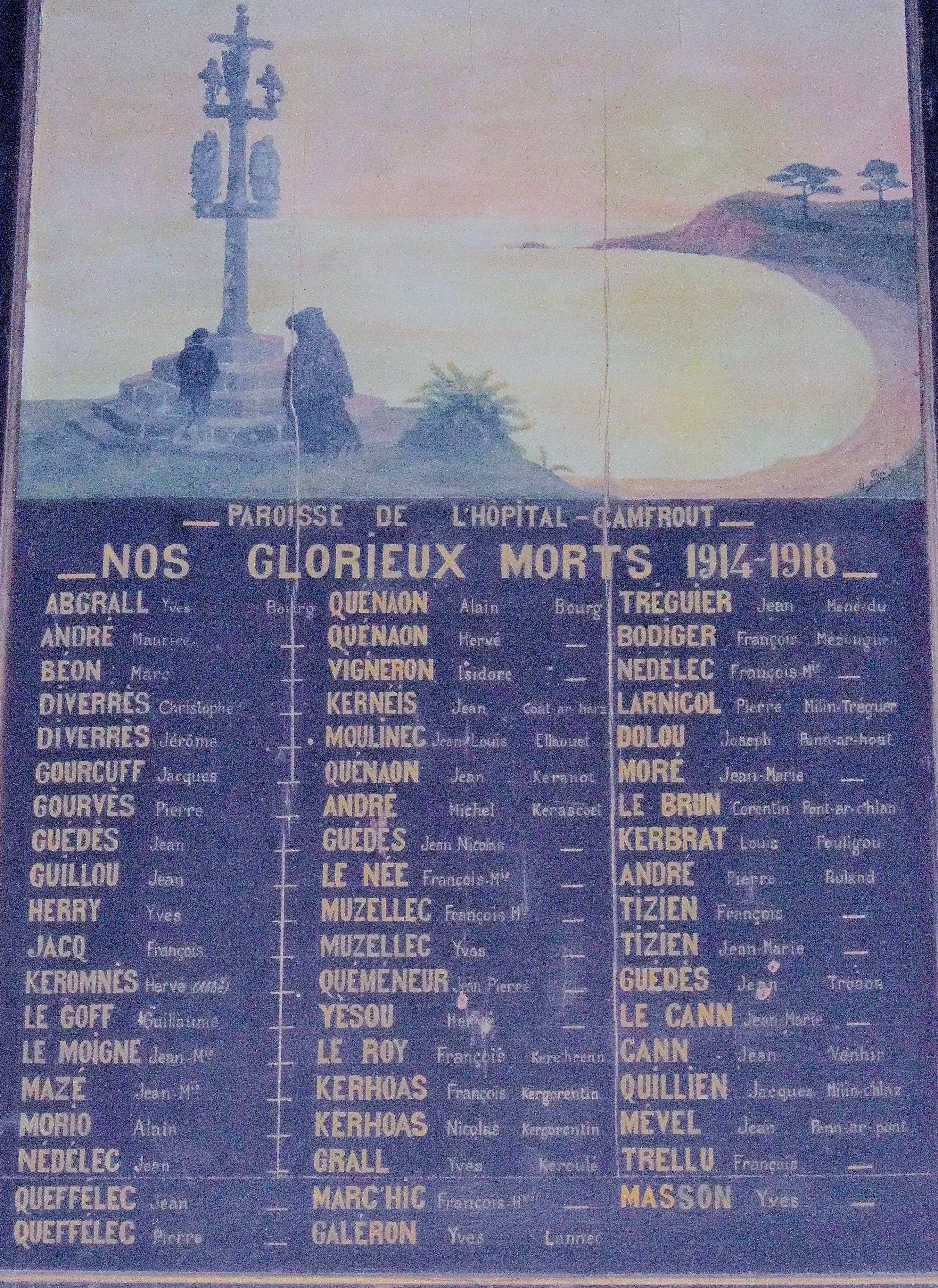
Tableau commémoratif des morts pour la France de la Première Guerre mondiale dans l'église paroissiale Notre-Dame-de-Bonne-Nouvelle.

Le monument aux morts de L'Hôpital-Camfrout porte les noms de 70 soldats morts pour la France pendant la Première Guerre mondiale ; parmi eux 5 sont des marins morts en mer (Joseph Dolou et Jacques Gourcuff, tous deux morts dans le naufrage du croiseur cuirassé Léon Gambetta le 27 avril 1915 ; Michel André, mortellement blessé lors d'un accident de chaudière sur le contre-torpilleur Panther (navire grec, saisi par la France en 1916) survenu le 5 décembre 1916 ; Jean Quemeneur, mort lors du naufrage du cargo charbonnier Tunisie le 19 juin 1917 ; Jean-Marie Tizien, mort le 1er mai 1918 lors de l'abordage du paquebot mixte City-of-Athens par le croiseur cuirassé français Gloire entre la baie de Chesapeake et New-York ); 3 sont morts en Belgique dès 1914 (François Muzellec le 16 octobre 1914 des suites de ses blessures, Yves Muzellec disparu le 10 novembre 1914, tous les deux à Dixmude, et François Tizien tué à l'ennemi le 15 décembre 1914 à Nieuport) ; 4 sont morts en Grèce (dont 3 de maladie : Jean Guédès à Salonique, Jean-Marie Mazé à Corfou et Jean-Marie Le Cann, ce dernier le 16 décembre 1918, donc après l'armistice ; Jean Kerhoas a été tué à l'ennemi à Skra le 27 juin 1918) ; Hervé Kéromnès, prêtre, est mort de maladie en Allemagne le 12 février 1919, donc aussi après l'armistice ; les autres sont morts sur le sol français ; le lieu et la date de décès de 12 soldats morts pendant cette guerre ne sont pas précisés.
Le monument aux morts a été réalisé en kersantite par un entrepreneur de Laval, M. Chebillot ; il a la forme d'un mur-pilier commémoratif surmonté d'une colonne quadrangulaire, décorée sur sa face avant d'une croix de guerre, d'une croix latine, d'une couronne mortuaire et de palmes entremêlées et porte l'inscription "AUX ENFANTS DE L'HÔPITAL CAMFROUT MORTS AU CHAMP D'HONNEUR GUERRE 1914-1918". Il a été inauguré le 16 octobre 1921.

#### L'Entre-deux-guerres

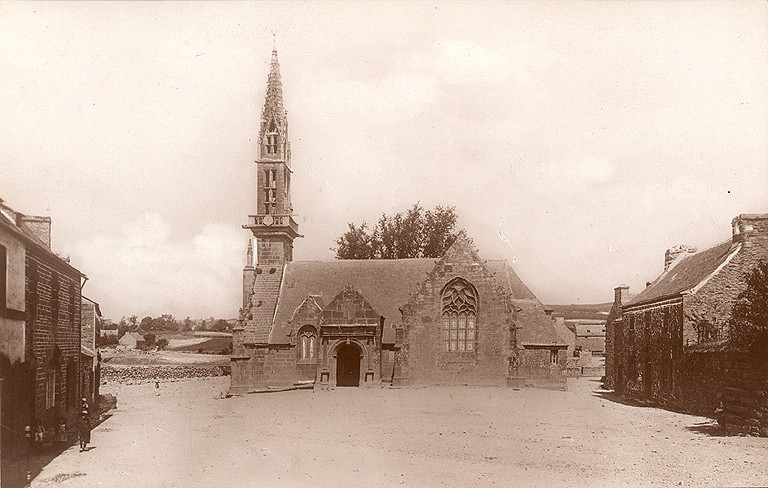
L'église de L'Hôpital-Camfrout vers 1925 (carte postale).

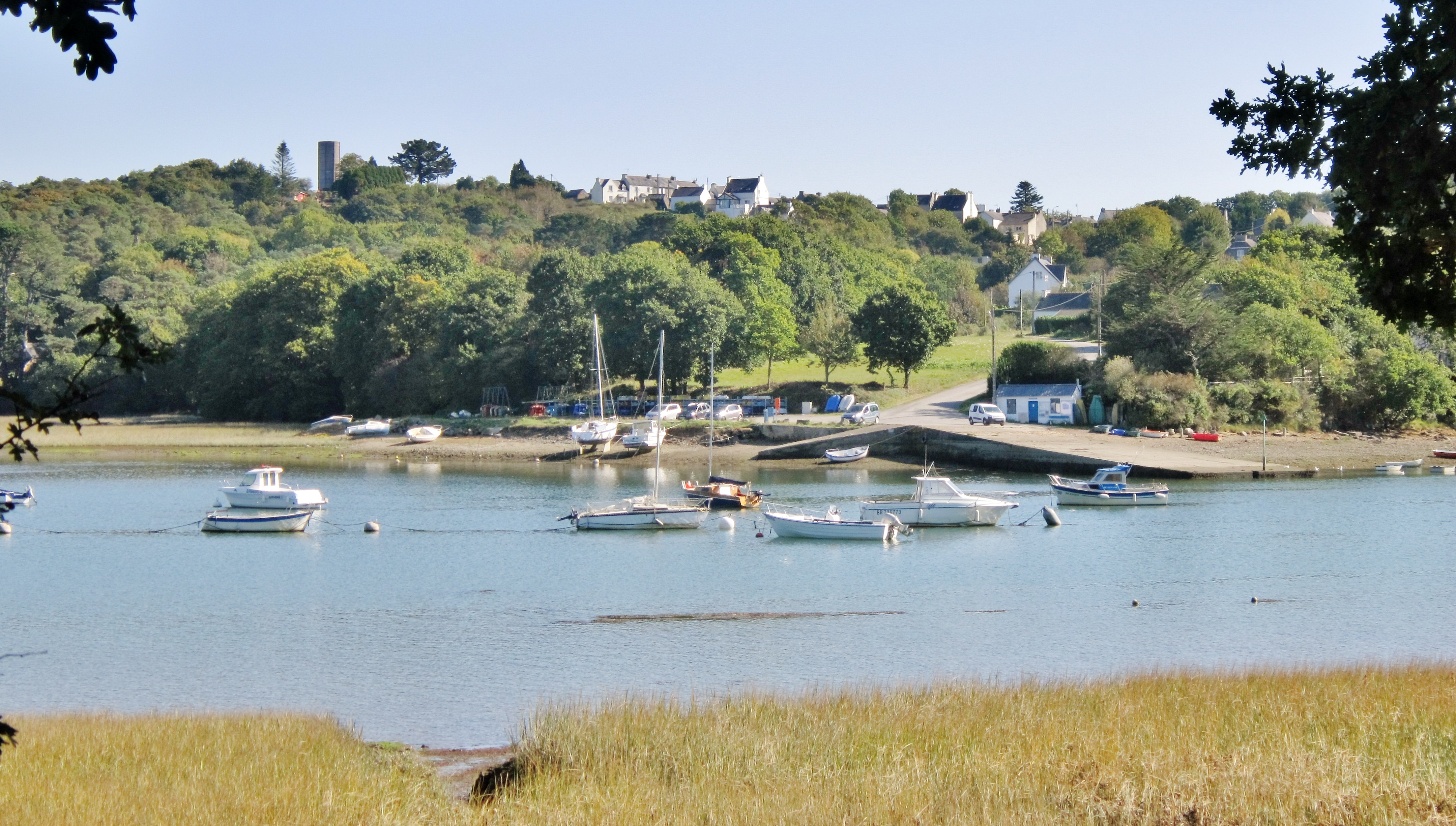
Le hameau de Kerascoët et son port (en L'Hôpital-Camfrout) vus depuis la rive nord de la ria du Camfrout (en Logonna-Daoulas).

En 1926 le journal La Dépêche de Brest écrit : « La commune de l'Hôpital-Camfrout compte dans sa population un grand nombre d'inscrits maritimes. Dont les seuls moyens d'existence sont les produits de la pêche en coquillages, huîtres, pétoncles, coquille Saint-Jacques, maërl, etc.. Cette pêche a pris un développement considérable ces dernières années ». L'Hôpital-Camfrout ne disposait jusque-là d'aucun ouvrage de débarquement et les pêcheurs locaux étaient contraints de déposer le produit de leur pêche  sur des grèves vaseuses, avec de grandes difficultés pour les acheminer ensuite à dos d'homme. En 1926 le port de Kerascoët, choisi de préférence à celui du Traon [Troaon] dont l'accès était jugé plus dangereux, notamment par vent d'ouest, est enfin aménagé grâce à la construction d'une cale-débarcadère de 50 mètres de longueur sur 3 mètres de largeur permettant l'accostage à toute heure. Cette cale a été élargie et bétonnée en 1972 pour permettre l'accès des camions.
Le 5 octobre 1927 les 4 hommes de la barque de pêche Geneviève, après avoir jeté l'ancre à Kerascoët, embarquèrent dans un petit canot pour gagner l'Hôpital-Camfrout ; voulant ménager leurs forces, ils lâchèrent les avirons et hissèrent une voile, mais une rafale fit chavirer le canot. Trois hommes (Jean Mérandy, Guillaume Queffelec et Yves Madec) coulèrent à pic ; seul le patron, Jean Dénès, fut secouru par des habitants du village du Pouligou. Le 22 novembre 1929 le voiler Trois-Frères sombre lors d'une tempête en rade de Brest : le naufrage provoqua la mort du patron de l'équipage, René Floch ; les deux marins de l'équipage parvinrent à se sauver à la nage.

#### La Seconde Guerre mondiale
Le monument aux morts de L'Hôpital-Camfrout porte les noms de 22 personnes mortes pour la France pendant la Seconde Guerre mondiale ; parmi elles 6 au moins sont mortes en mer (dont Christophe Derrien, mort le 23 mars 1940 lors du naufrage du torpilleur La Railleuse à Casablanca à la suite d'une explosion accidentelle ; Jean Normand, quartier-maître canonnier à bord du croiseur Dunkerque mort le 6 juillet 1940 lors de l'attaque anglaise de Mers el-Kébir ; Pierre Gourmelon, marin à bord du sous-marin Le Héros coulé par les avions du porte-avion anglais HMS Illustrious le 7 mai 1942 lors de la bataille de Diego-Suarez ; François Le Stir, victime du naufrage du paquebot Président Doumer, torpillé par le sous-marin allemand U-304 le 30 octobre 1942) ; Georges Moulinec, marin à bord du sous-marin Sidi-Ferruch, mort lors du débarquement anglo-américain en Afrique du Nord le 9 novembre 1942 au large de Casablanca) ;  Jean Montfort, adjudant-chef, esttué à l'ennemi le 18 juin 1940 à Les Voivres (Vosges) et François Le Guédès, sous-lieutenant au 48e régiment d'infanterie, tué à Bergues (Nord) le 1er juin 1940, toius les deux lors de la Bataille de France ; Jean Marie Monfort est tué par les Allemands lors de son évasion le 21 janvier 1941 à Morlaix ; Nicolas Goasguen est mort à Haïphong (Viet-Nam) le 7 novembre 1943 ; Guillaume Quemeneur a été fusillé à Irvillac.
Le 7 décembre 1940, un bombardier anglais Bristol Beaufort MK 1, carlingue en feu, s'écrase à proximité du bourg dans une prairie boueuse, faisant quatre morts. Ceux-ci furent enterrés le 13 décembre dans le cimetière communal par les soins de la municipalité et une foule nombreuse venue en partie des communes voisines assista à l'enterrement, toléré par les autorités allemandes d'occupation. Un mémorial situé dans le cimetière porte leurs noms.
L'association sportive A.S. Camfroutoise est fondée le 18 août 1943 et inaugure en septembre 1943 son terrain de basket, aménagé par des bénévoles sur un terrain précédemment exposé aux inondations lors des grandes marées : « certes la carrière est toute proche et les pierres de toutes dimensions ne manquent pas, mais il a fallu, pour la préparation su sous-sol et la surélévation du terrain, transporter à bras et à brouettes plusieurs tonnes de pierres, de terre et de sable »

#### Modifications territoriales survenues en 1946

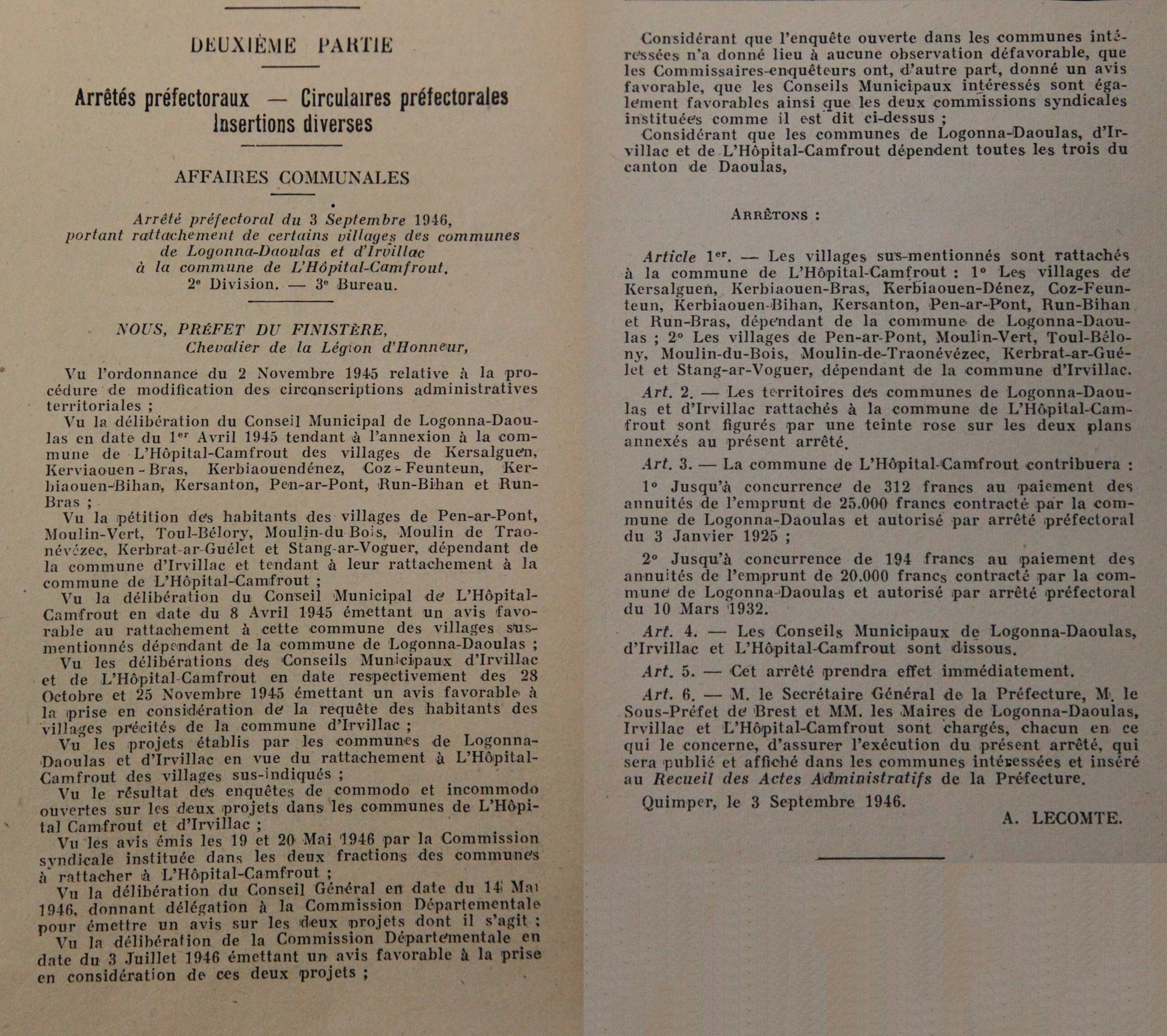
Arrêté préfectoral du 3 septembre 1946, portant rattachement de certains villages des communes de Logonna-Daoulas et Irvillac à la commune de L'Hôpital-Camfrout.

Par arrêté préfectoral du 3 septembre 1946, portant sur le rattachement de certains villages des communes de Logonna-Daoulas et d'Irvillac : « Les villages sus-mentionnés sont rattachés à la commune de L'Hôpital-Camfrout : 1o Kersalguen, Kerbiaouen-Bras, Kerbiaouen-Dénez, Coz-Feunteun, Kerbiaouen-Bihan, Kersanton, Pen-ar-Pont, Run-Bihan et Run-Bras, dépendant de la commune de Logonna-Daoulas ; 2o Pen-ar-Pont, Moulin-Vert, Toul-Bélony, Moulin-du-Bois, Moulin-de-Traonévézec, Kerbrat-ar-Guélet et Stang-ar-Voguer, dépendant de la commune d'Irvillac. »

#### L'après Seconde Guerre mondiale
3 soldats (Jean Dénès, Albert Le Né, Joseph Mirou) originaires de la commune sont morts pour la France pendant la guerre d'Indochine, 1 (Gabriel Le Cann) pendant les troubles au Maroc en 1955 et 3 (Michel André, Noël Corre et Joseph Diler, ce dernier mort en Tunisie) pendant la guerre d'Algérie.

## Population et société

### Démographie

#### Évolution démographique
L'évolution du nombre d'habitants est connue à travers les recensements de la population effectués dans la commune depuis 1793. Pour les communes de moins de 10 000 habitants, une enquête de recensement portant sur toute la population est réalisée tous les cinq ans, les populations de référence des années intermédiaires étant quant à elles estimées par interpolation ou extrapolation. Pour la commune, le premier recensement exhaustif entrant dans le cadre du nouveau dispositif a été réalisé en 2005.
En 2022, la commune comptait 2 220 habitants, en évolution de −0,45 % par rapport à 2016 (Finistère : +2,16 %, France hors Mayotte : +2,11 %). Le maximum de la population a été atteint en 2014 avec 2 220 habitants.
| 1793 | 1800 | 1806 | 1821 | 1831 | 1836 | 1841 | 1846 | 1851 |
| ---- | ---- | ---- | ---- | ---- | ---- | ---- | ---- | ---- |
| 380  | 419  | 444  | 487  | 567  | 543  | 546  | 579  | 678  |

| 1856 | 1861 | 1866 | 1872 | 1876  | 1881  | 1886  | 1891  | 1896  |
| ---- | ---- | ---- | ---- | ----- | ----- | ----- | ----- | ----- |
| 753  | 798  | 956  | 970  | 1 002 | 1 026 | 1 091 | 1 092 | 1 109 |

| 1901  | 1906  | 1911  | 1921  | 1926  | 1931  | 1936  | 1946  | 1954  |
| ----- | ----- | ----- | ----- | ----- | ----- | ----- | ----- | ----- |
| 1 142 | 1 186 | 1 239 | 1 254 | 1 326 | 1 208 | 1 138 | 1 605 | 1 360 |

| 1962  | 1968  | 1975  | 1982  | 1990  | 1999  | 2005  | 2006  | 2010  |
| ----- | ----- | ----- | ----- | ----- | ----- | ----- | ----- | ----- |
| 1 290 | 1 209 | 1 063 | 1 407 | 1 505 | 1 641 | 1 821 | 1 869 | 2 135 |

| 2015  | 2020  | 2022  | - | - | - | - | - | - |
| ----- | ----- | ----- | - | - | - | - | - | - |
| 2 216 | 2 224 | 2 220 | - | - | - | - | - | - |

#### Pyramide des âges
La population de la commune est relativement jeune.
En 2018, le taux de personnes d'un âge inférieur à 30 ans s'élève à 31,0 %, soit en dessous de la moyenne départementale (32,5 %). À l'inverse, le taux de personnes d'âge supérieur à 60 ans est de 27,5 % la même année, alors qu'il est de 29,8 % au niveau départemental.
En 2018, la commune comptait 1 102 hommes pour 1 137 femmes, soit un taux de 50,78 % de femmes, légèrement inférieur au taux départemental (51,41 %).
Les pyramides des âges de la commune et du département s'établissent comme suit.
| Hommes | Classe d’âge | Femmes |
| ------ | ------------ | ------ |
| 0,4    | 90 ou +      | 1,2    |
| 7,1    | 75-89 ans    | 8,9    |
| 18,3   | 60-74 ans    | 19,0   |
| 22,2   | 45-59 ans    | 20,6   |
| 20,3   | 30-44 ans    | 20,0   |
| 12,1   | 15-29 ans    | 10,0   |
| 19,7   | 0-14 ans     | 20,3   |

| Hommes | Classe d’âge | Femmes |
| ------ | ------------ | ------ |
| 0,7    | 90 ou +      | 2,2    |
| 7,8    | 75-89 ans    | 11,5   |
| 19,2   | 60-74 ans    | 20,1   |
| 20,8   | 45-59 ans    | 19,7   |
| 17,7   | 30-44 ans    | 16,6   |
| 17,1   | 15-29 ans    | 14,7   |
| 16,8   | 0-14 ans     | 15,2   |

### Liste des maires

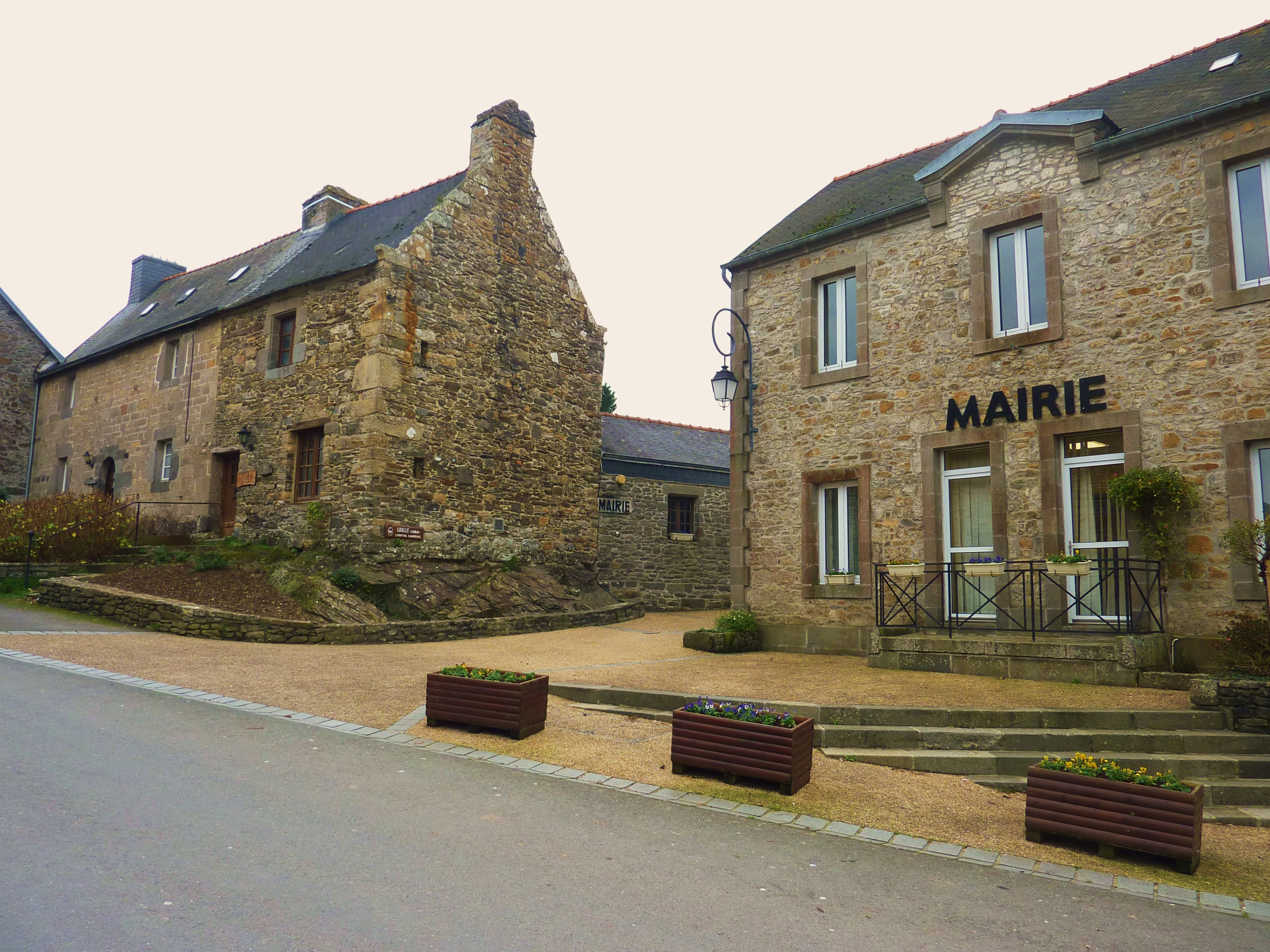
La mairie et une maison ancienne.

## Politique et administration

### Héraldique
| Blason de L'Hôpital-Camfrout | Blason de L'Hôpital-Camfrout : D'argent à la barque de pêcheur de sable, habillée de gueules, au chef aussi de sable chargé d'une croisette pattée de gueules, accostée de deux coquilles d'or. * Il y a là non-respect de la règle de contrariété des couleurs : ces armes sont fautives (gueules sur sable). Partie externe : l'écu est souscrit d'un listel de sable portant la devise d'argent Araok Atao. Officiel : le blason est présent sur le site officiel de la commune. |

## Culture locale et patrimoine
L'ensemble du patrimoine culturel de L'Hôpital-Camfrout a fait l'objet d'un inventaire réalisé en 2012.

### Monuments religieux
- L'église Notre-Dame-de-Bonne-Nouvelle, en kersantite, a été commencée en 1490, c'était une simple chapelle de la paroisse d'Hanvec. Le porche sud date de 1611, la sacristie et le transept de 1634. En 1821, elle devient église paroissiale. Elle contient une très belle statuaire ; les sablières du chœur portent les blasons des ducs de Bretagne, des vicomtes du Faou et des seigneurs de Rosmorduc ; une statue en pierre polychrome de sainte Barbe, classée monument historique et fut sculptée en 1511 à la demande de Jehan du Vieux-Châtel, dernier abbé commendataire de Landévennec. Une statue de saint Jean-Baptiste en bois polychrome a été faite par le même sculpteur. Un ensemble des trois statues en bois polychrome (dite de la crucifixion) dressé en poutre de gloire au centre de l'église et daté de 1678, classé également par les monuments historiques. La façade occidentale entièrement en pierre de kersanton, de style Renaissance, est remarquable par la qualité et la finesse de ses sculptures. Une porte des lépreux date de 1736. Un incendie survenu dans la nuit du 11 au 12 février 1825 détruisit une bonne partie de la charpente et de la couverture. La façade (le porche date de 1611) et le clocher sont classés par les monuments historiques depuis janvier 1914. Six vitraux ont été installés en 1955 par le maître-verrier parisien Auguste Labouret[100].

L'église paroissiale Notre-Dame-de-Bonne-Nouvelle : vues extérieures
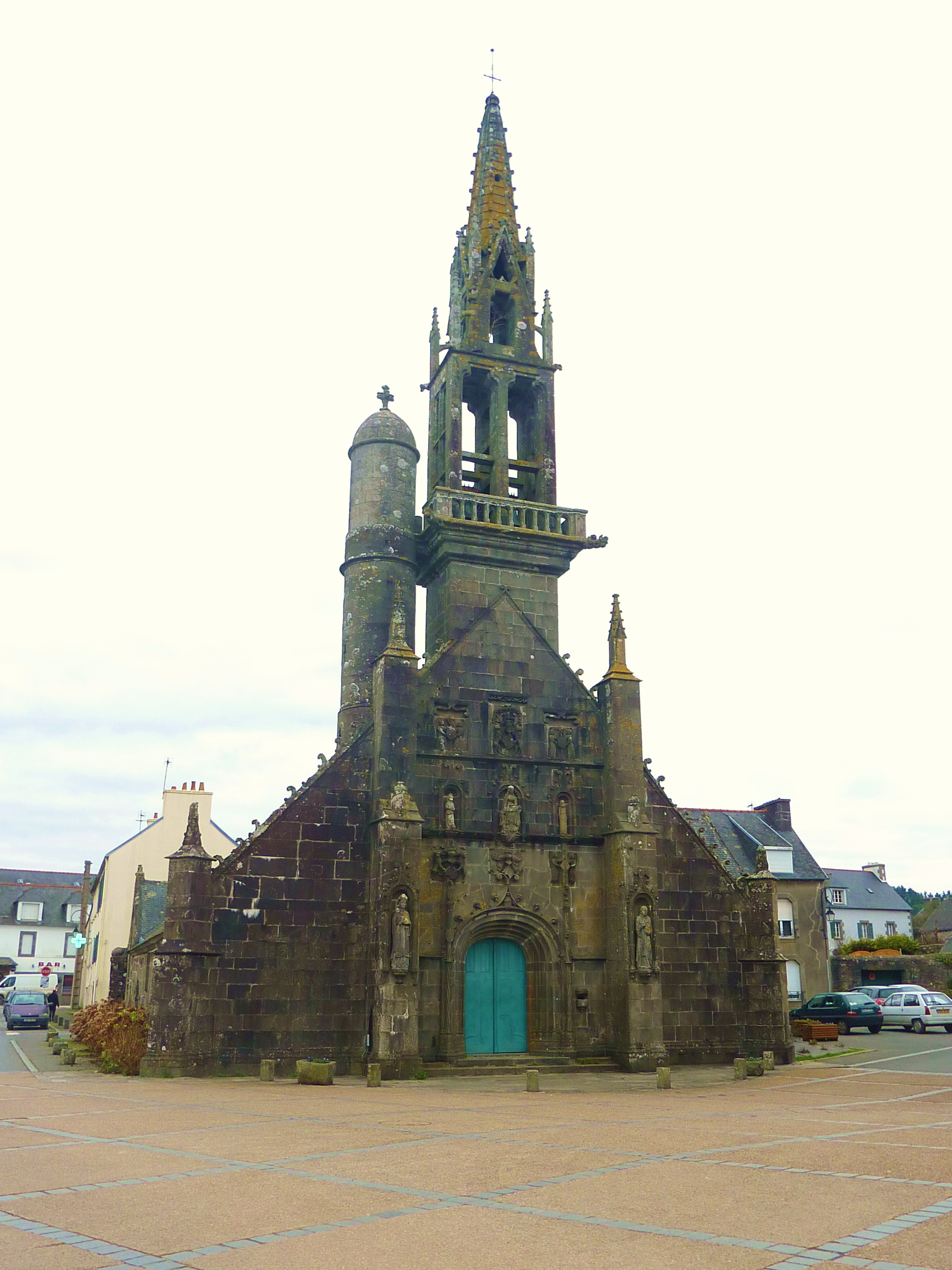
La façade.
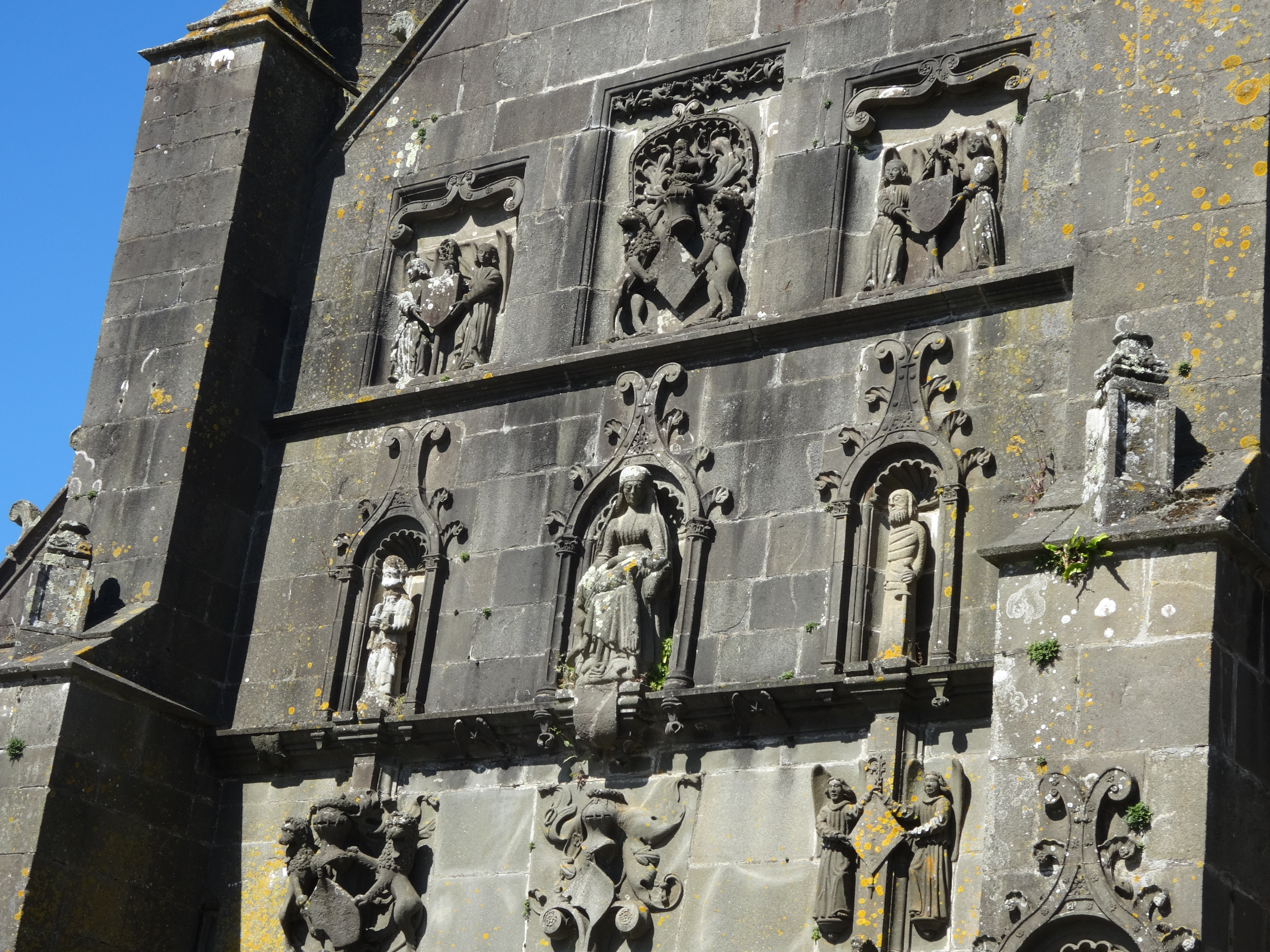
Détail de la façade.
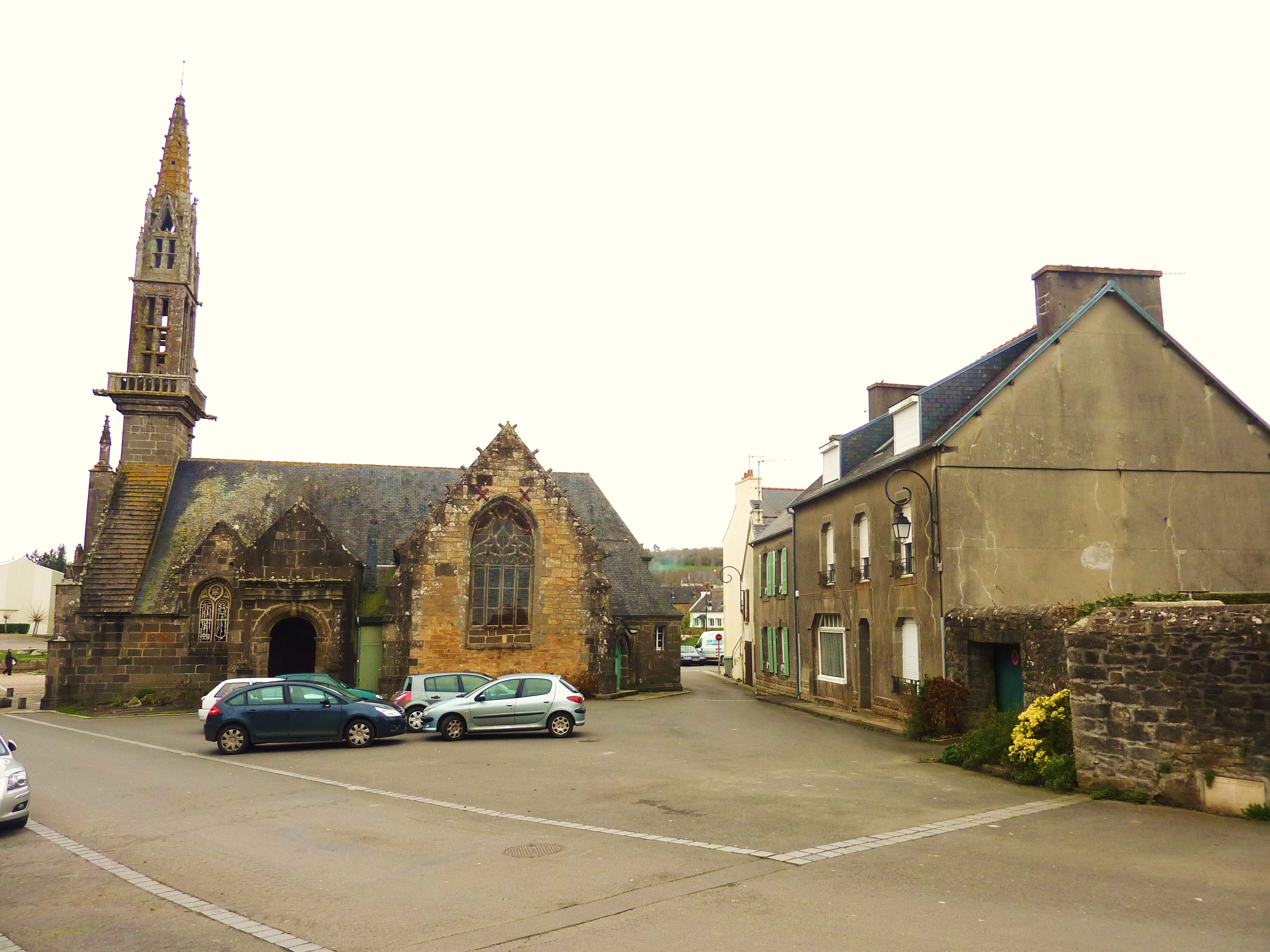
L'église vue de la mairie.
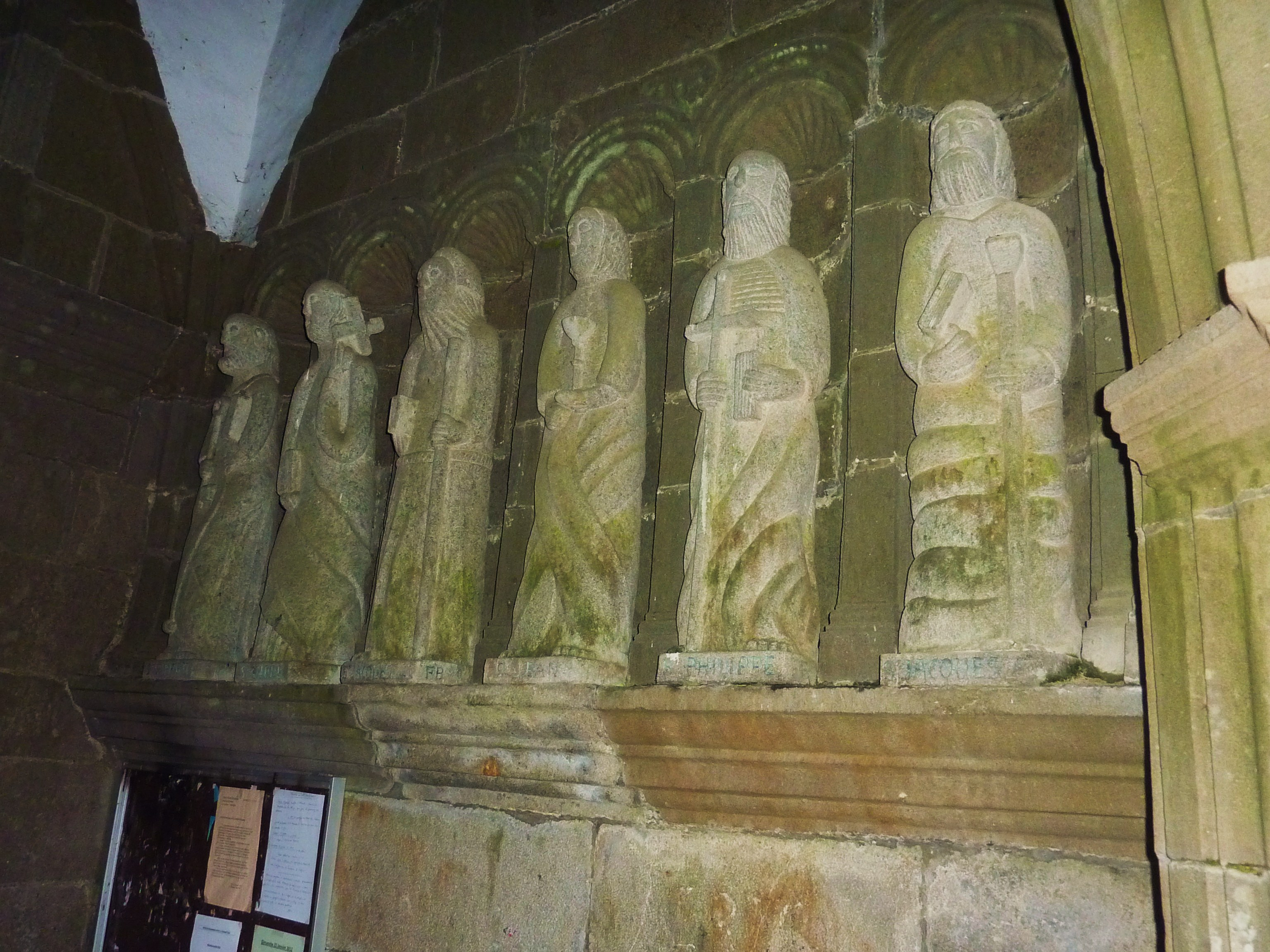
Six apôtres du porche.
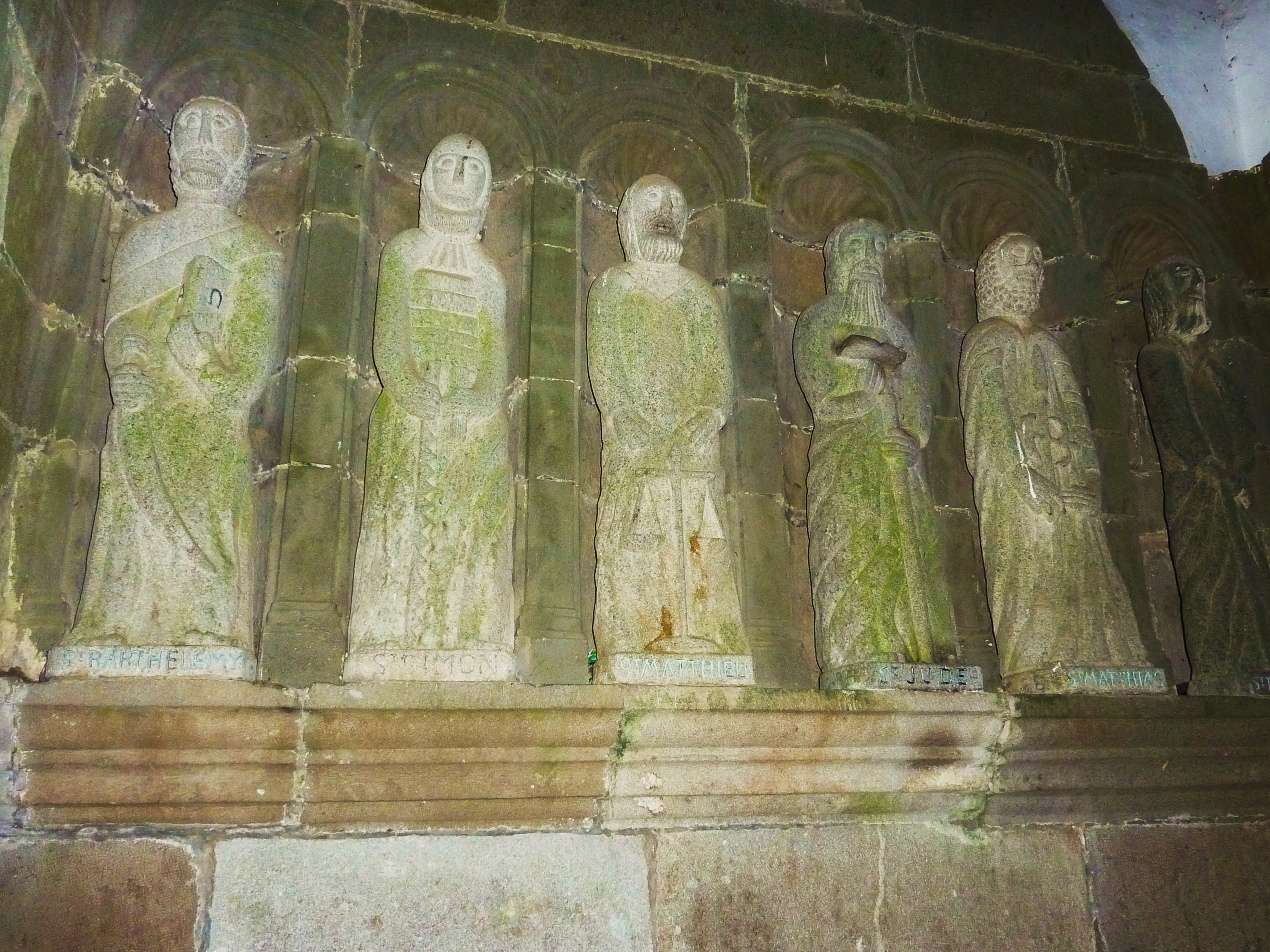
Les six autres apôtres du porche.

L'église paroissiale Notre-Dame-de-Bonne-Nouvelle : vues intérieures
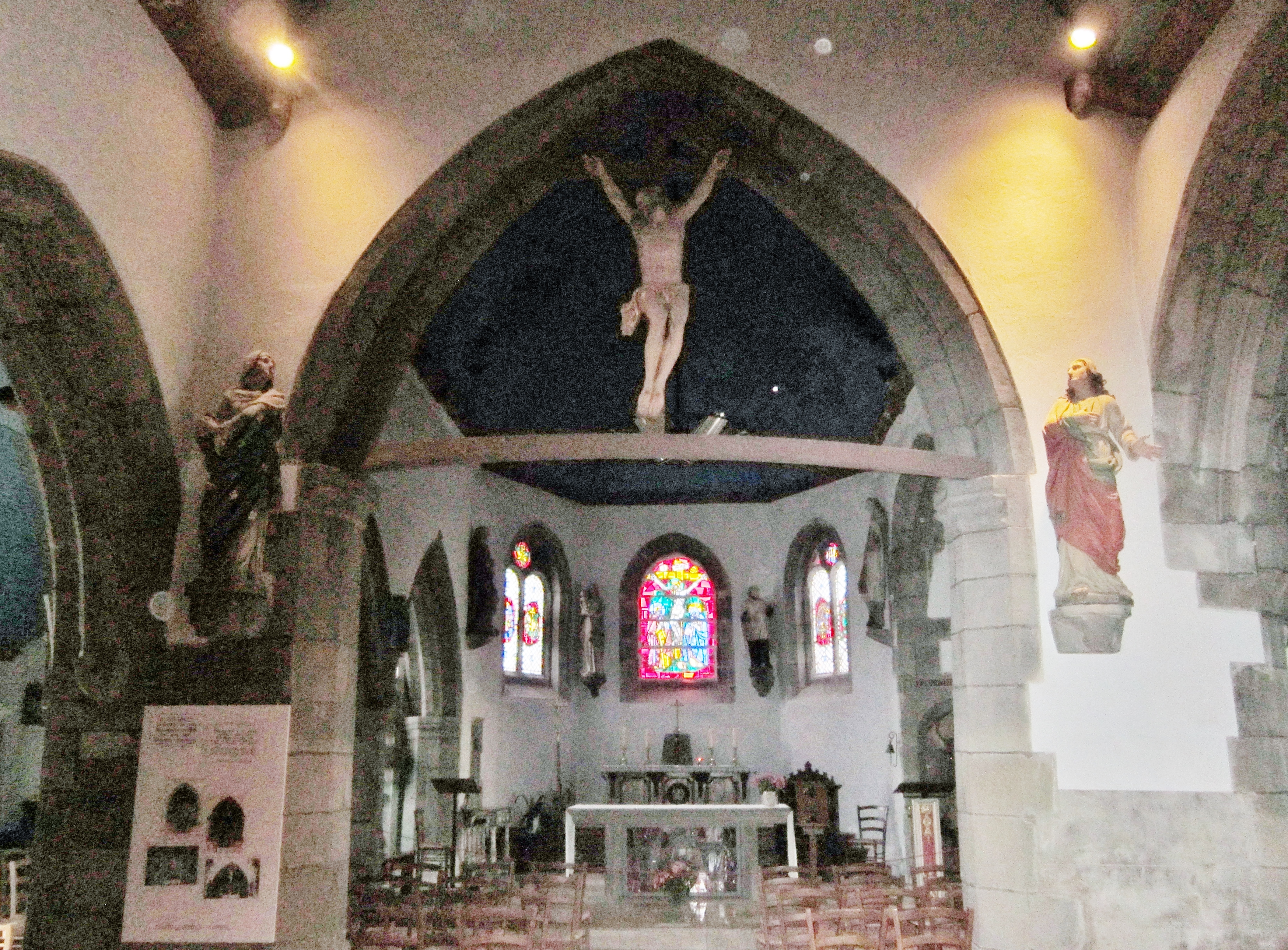
Vue intérieure d'ensemble.
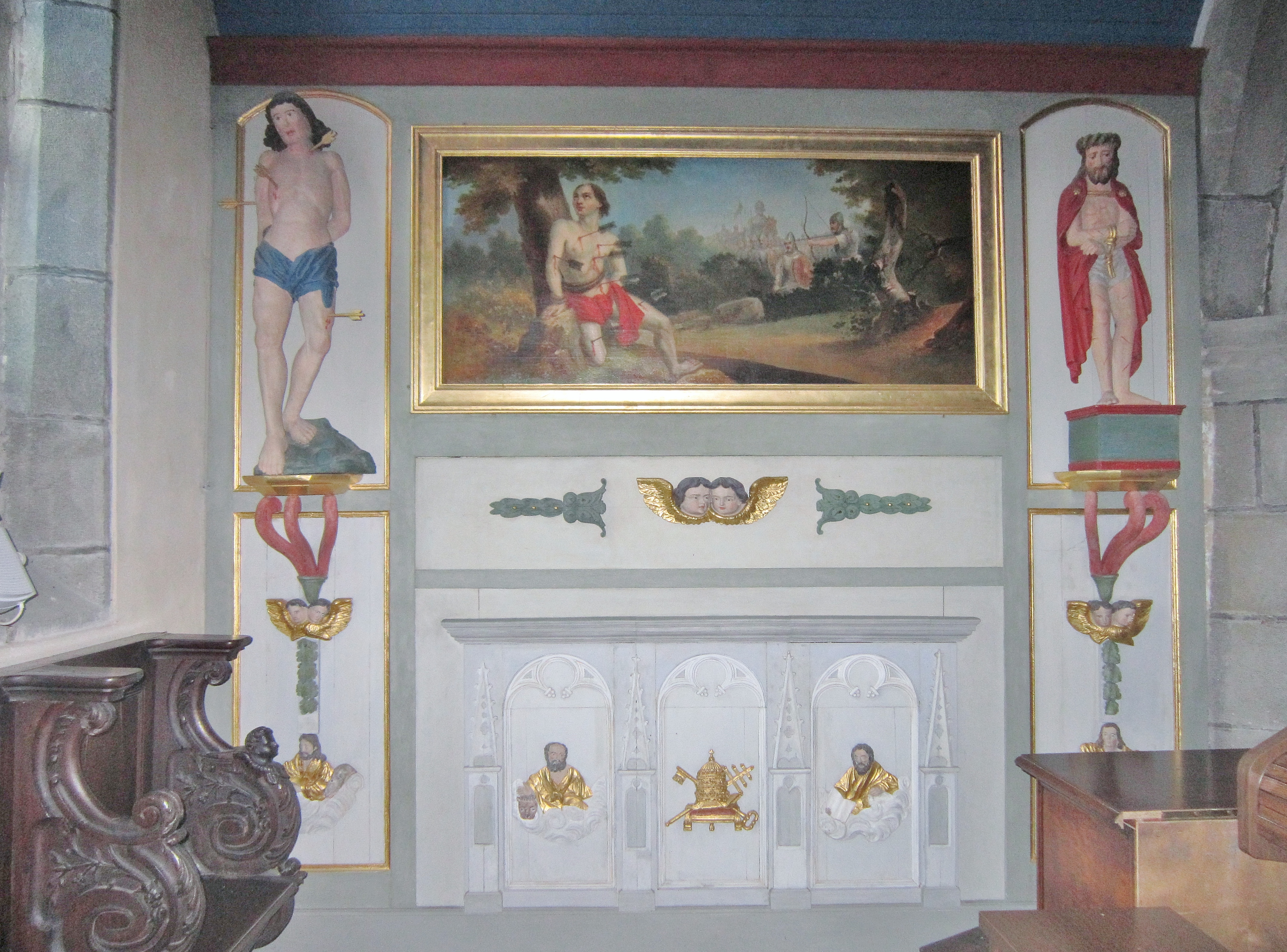
Autel latéral.
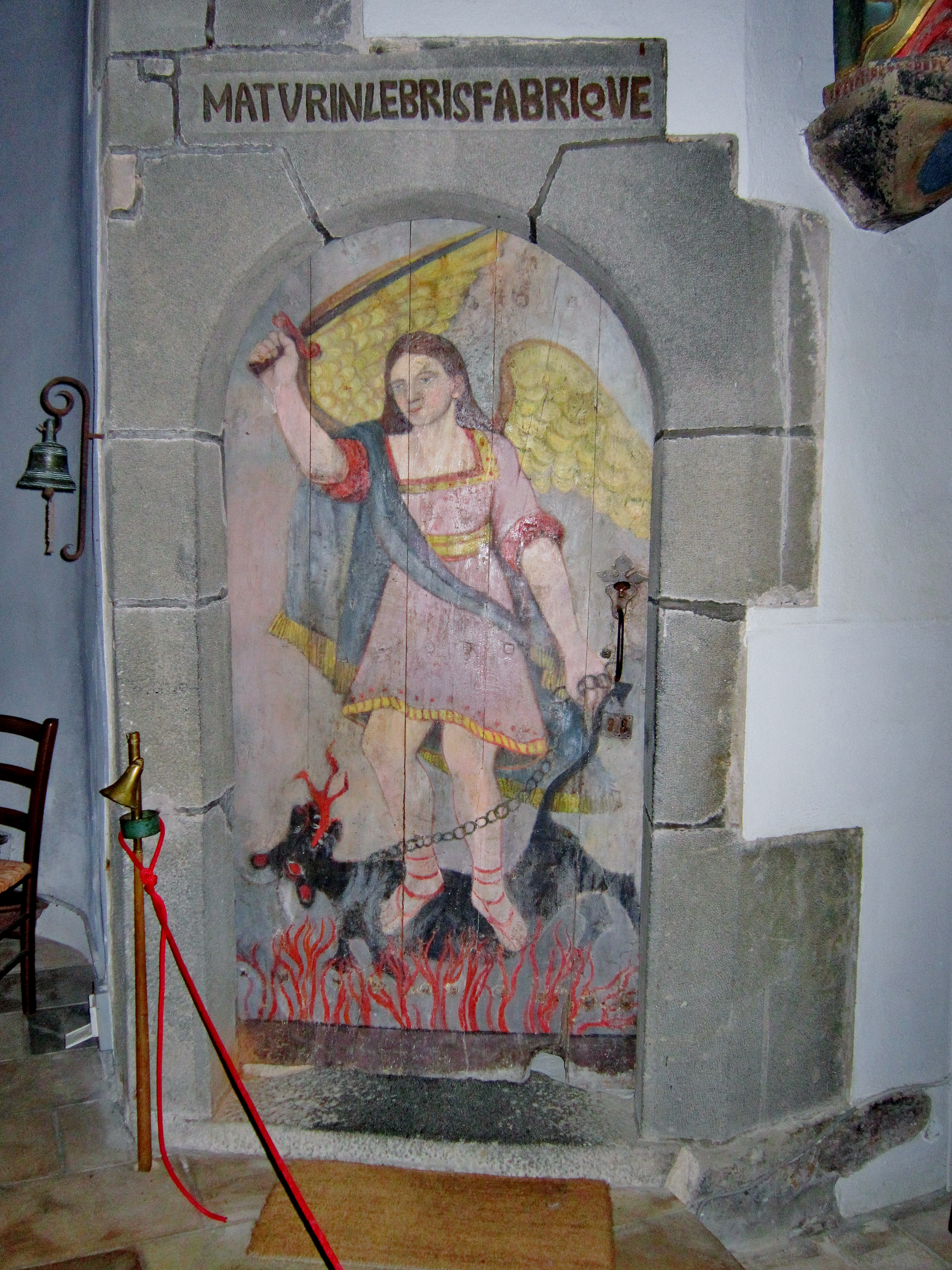
tableau et inscription "Maturin Le Bris, fabrique" [fabricien].
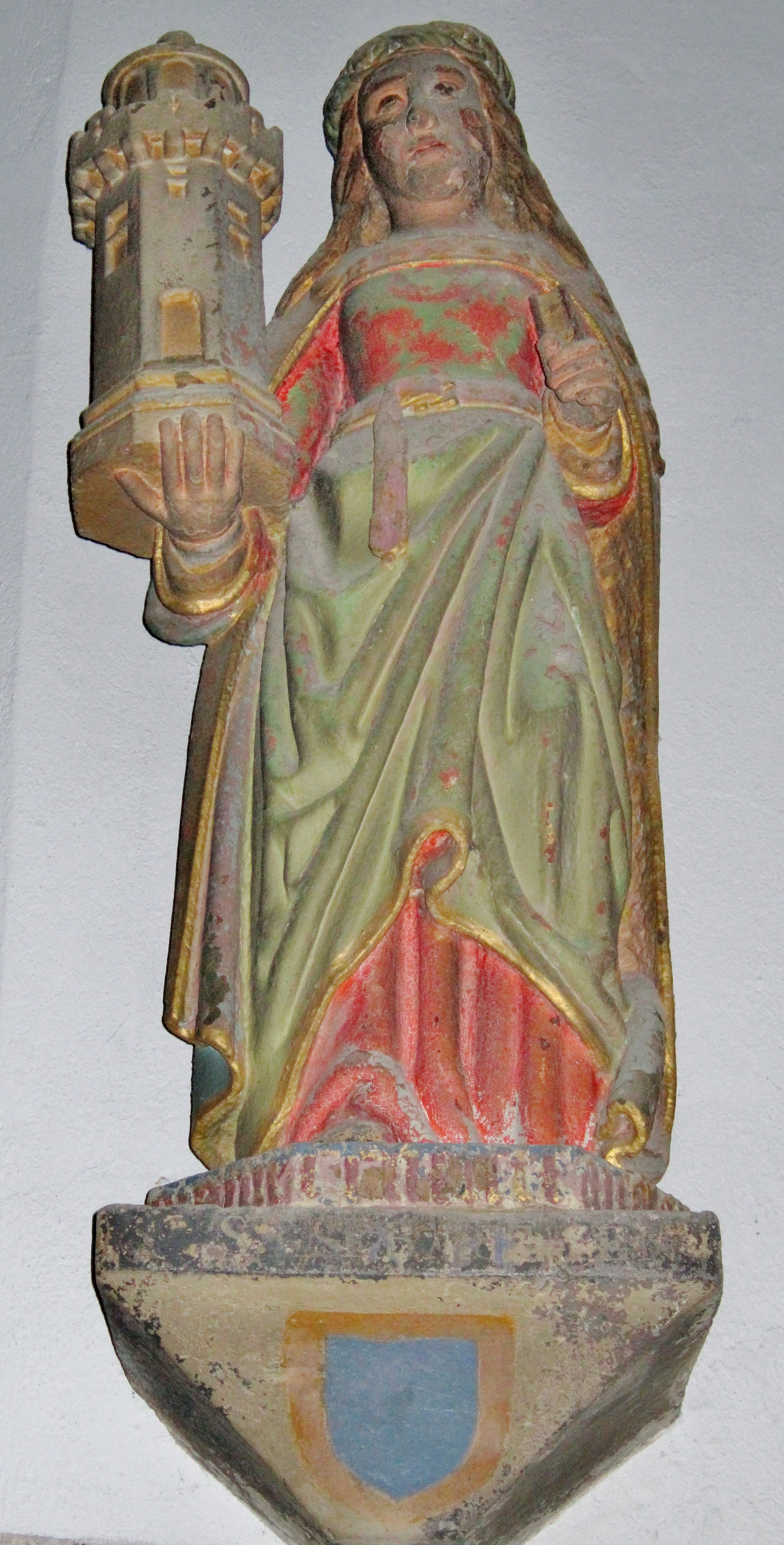
Statue de sainte Barbe.
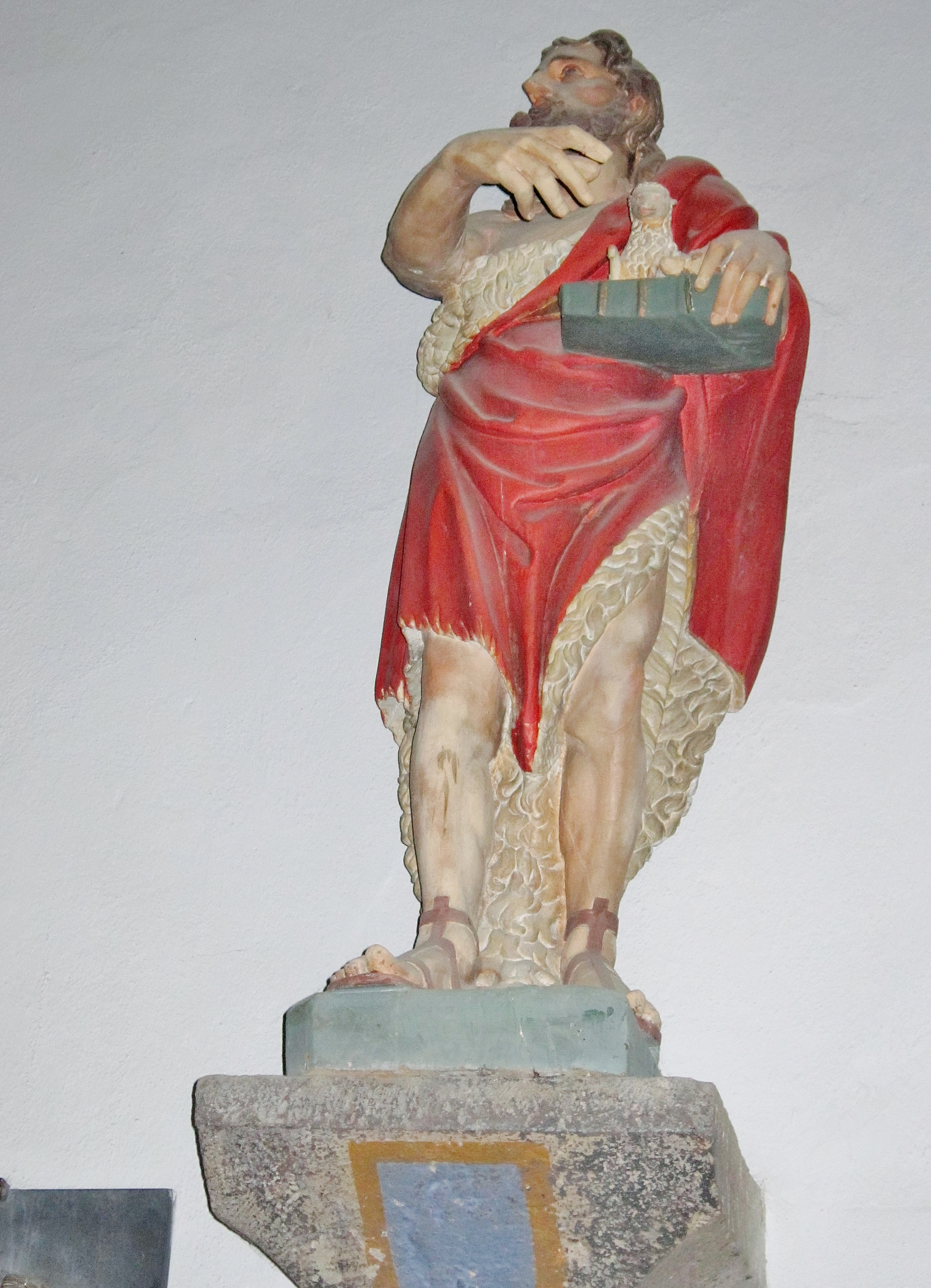
Statue de saint Jean-Baptiste.

- La chapelle Sainte-Anne (1950), située au village[36] de Troaon, face à l'île de Tibidy. On trouve une statue de saint Guénolé (1954) et un tableau.
- Le calvaire du cimetière de L'Hôpital-Camfrout (XVIe siècle), restauré en 1884 lors de son déplacement dans le nouveau cimetière[101].

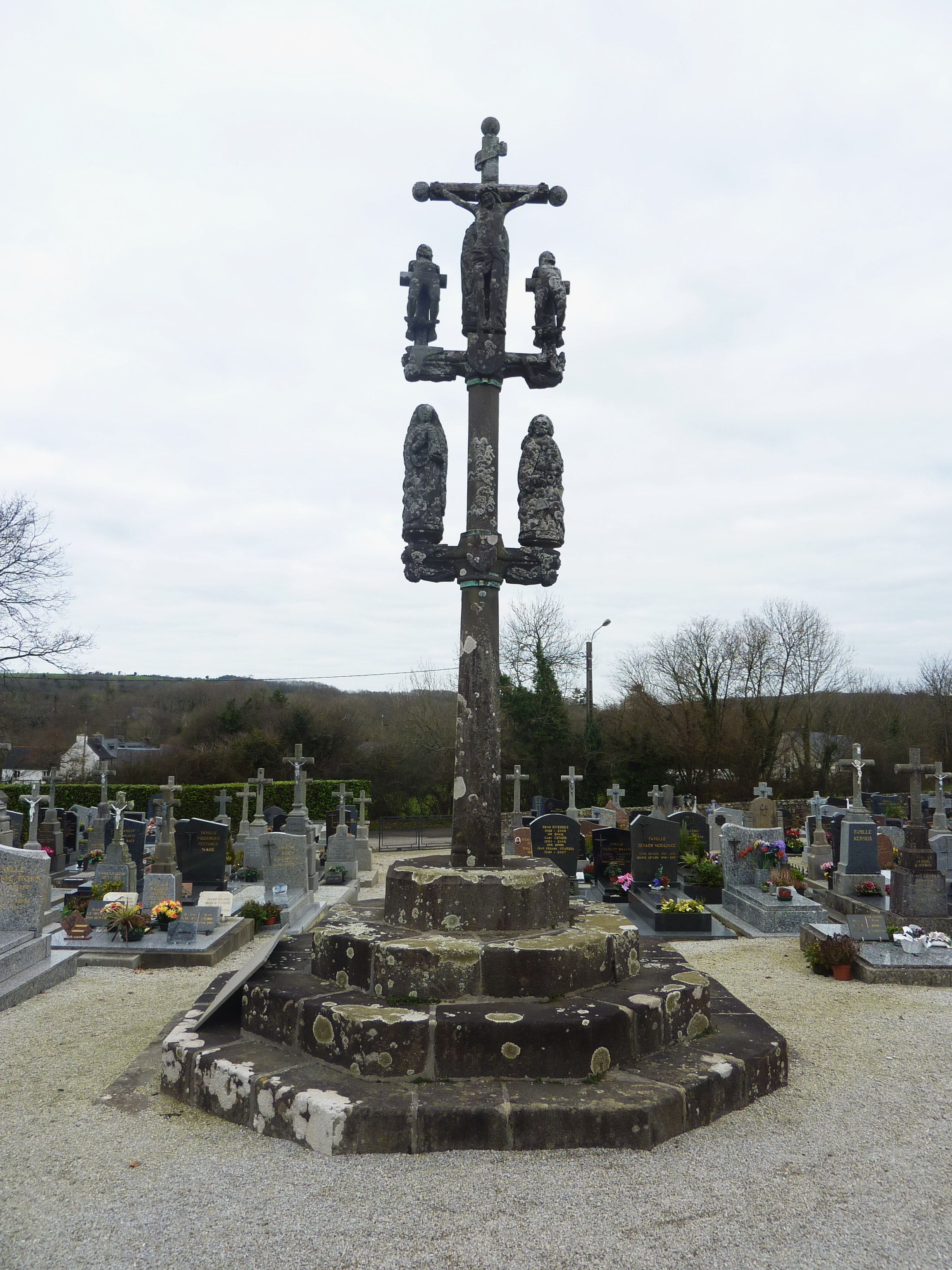
L'Hôpital-Camfrout : le calvaire du cimetière.
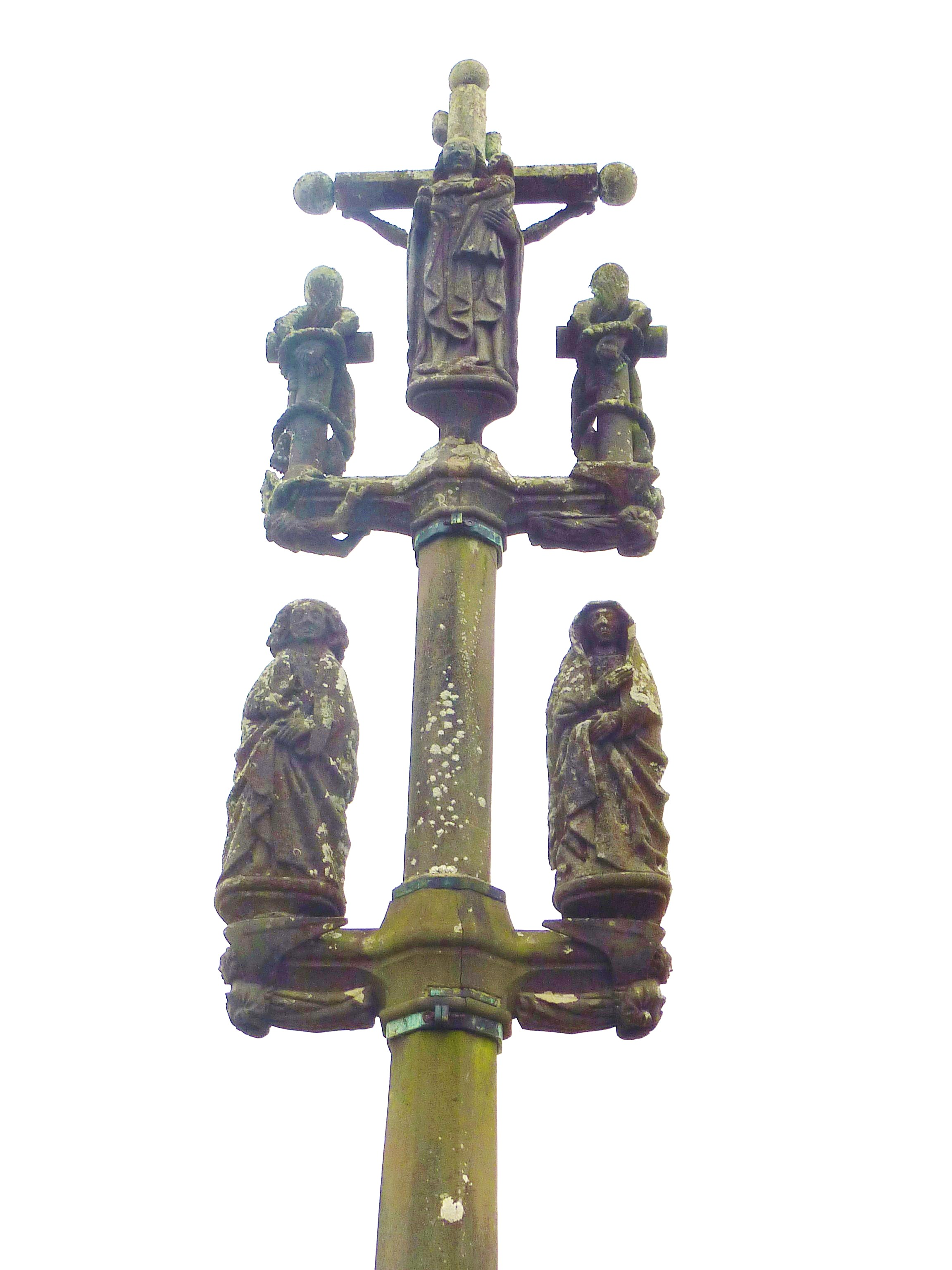
L'Hôpital-Camfrout : le calvaire du cimetière (partie sommitale, autre face).

- La fontaine Notre-Dame-de-Bonne-Nouvelle dite aussi fontaine de la Vierge, construite en 1699, se trouve à 500 mètres au sud de l'église. Elle abrite une Vierge couronnée du XIVe siècle[102].
- La croix de l'île de Tibidy (haut Moyen Âge). Cette croix provient de Milizac.
- D'autres croix ou vestiges de croix : la croix d'Helléouet (XVe siècle), la croix située chemin des carrières (1603, restaurée en 1960), les vestiges de croix à Kerascoët (XVIe siècle), la croix de Run (1627), le vestige de calvaire de Troaon (XVIe siècle), le calvaire de Troaon (1975, reconstitution hybride à partir d'éléments anciens épars)[103].

### Monuments civils et sites
- Manoir de Keroullé. Sa tour d'escalier est bâtie en microdiorite, et ses ouvertures sont en kersantite[104]. Le document le plus ancien faisant référence au manoir date de 1536, mais existait probablement avant. Le manoir actuel date du XVIIe siècle, mais a été réaménagé et modifié en 1929[105].

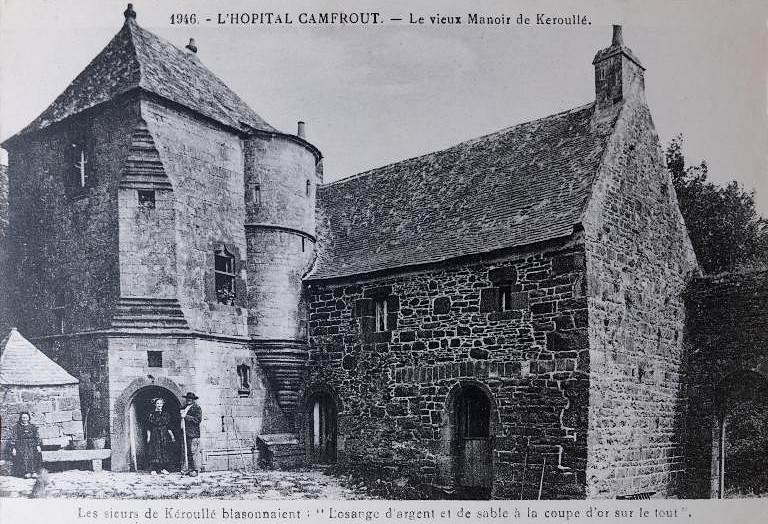
Le manoir de Keroullé vers 1925 (carte postale).

- Le manoir de Keralliou (XVIe siècle, modifié au XXe siècle)[106].
- Le manoir de Lescoat : il date du XVIe siècle, mais a été remanié au XVIIIe siècle et au XIXe siècle. IL a servi de mairie entre 1826 et 18854 lorsque son propriétaire, Hervé Le Bras, était maire. Propriété privée[107].

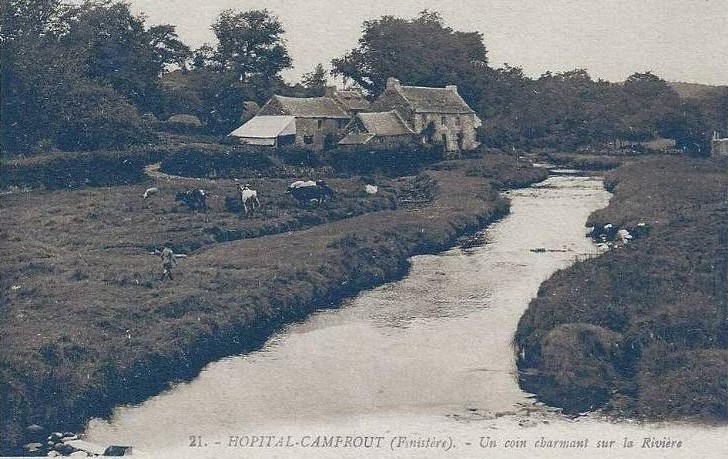
Le Moulin Vert au début du XXe siècle (carte postale).

- L'ancien moulin du Bois date de 1613 ; il est désormais en ruine[108].
- Le moulin Tréguier est désormais une ferme[109].
- Le moulin Vert, anciennement situé dans la commune d'Irvillac, date du XVIIe siècle[110].
- Les anciennes carrières de kersantite[111].
- l'île de Tibidy : propriété privée, l'île, ainsi que son château (construit par Prosper Michel Avice, comte de Mougon. en 1869)ne se visitent pas, mais il est possible de faire le tour de l'île[112].

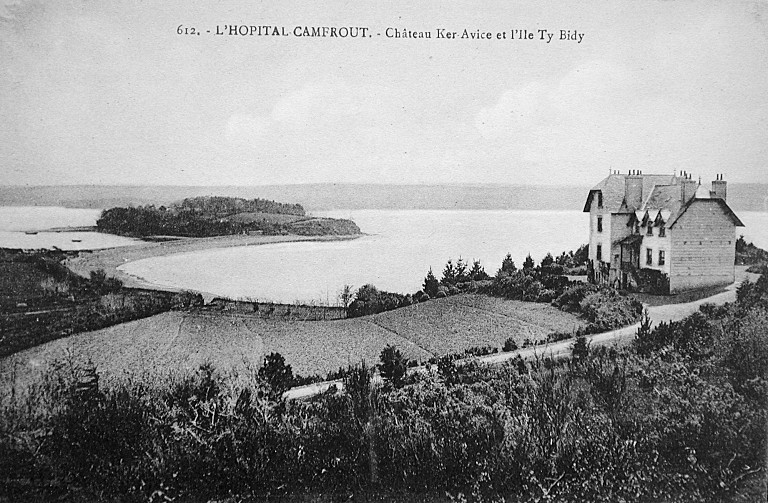
Le château de Keravice et l'île de Tibidy (carte postale).

- Le château de Keravice : château construit en 1897 par Amaury de Mougon, fils du comte Prosper Michel Avice de Mougon (lequel avait fait construire le château de Tibidy). Amaury de Mougon y crée un chantier naval (son activité commence vers 1897, mais cessa dès le début du XXe siècle) sur la grève. Propriété privée actuellement[113].
- Tombes d'aviateurs anglais (bombardier abattu le 7 décembre 1940).
- Le Mémorial aux Finistériens morts pour la France en Indochine et en Corée, inauguré le 8 septembre 2005 par le ministre délégué aux Anciens Combattants, Hamlaoui Mekachera. Ce mémorial s'est implanté à L'Hôpital-Camfrout grâce à la volonté d'un ancien d'Indochine originaire de la commune : Jean Kéromnès[114].

Le Mémorial Indochine-Corée aux Finistériens
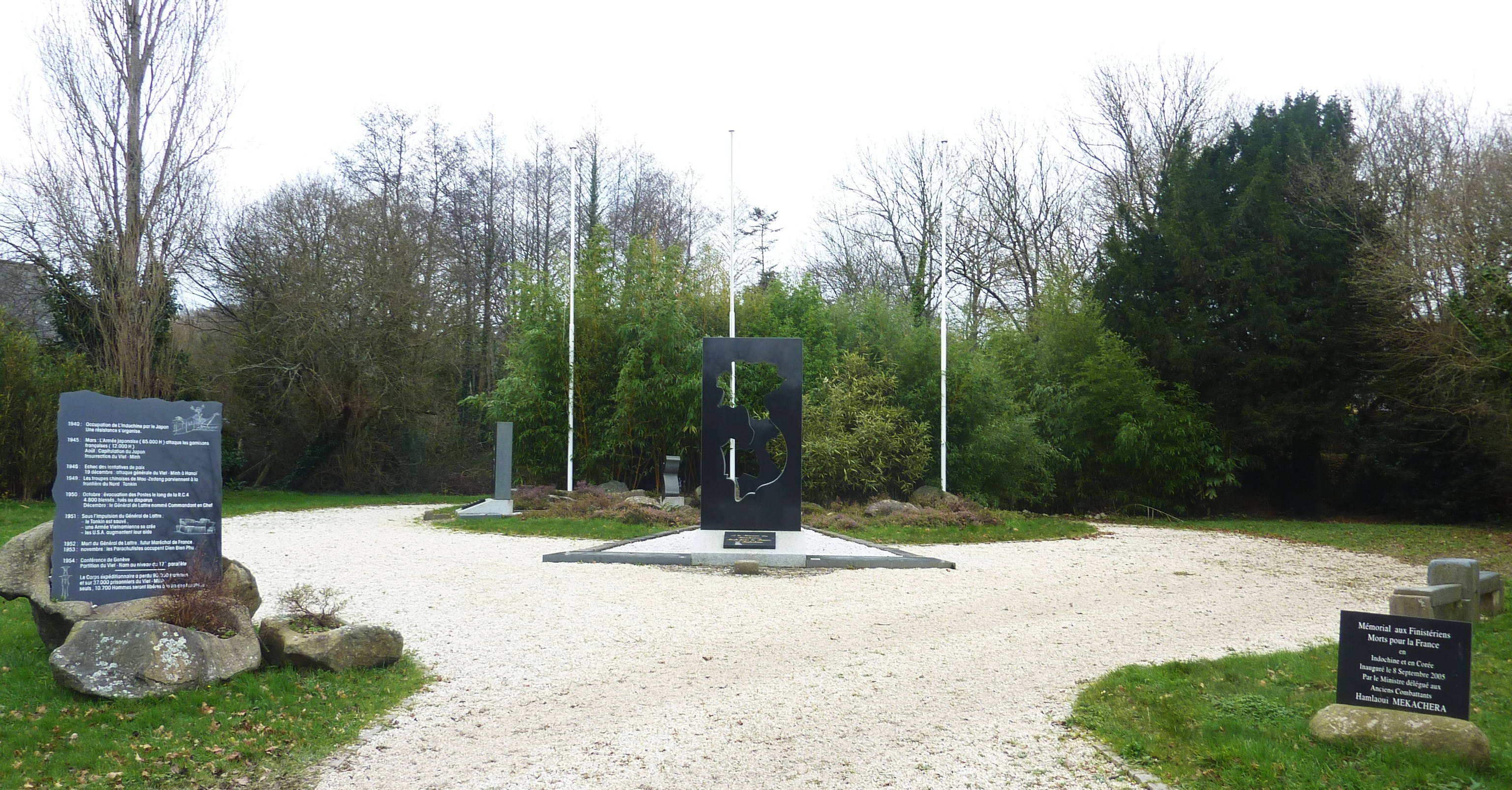
Vue d'ensemble.
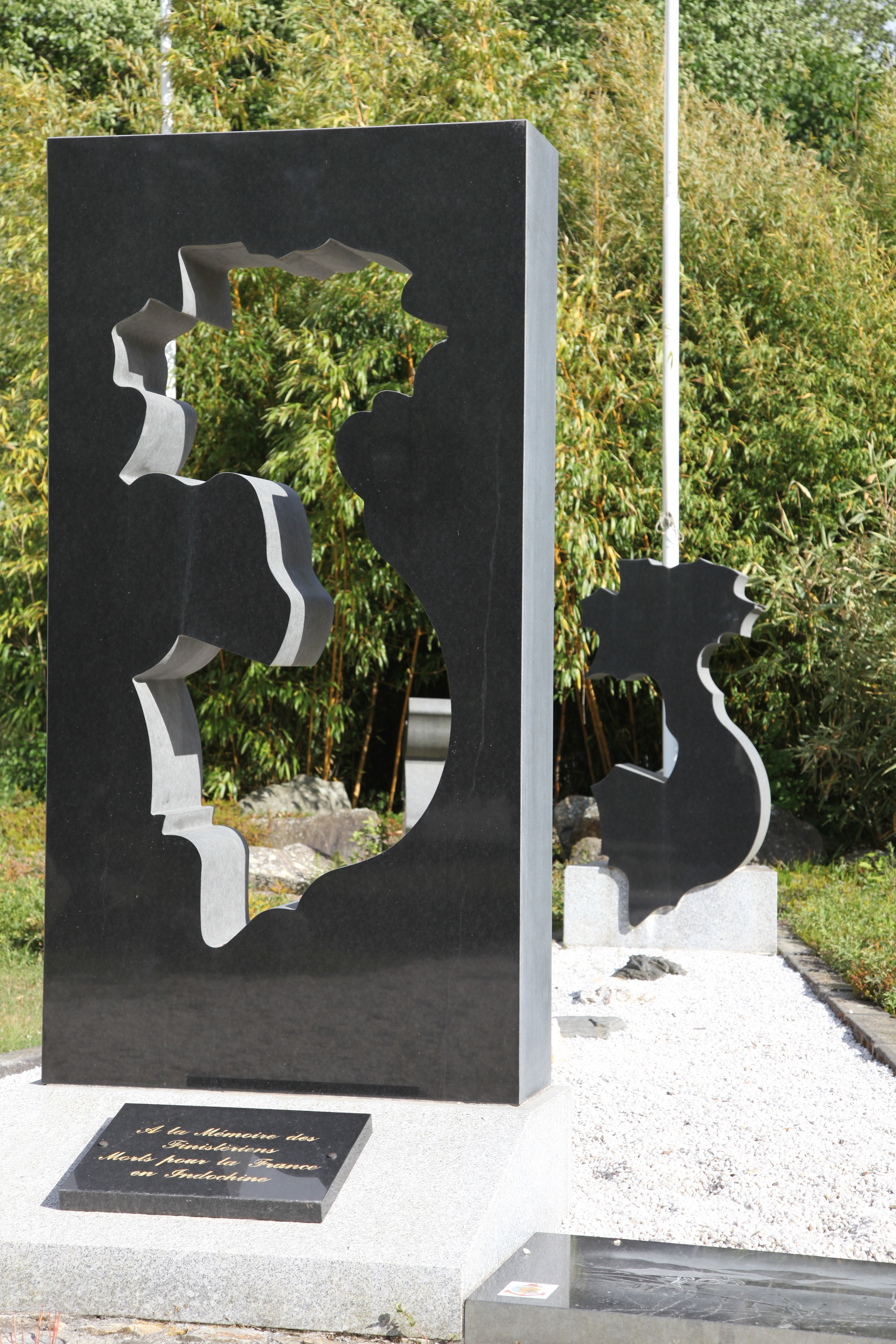
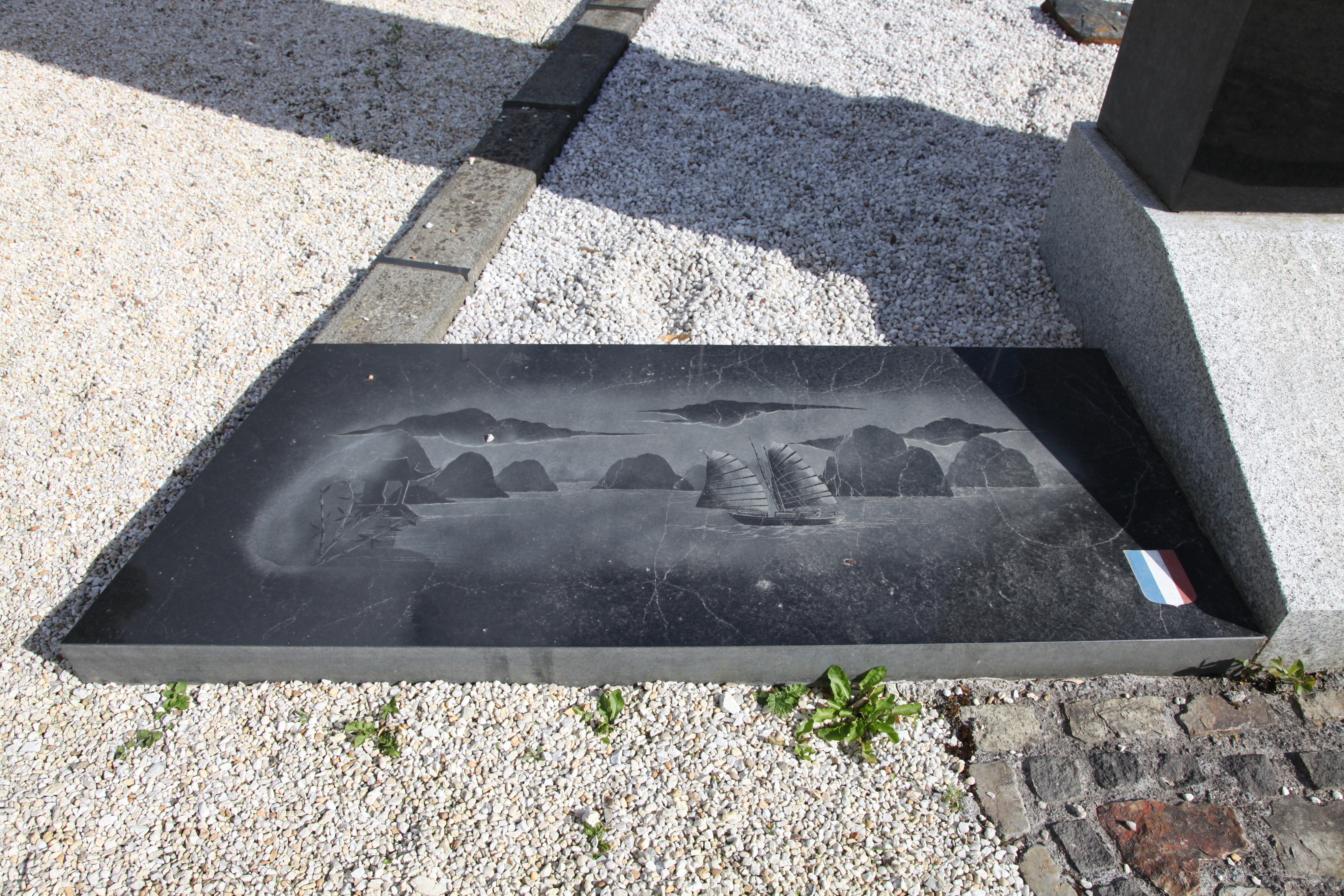
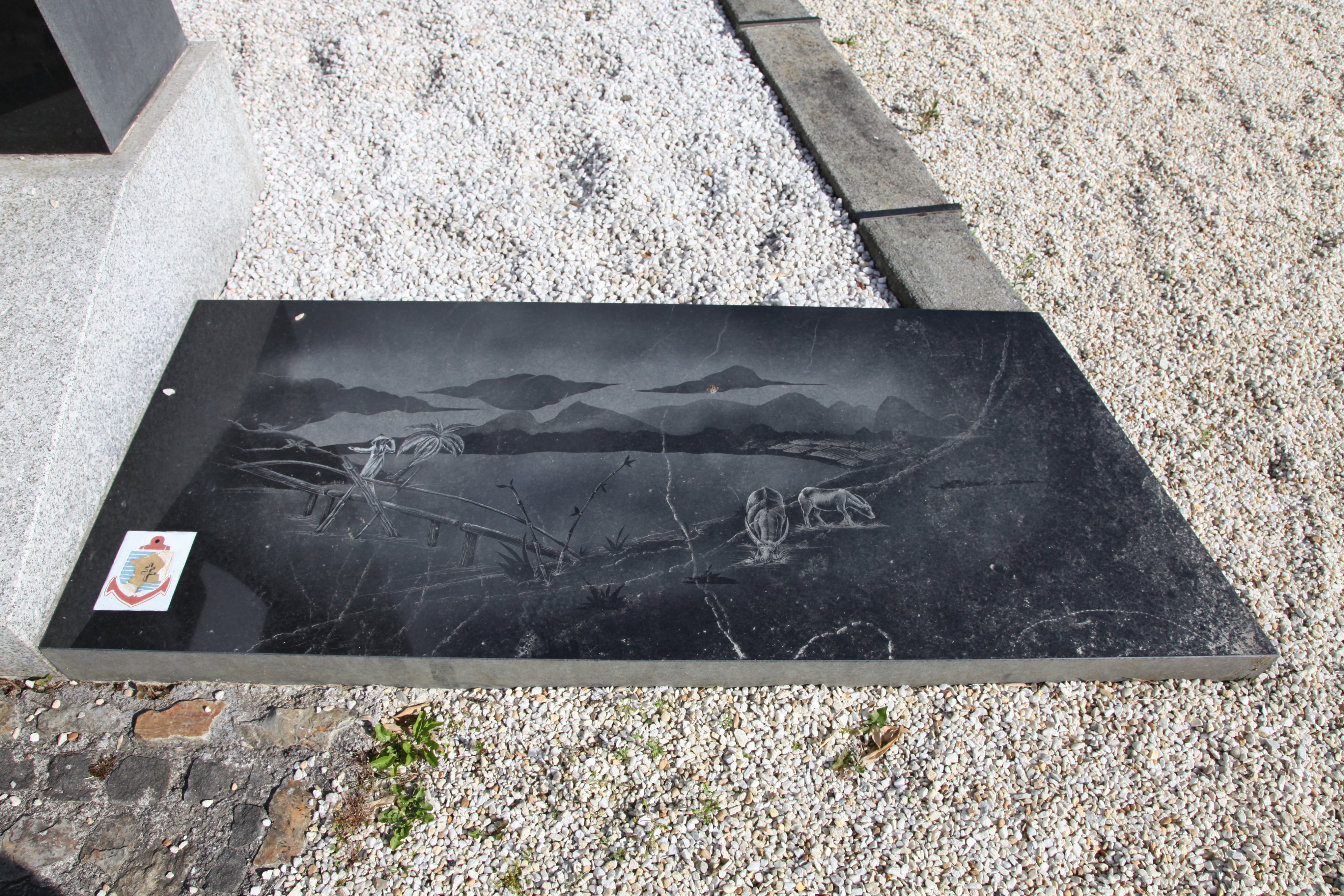
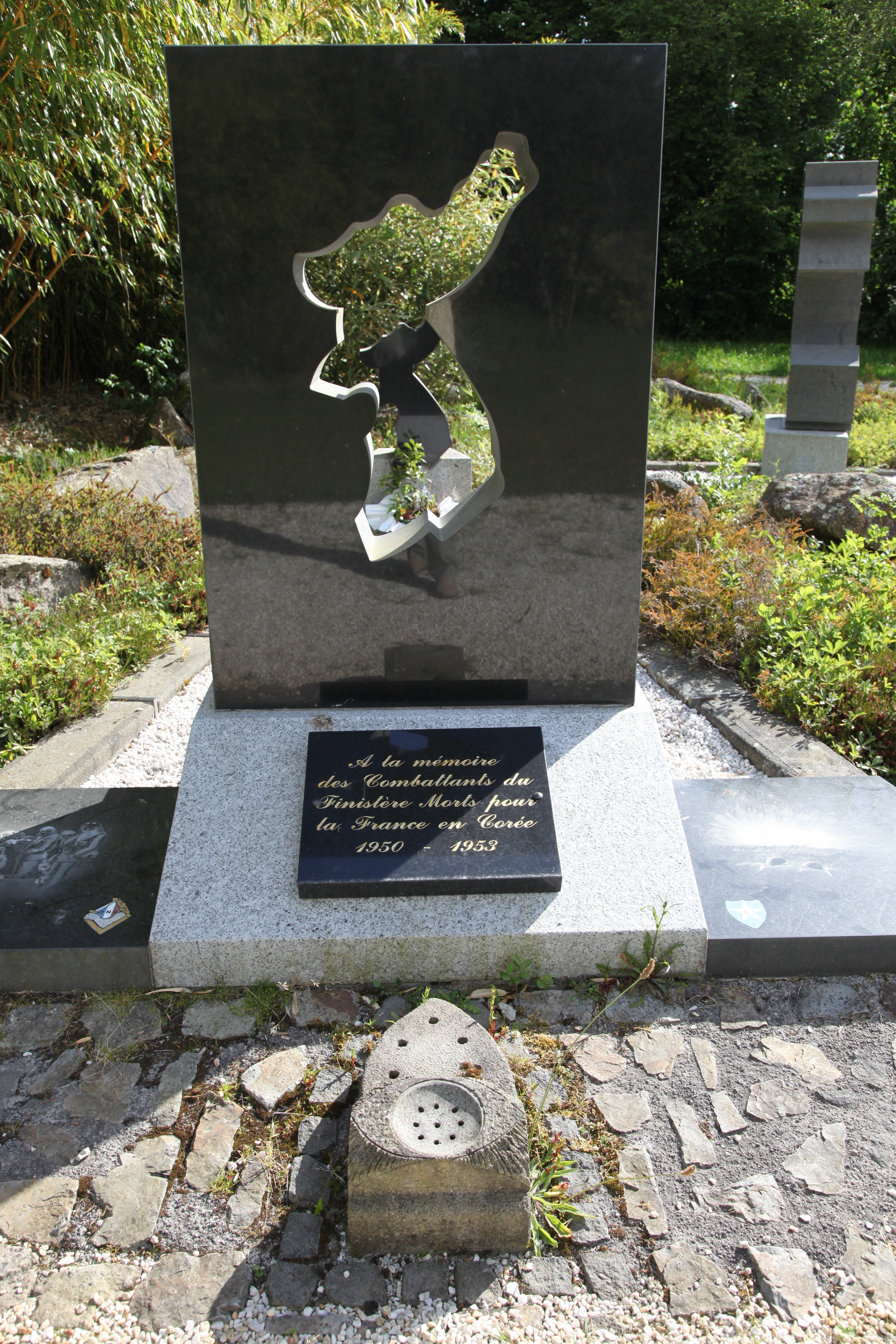
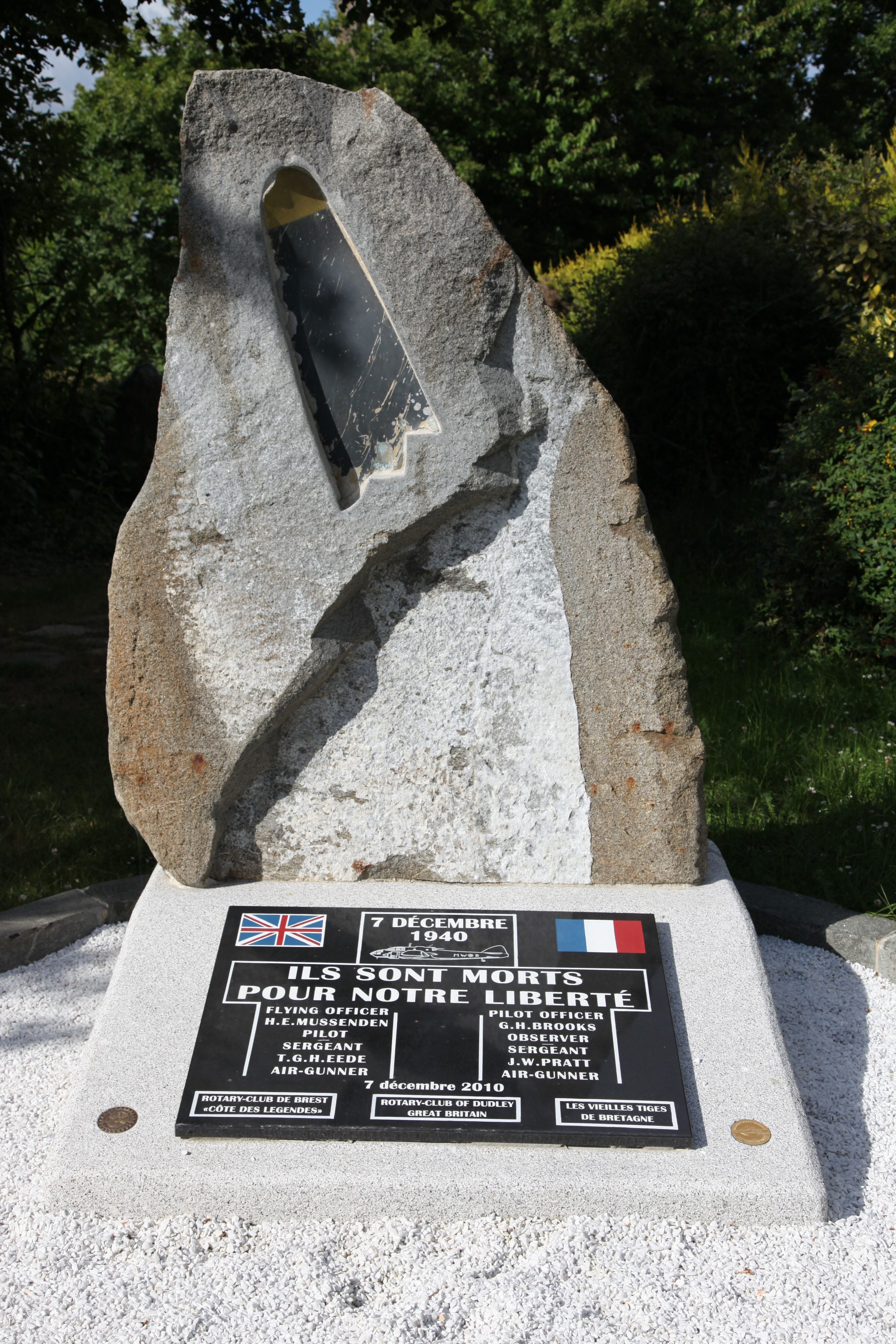
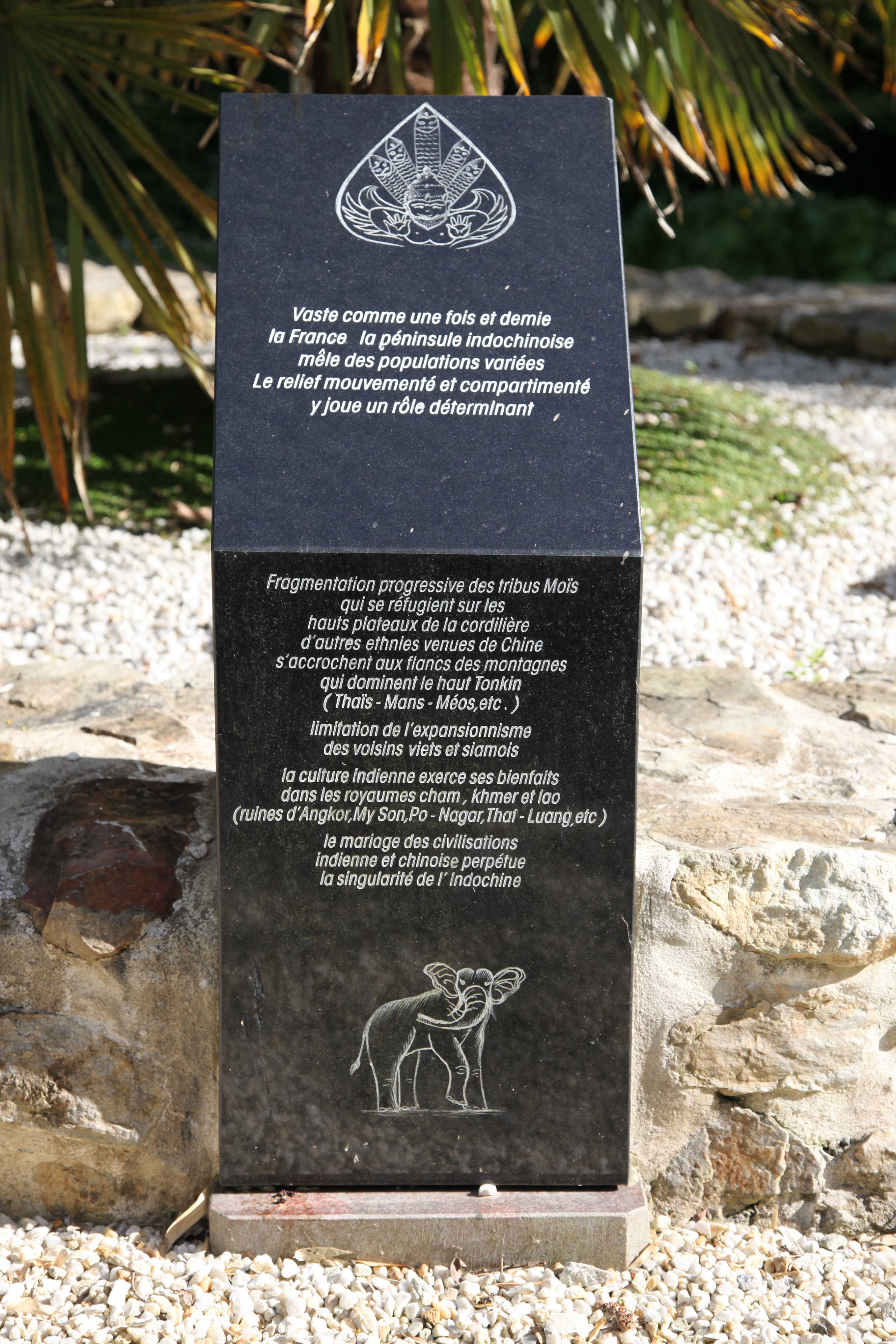
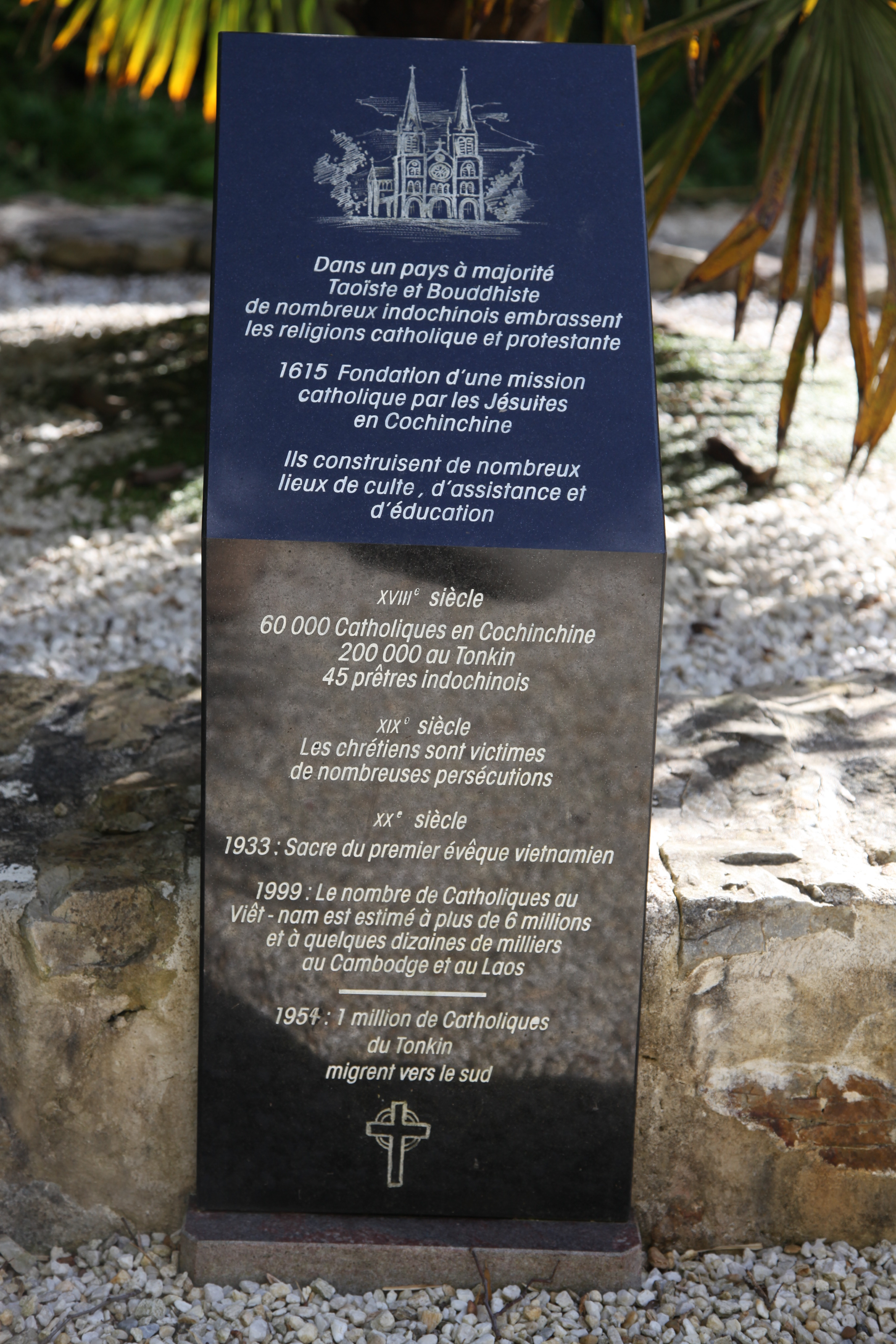
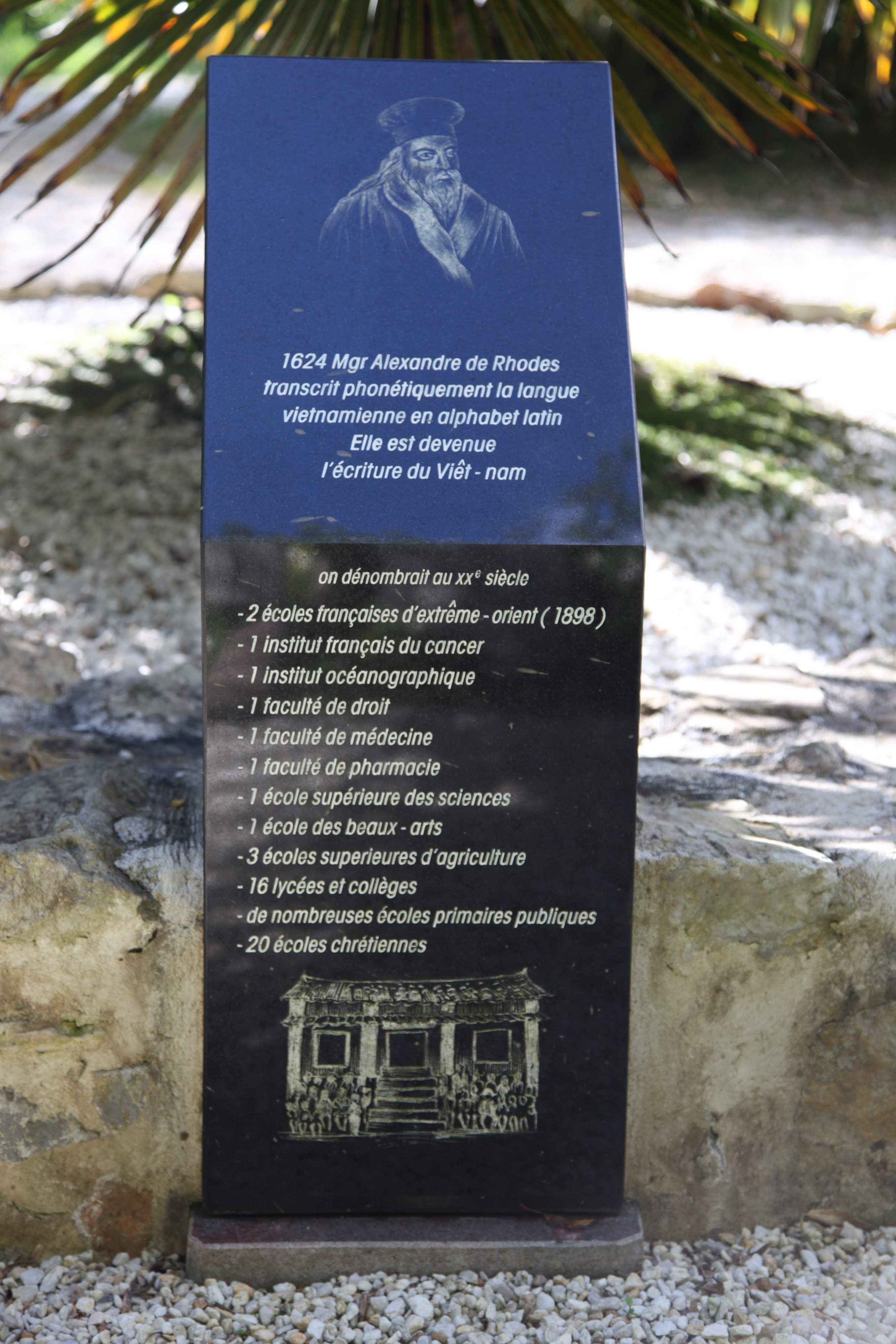
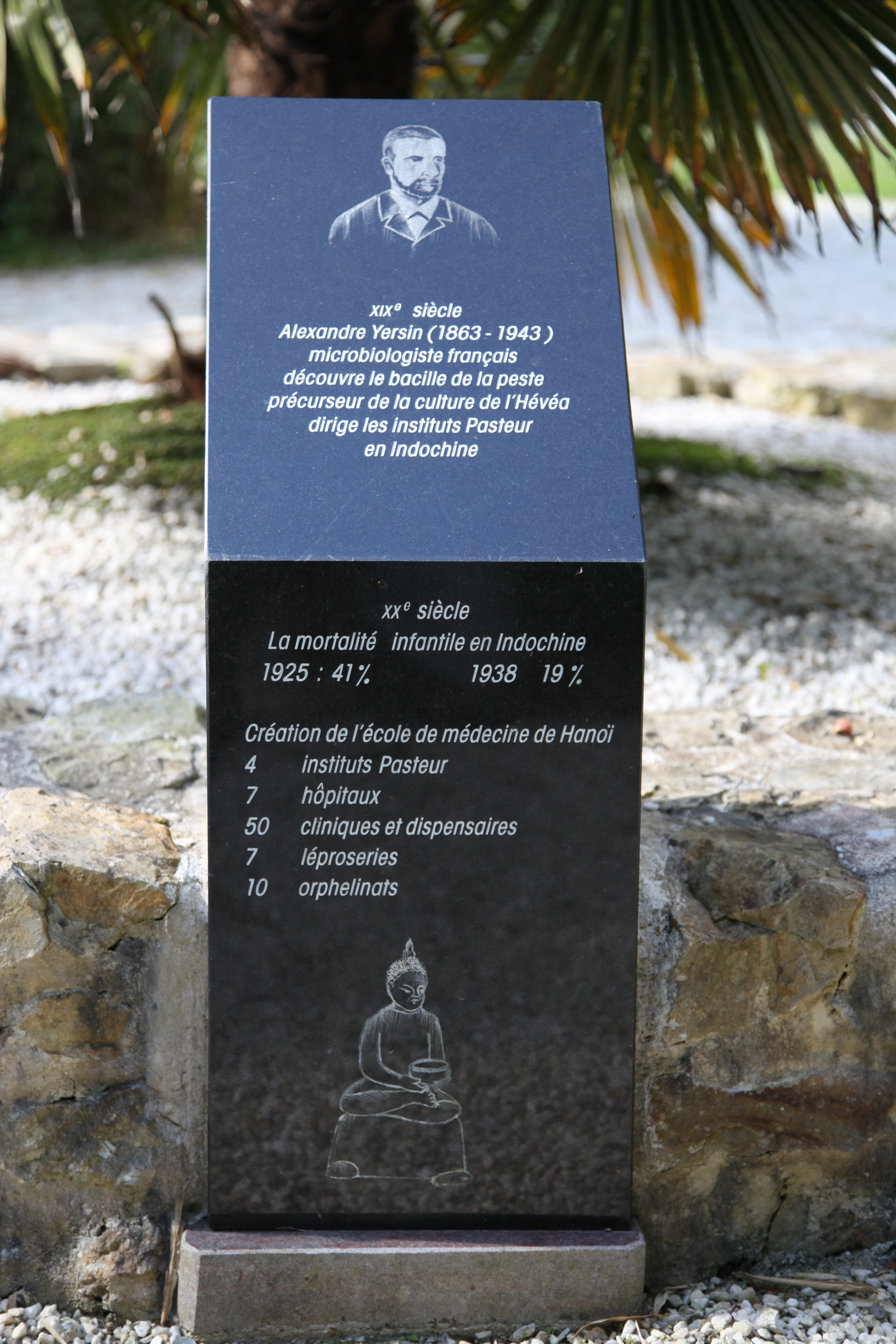
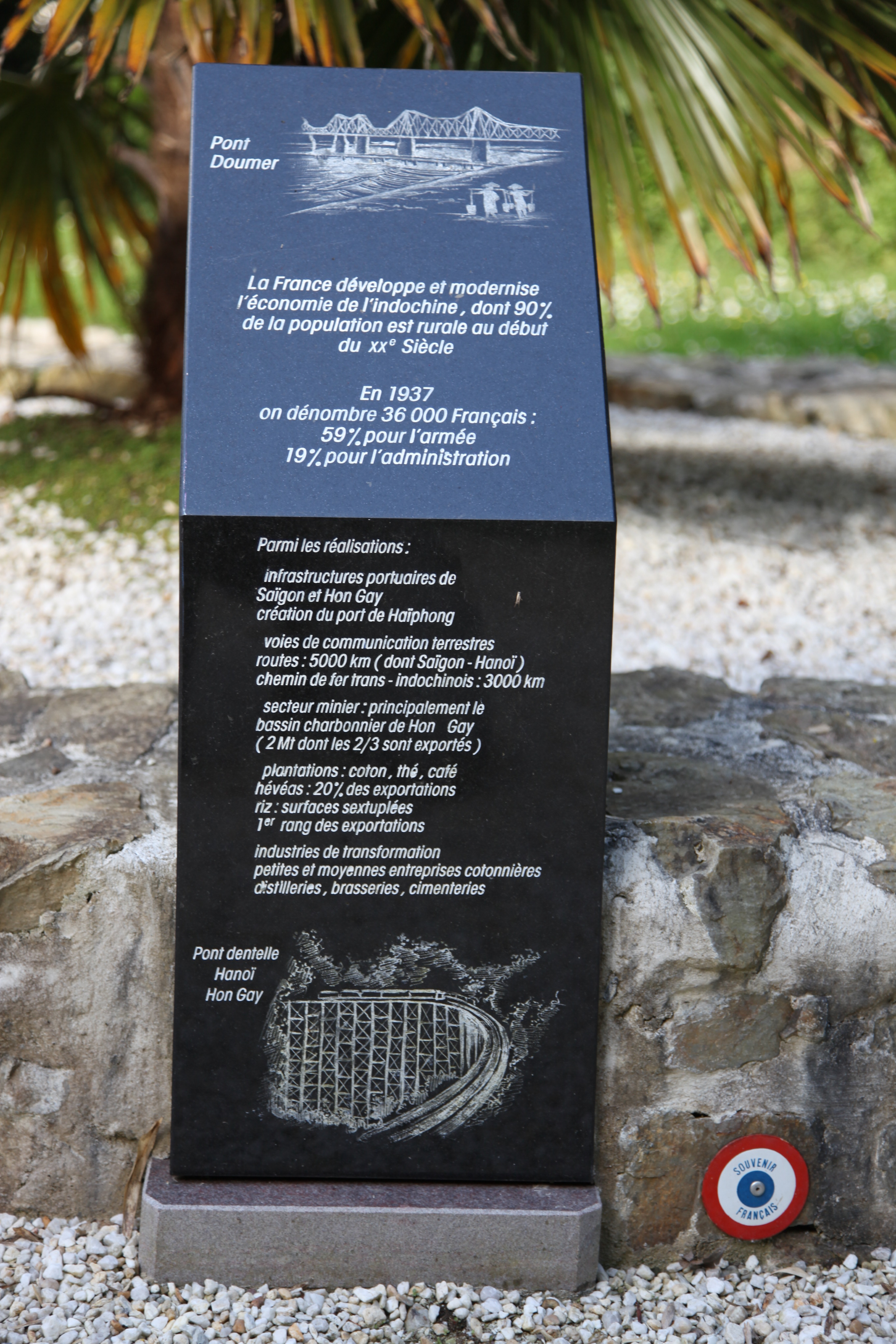
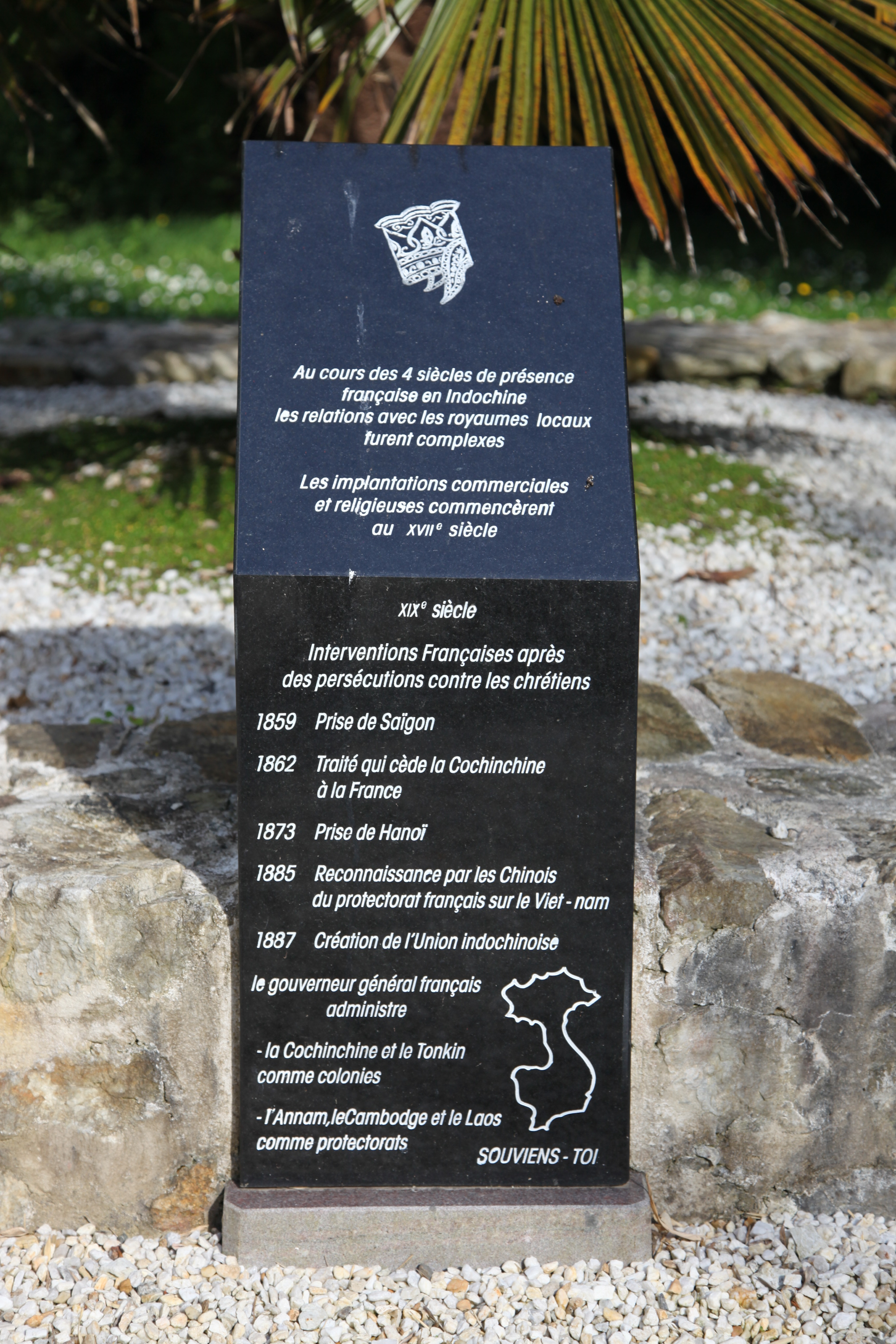
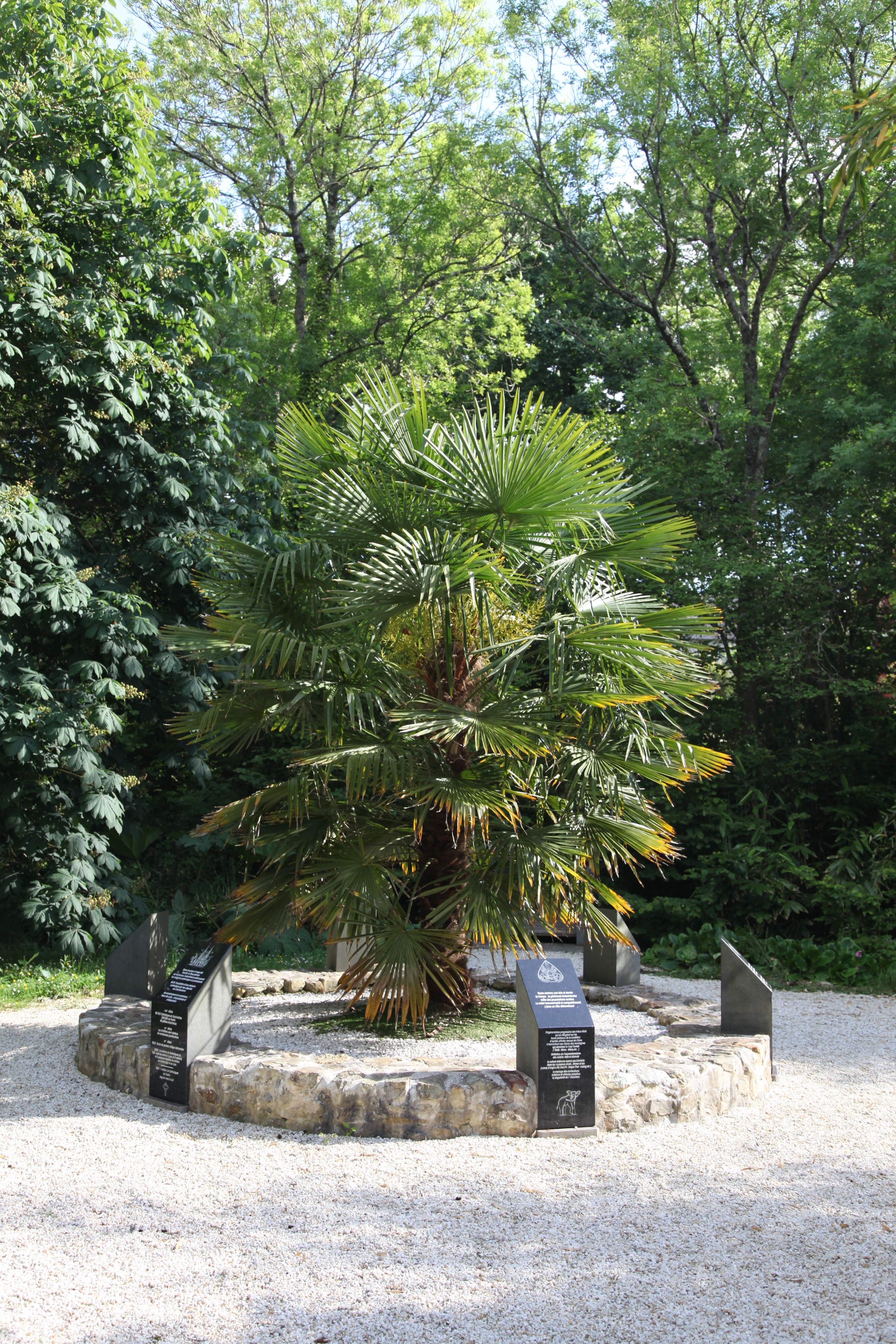
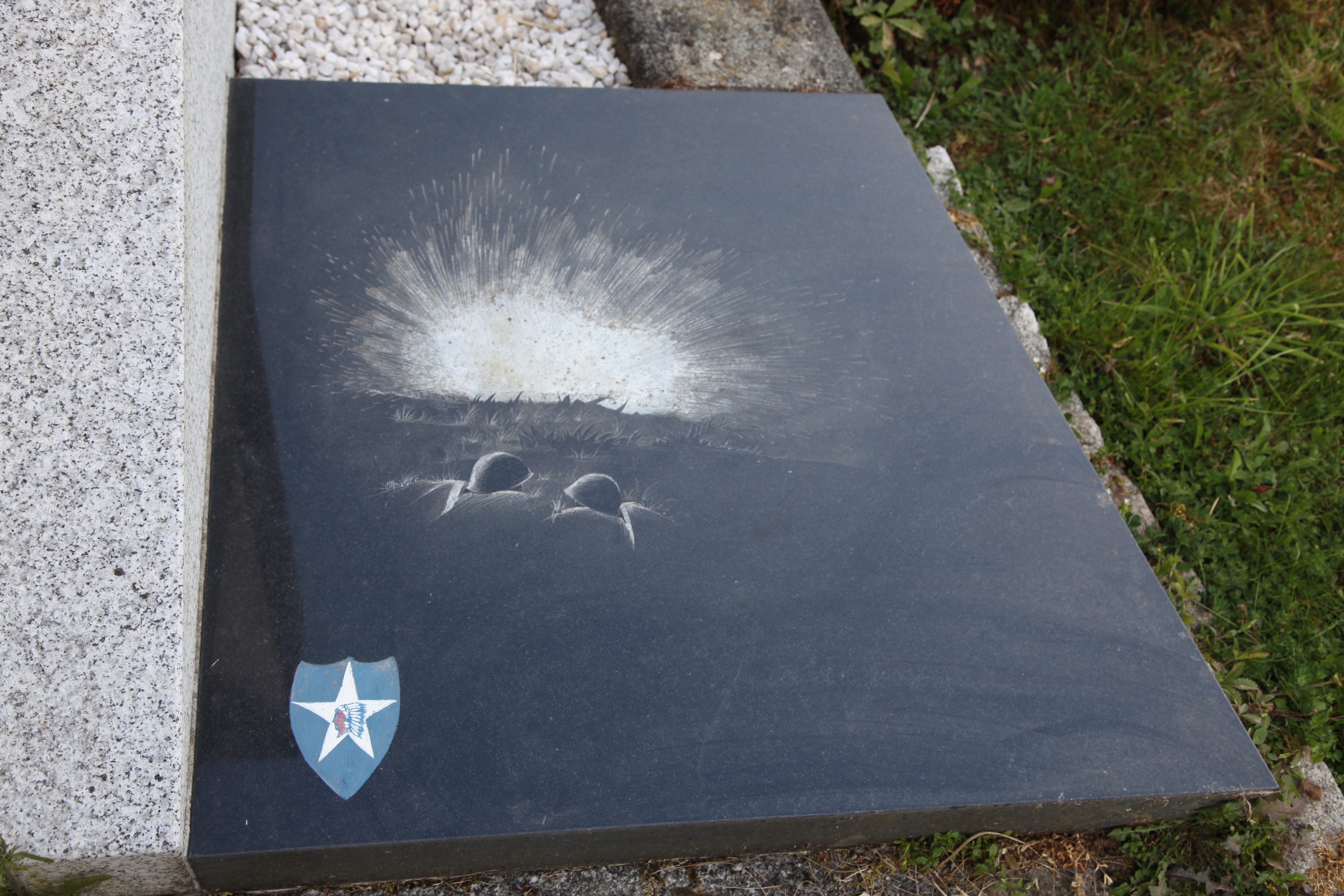
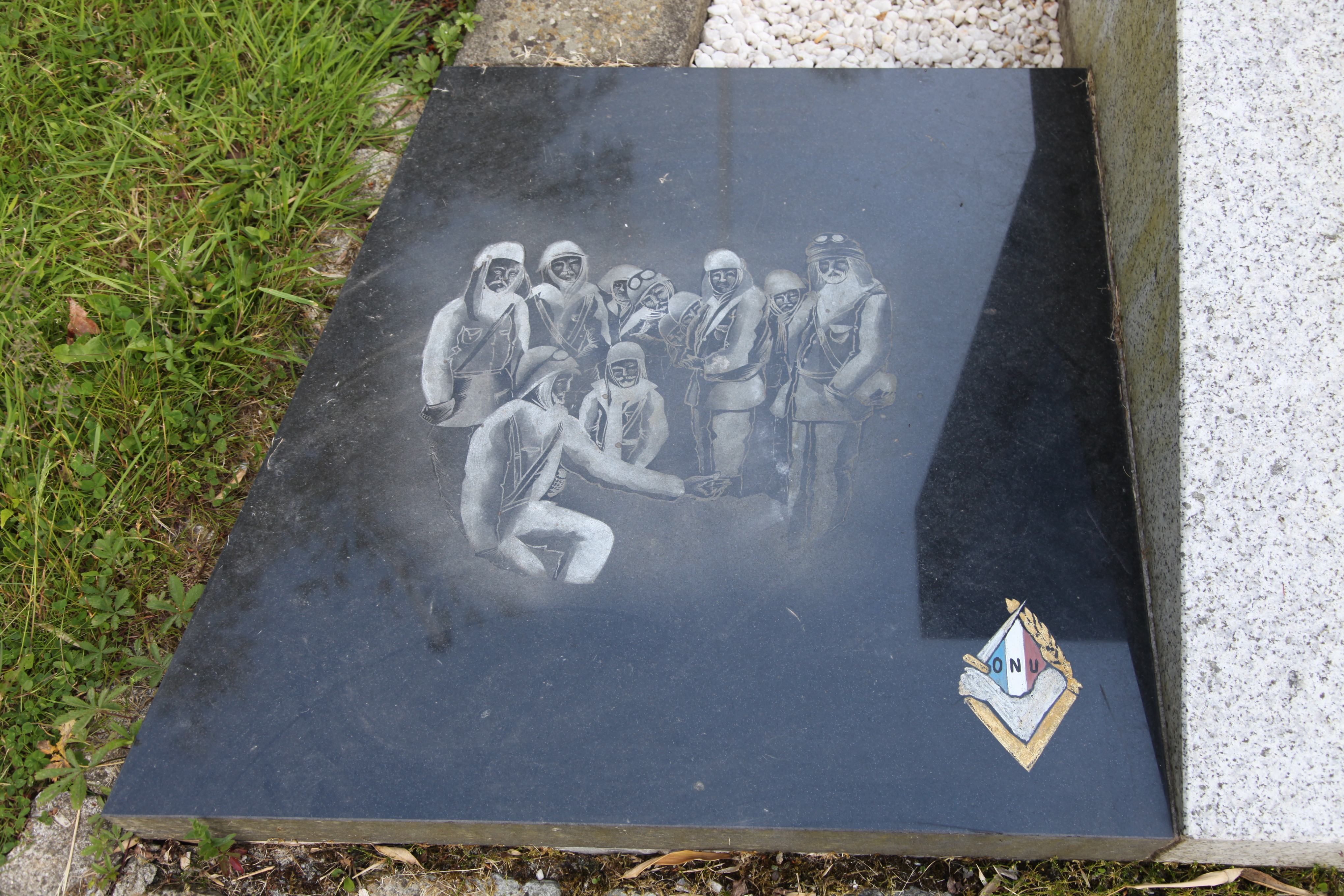
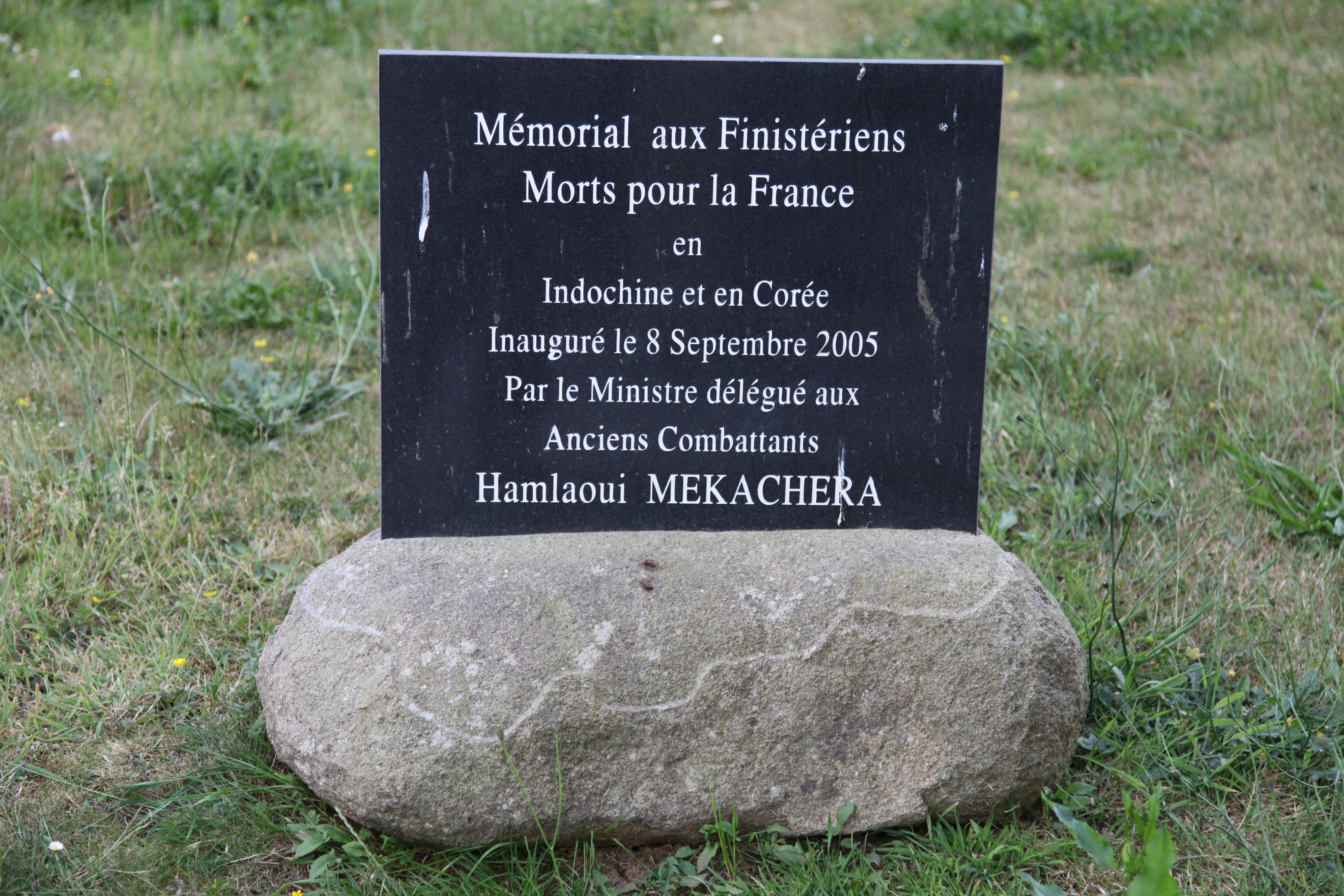
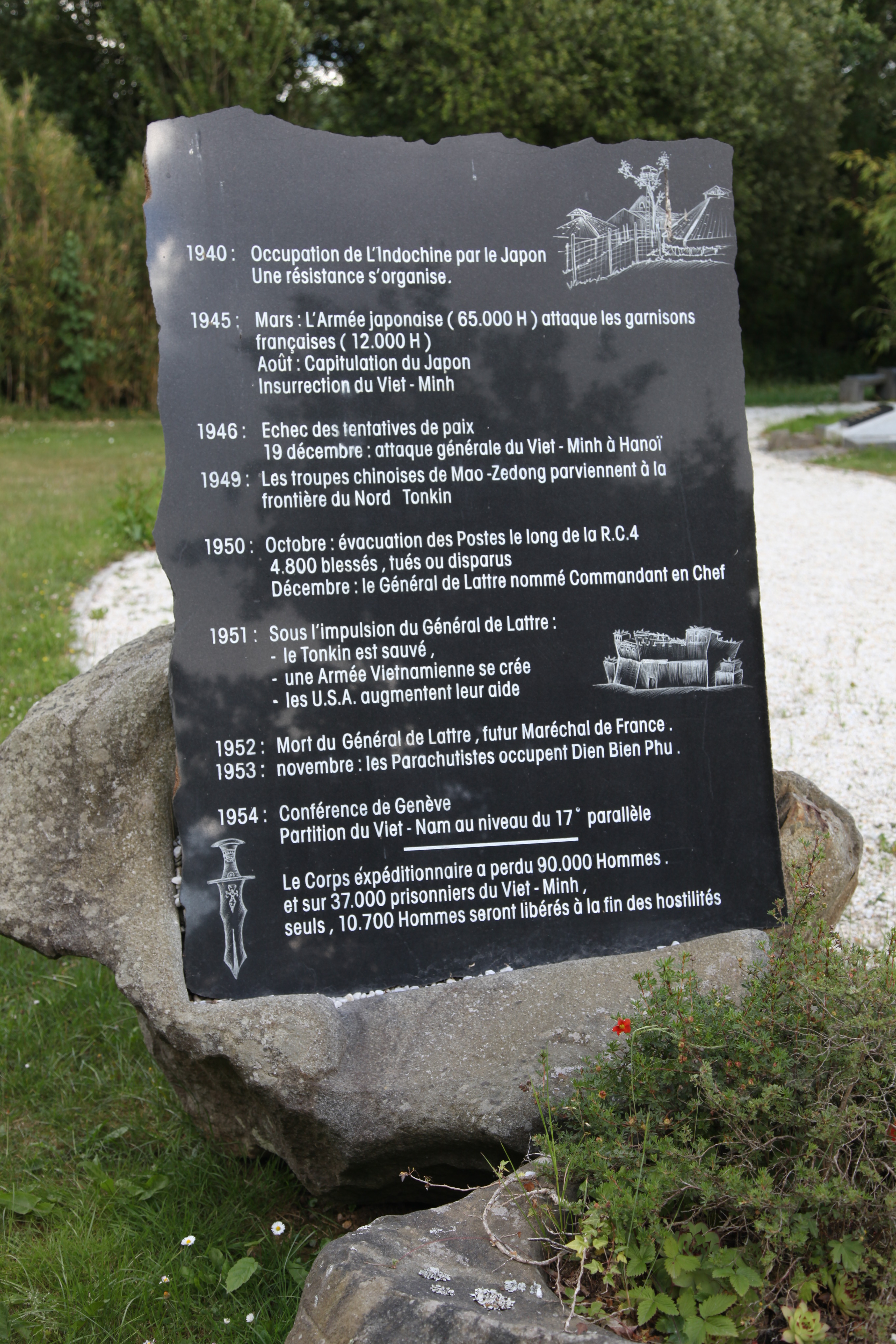
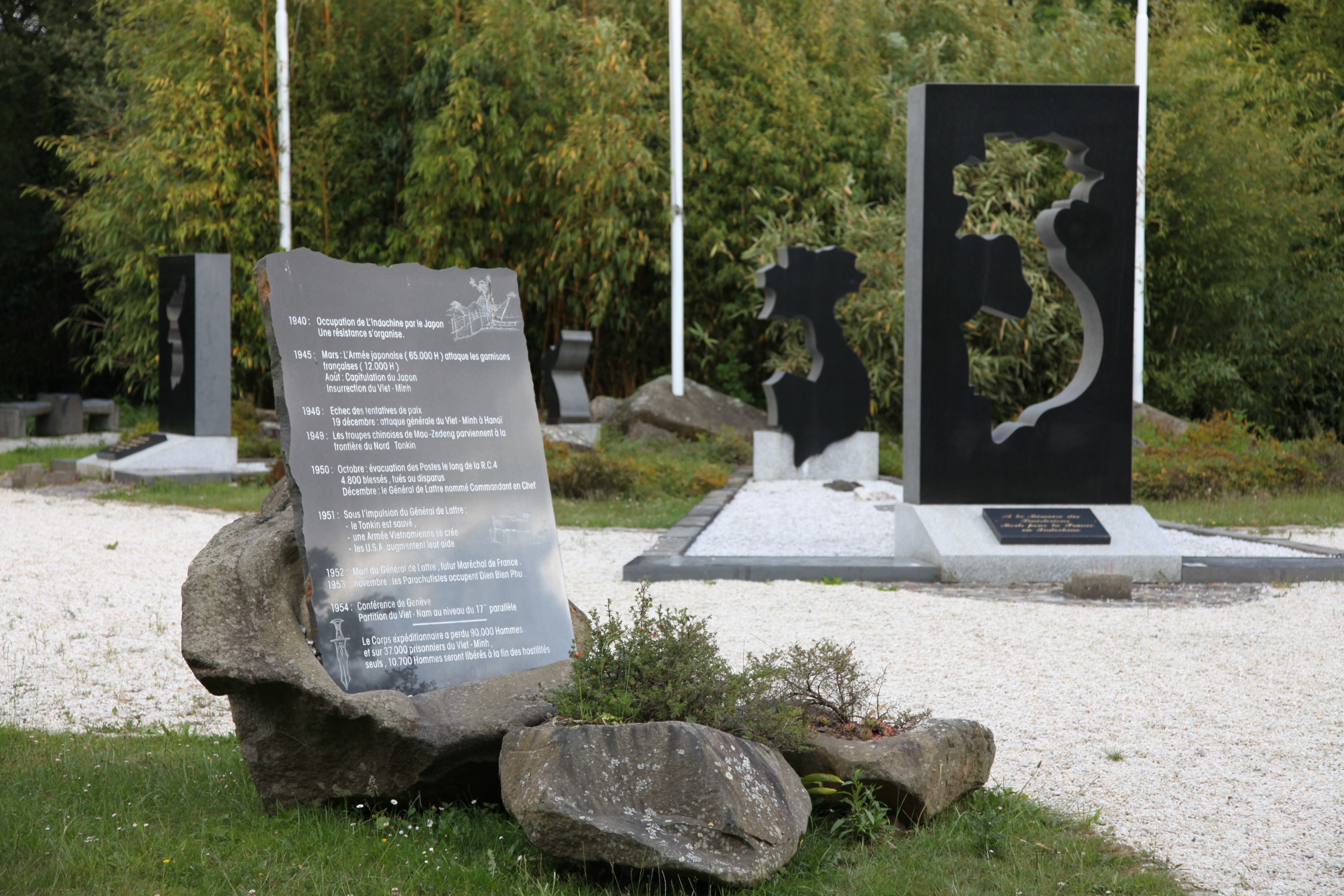

### Personnalités liées à la commune

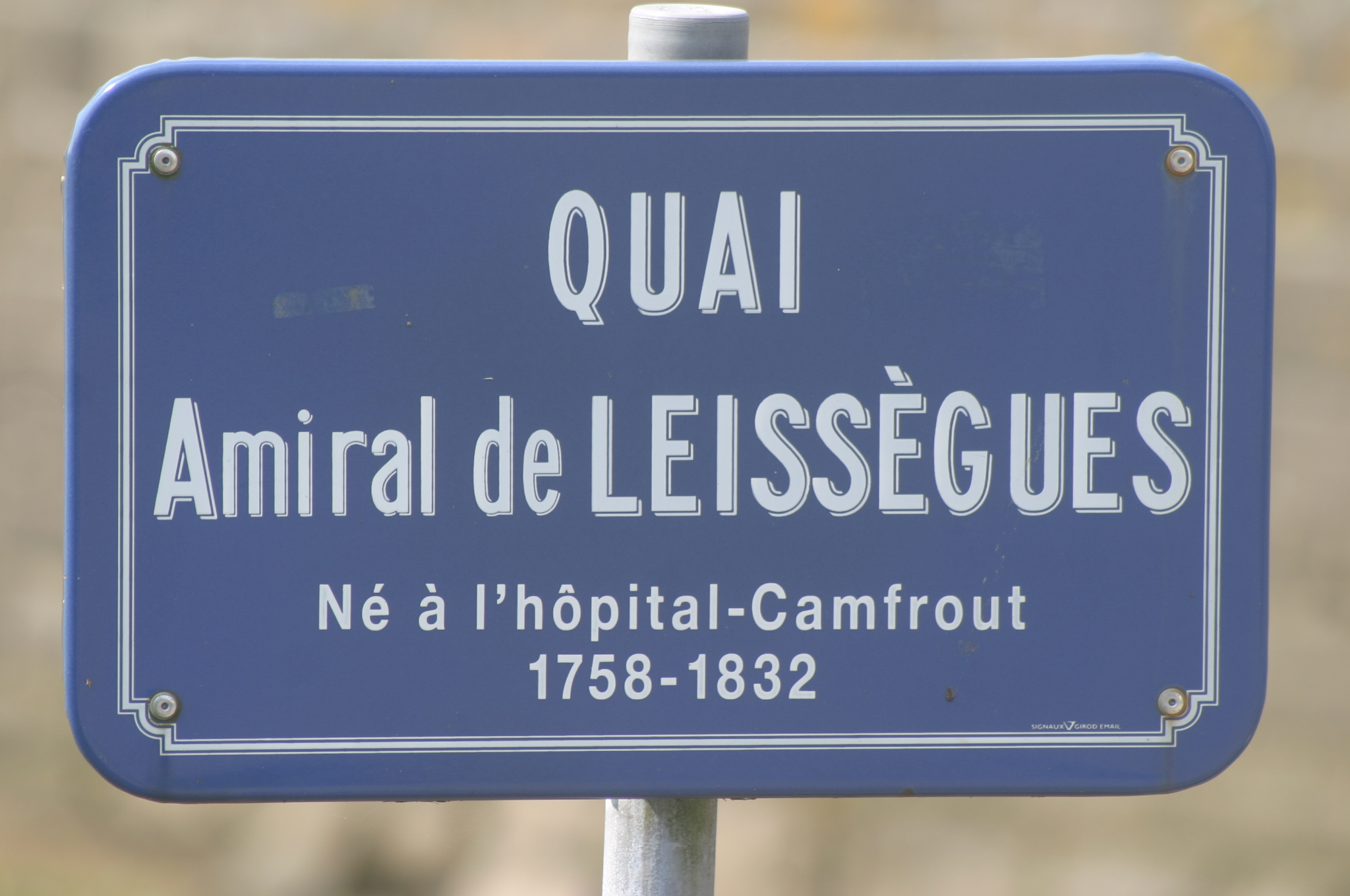
Quai Amiral-de-Leissègues.

- Corentin de Leissègues, né à L'Hôpital-Camfrout en 1758, amiral d'Empire.
- Charles Le Gall, dit Charlez Ar Gall, militant de la culture bretonne, pionnier de la radio-télévision en langue bretonne, né à L'Hôpital-Camfrout.

### Art
- Le peintre impressionniste Eugène Boudin, d'origine normande, mais qui épousa une Hanvécoise Marie-Anne Guédès, a peint de nombreux tableaux de la région dont vers 1870 : L'Hôpital-Camfrout, Brittany[115]. Ce tableau se trouve à la National Gallery à Londres.
- Eugène Boudin : Clair de lune à l'Hôpital-Camfrout (collection particulière).
- Eugène Boudin : Bras de mer à l'Hôpital-Camfrout (collection particulière).
- Eugène Boudin : Mariage à l'Hôpital-Camfrout (collection particulière).

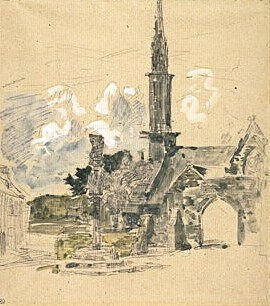
L'église et le calvaire de L'Hôpital-Camfrout (tableau d'Eugène Boudin).

## Jumelages
- Loulle (France)
- Feock (Royaume-Uni)